# Liste der Biografien/Kaa–Kag
Liste der Biografien |
Portal Biografien |
Personensuche
# |
A |
B |
C |
D |
E |
F |
G |
H |
I |
J |
K |
L |
M |
N |
O |
P |
Q |
R |
S |
T |
U |
V |
W |
X |
Y |
Z |
?
 
Ka |
Kb |
Kc |
Kd |
Ke |
Kf |
Kg |
Kh |
Ki |
Kj |
Kl |
Km |
Kn |
Ko |
Kp |
Kr |
Ks |
Kt |
Ku |
Kv |
Kw |
Ky |
Kx |
Kz
 
Kaa–Kag |
Kah |
Kai |
Kaj |
Kak |
Kal |
Kam |
Kan |
Kao |
Kap |
Kar |
Kas |
Kat |
Kau |
Kav |
Kaw |
Kay |
Kaz
Die Liste der Biografien führt alle Personen auf, die in der deutschsprachigen Wikipedia einen Artikel haben. Dieses ist eine Teilliste mit 1198 Einträgen von Personen, deren Namen mit den Buchstaben „Kaa“ – „Kag“ beginnt.

## Kaa–Kag

### Kaa
- Kaa, Jan van der (1813–1877), holländischer Maler und Lithograph
- Kaa, Uwe (* 1977), deutscher Rapper, Reggae-Sänger und Musiker
- Kaa, Vera (* 1960), Schweizer Sängerin
- Kääb, Artur (1890–1982), deutscher Jurist und Verwaltungsbeamter
- Kaabachi, Ella (* 1992), französisch-tunesische Fußballspielerin
- Kaaberbøl, Lene (* 1960), dänische Kinderbuchautorin
- Kaaberma, Kaido (* 1968), estnischer Degenfechter
- Kaabi, Ahmed al- (* 1996), omanischer Fußballspieler
- Kaabi, Ayoub El (* 1993), marokkanischer Fußballspieler
- Kaabi, Eiman (* 1997), iranischer Fußballspieler
- Kaabi, Mohamed Faraj al (* 1984), katarischer Hammerwerfer
- Kaack, Heino (1940–1998), deutscher Politik- und Verwaltungswissenschaftler
- Kaack, Jan Christian (* 1962), deutscher Vizeadmiral
- Kaack, Peter (1941–2025), deutscher Fußballspieler
- Kaack, Sabine (* 1958), deutsche SchauspielerinSabine Kaack (* 1958)

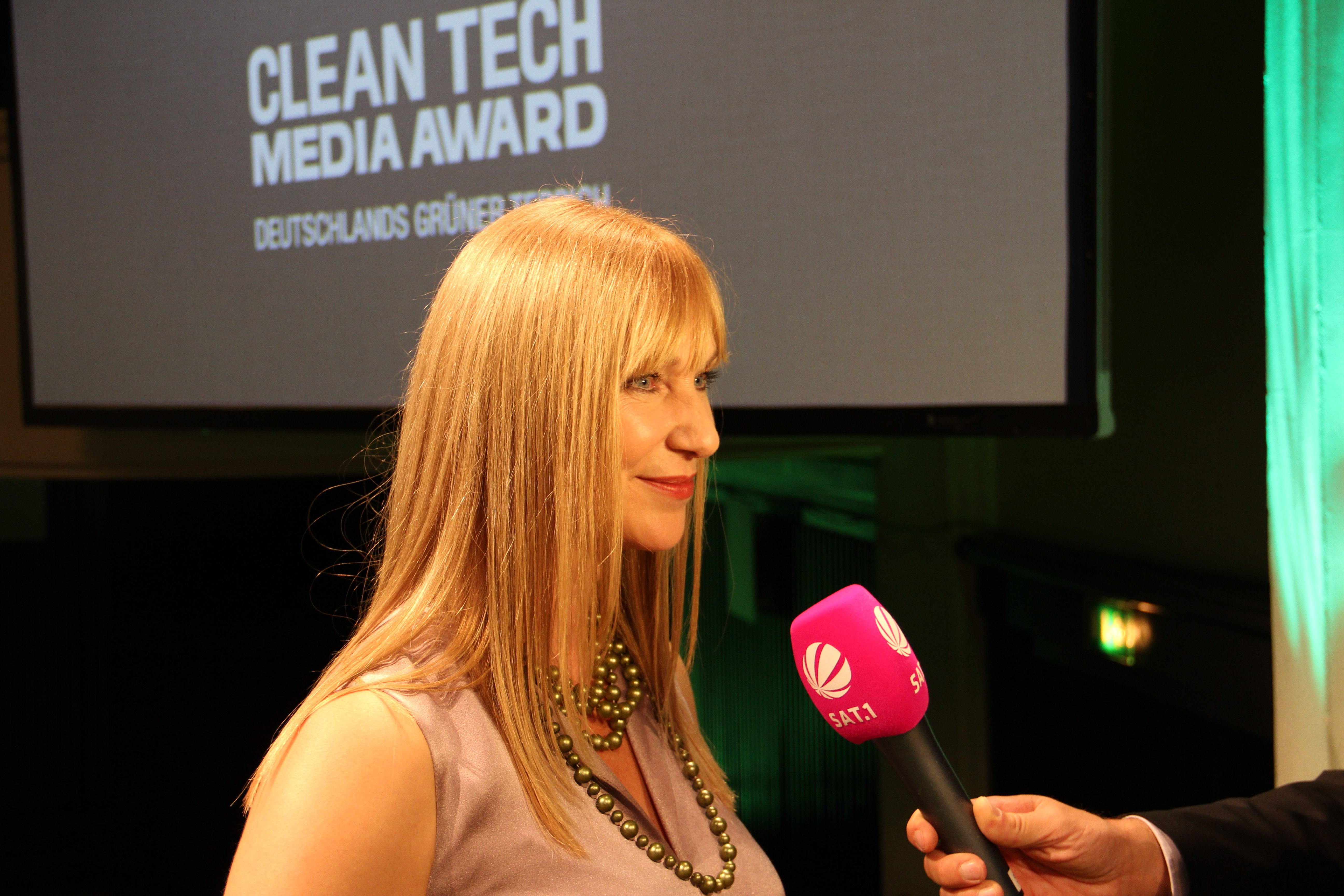
Sabine Kaack (* 1958)

- Kaack, Ulf (* 1964), deutscher Autor, Journalist und Fotograf
- Kaad, Hans Hansen (1891–1964), Veterinär
- Kaaden, Nikolaus von, böhmischer Uhrmacher und Mechanikus
- Kaaden, Peter (* 1989), deutscher Fotograf
- Kaaden, Walter (1919–1996), deutscher Ingenieur
- Kaaf, Ali (* 1977), deutsch-syrischer Bildender Künstler
- Kaag, Sigrid (* 1961), niederländische Politikerin (D66) und Diplomatin
- Kaagaard, Klaus, dänischer Badmintonspieler
- Kaagman, Inessa (* 1996), niederländische Fußballspielerin
- Kaagman, Jerney (* 1947), niederländische PopsängerinJerney Kaagman (* 1947)

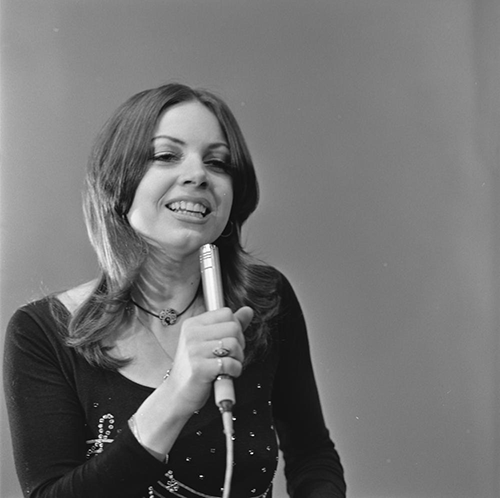
Jerney Kaagman (* 1947)

- Kaʻahumanu (1768–1832), Königin des Königreichs Hawaiʻi
- Kaak, Heinrich (1891–1975), deutscher Tierarzt
- Kaak, Heinrich (* 1950), deutscher Historiker
- Kaake, Jeff (* 1959), amerikanischer Schauspieler
- Kaal, Aira (1911–1988), estnische Schriftstellerin
- Kaale, Vegard (* 1961), norwegischer Diplomat
- Kaalep, Ain (1926–2020), estnischer Schriftsteller und Übersetzer
- Kaaleste, Anna Iwanowna (1930–2014), sowjetische Skilangläuferin
- Kaaleste, Mihhail (1931–2018), sowjetisch-estnischer Kanute und Biathlontrainer
- Kaali, Katharina (* 1977), finnisch-deutsche Schauspielerin
- Kaalma, Martin (* 1977), estnischer Fußballspieler
- Kaalstad, Nils Jørgen (* 1979), norwegischer Schauspieler und Musiker
- Kaalund, Bodil (1930–2016), dänische Malerin, Textilkünstlerin und Autorin
- Kaalund, Lars (* 1964), dänischer Schauspieler, Regisseur und Drehbuchautor
- Kaam, Daniël van (* 2000), brasilianisch-niederländischer Fußballspieler
- Kaam, Fouad el- (* 1988), marokkanischer Langstreckenläufer
- Kaan, Arthur (1864–1940), österreichischer Bildhauer
- Kaan, Fred (1929–2009), niederländischer Pfarrer und Gesangbuchautor
- Kaan, Gültekin, türkischer Rockmusiker, Sänger, Komponist, Texter und Lyriker
- Kaan, Heinrich (1816–1893), österreichischer Mediziner
- Kaan, Richard (1897–1969), österreichischer Politiker
- Kaan, Richard (* 1954), österreichischer Autor, Vortragsredner und Journalist
- Kaan, Wilhelm (1865–1945), österreichischer Politiker (GDVP), Landtagsabgeordneter
- Kaan-Albest, Julius von (1874–1941), Maler und Illustrator, Offizier
- Kaanders, Thijs (* 1949), niederländischer Hockeyspieler
- Kaandorp, Brigitte (* 1962), niederländische Kabarettistin
- Kaapama, Laurence (1983–2013), namibischer Fußballspieler
- Kaapanda, Joel (* 1945), namibischer Politiker
- Kaaper, altägyptischer Beamter
- Kaar, Erika (* 1988), deutsche Schauspielerin im Vereinigten Königreich
- Kaarby, Rolf (1909–1976), norwegischer nordischer Skisportler
- Kaarela, Jari (* 1958), finnischer Eishockeytorwart und -trainer
- Kaarela, Olavi, finnischer Radrennfahrer
- Käärijä (* 1993), finnischer Rapper, Sänger und SongwriterKäärijä (* 1993)

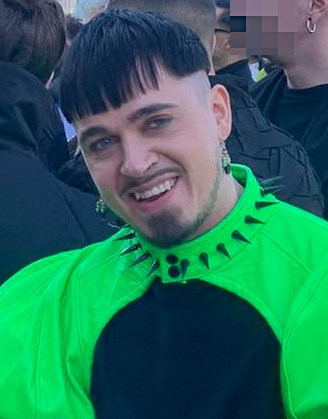
Käärijä (* 1993)

- Kaaris (* 1980), französischer Rapper
- Kaaristo, Vello (1911–1965), estnischer Skilangläufer
- Kaarman, Harald (1901–1942), estnischer Fußballspieler
- Kaarna, Christian (1882–1943), estnischer Journalist und Politiker, Mitglied des Riigikogu
- Kaarna, Katrin (* 1980), estnische Fußballnationalspielerin
- Kaaronda, Evalistus, namibischer Politiker der SWANU
- Kaars, Martijn (* 1999), niederländischer FußballspielerMartijn Kaars (* 1999)

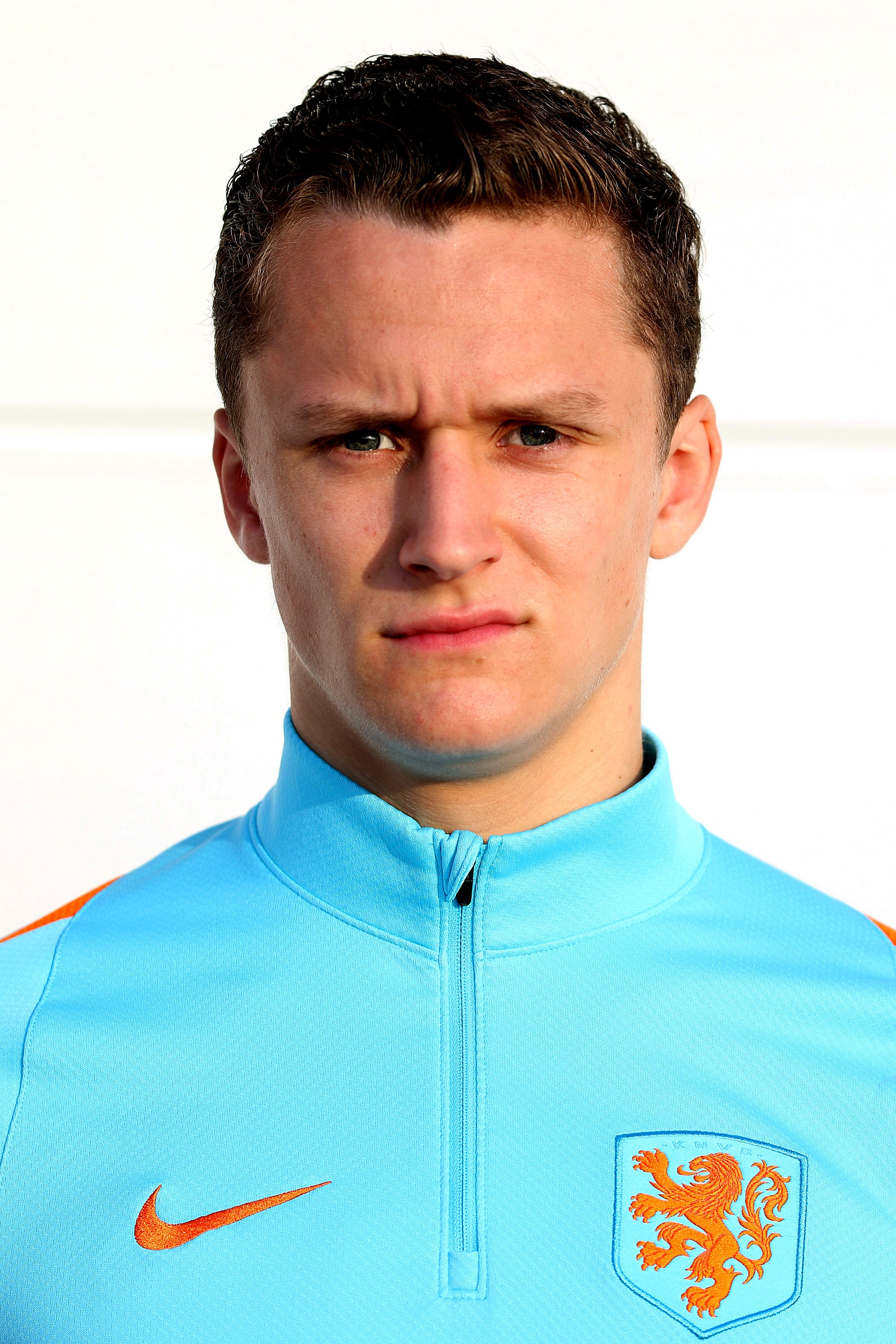
Martijn Kaars (* 1999)

- Kaarsbo, Mathias (* 2006), dänischer Fußballspieler
- Kaarsbøl, Jette A. (* 1961), dänische Schriftstellerin
- Kaarsted, Tage (1928–1994), dänischer Historiker und Hochschullehrer
- Kaart, Dick (1930–1985), niederländischer Jazzmusiker (Zugposaune)
- Kaart, Ray (1934–2011), niederländischer Jazzmusiker (Trompete)
- Kaartinen, Sami (* 1979), finnischer Eishockeyspieler
- Kaas (* 1982), deutsch-polnischer Rapper
- Kaas Elias, Alexander (* 1973), deutscher Politiker (Bündnis 90/Die Grünen), MdA
- Kaas, Birgitte Christine (1682–1761), dänisch-norwegische Poetin, Kirchenlieddichterin und Übersetzerin
- Kaas, Carl Godager (* 1982), norwegischer Orientierungsläufer
- Kaas, Erling (1915–1996), norwegischer Stabhochspringer
- Kaas, Friedrich Christian (1725–1803), dänischer Kammerherr und Admiral
- Kaas, Friedrich Christian (1727–1804), dänischer Kammerherr und Admiral
- Kaas, Gerda Lie (* 2006), dänische Schauspielerin
- Kaas, Harald (1940–1989), deutscher Schriftsteller
- Kaas, Jeppe (* 1966), dänischer Komponist und Schauspieler
- Kaas, Johann Ivar von (1644–1718), dänischer Adliger, kurkölnischer Oberstleutnant und Bezirkshauptmann
- Kaas, Ludwig (1881–1952), deutscher katholischer Theologe und Politiker (Zentrum), MdR
- Kaas, Niels (1535–1594), dänischer Kanzler
- Kaas, Nikolaj Lie (* 1973), dänischer SchauspielerNikolaj Lie Kaas (* 1973)

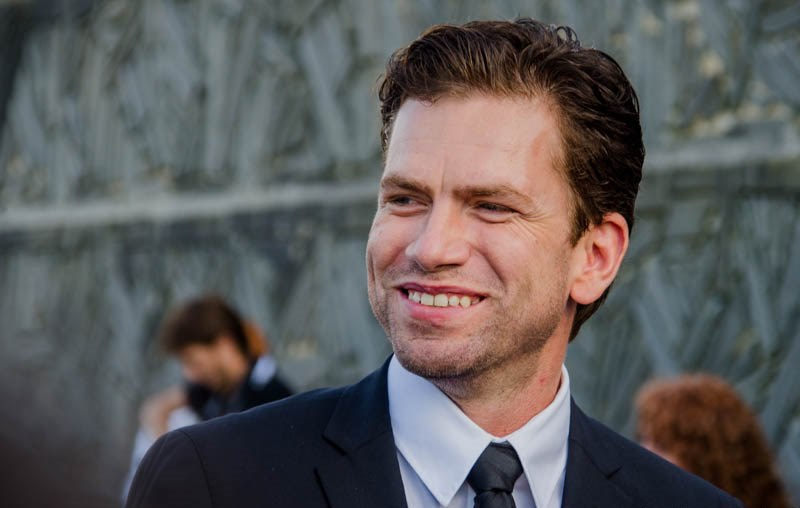
Nikolaj Lie Kaas (* 1973)

- Kaas, Patricia (* 1966), französische Sängerin
- Kaas, Piet († 2012), niederländischer Fußballspieler
- Kaas, Preben (1930–1981), dänischer Schauspieler, Komiker und Drehbuchautor
- Kaas, Ulrich (1677–1746), dänischer Admiral und Stiftsamtmann zu Bergen
- Kaasalainen, Viljami (* 1995), finnischer Sprinter
- Kaasch, Wienand (1890–1945), deutscher kommunistischer Politiker
- Kaase, Heinrich (* 1941), deutscher Physiker
- Kaase, Max (* 1935), deutscher Politikwissenschaftler
- Kaasen, Paal (1883–1963), norwegischer Segler
- Kaaserer, Richard (1896–1947), deutscher SS-Oberführer sowie SS- und Polizeiführer
- Kaasgaard, Ragnhild (* 1961), dänische Schauspielerin
- Kaashoek, Frans (* 1965), niederländischer Informatiker
- Kaashoek, Rien (1937–2024), niederländischer Mathematiker
- Kaasik, Ivar (* 1965), estnischer Künstler
- Kaasik, Renate (1906–1993), estnische Politikerin (Exil)
- Kaasik, Tõnis (* 1949), estnischer Unternehmer, Politiker und Umweltaktivist
- Kaasiku, Kaidy (* 2001), estnische Skilangläuferin
- Kaasiku, Keidy (* 2001), estnische Skilangläuferin
- Kaasinen, Ulla (* 1960), finnische Fußballspielerin
- Kaasjager, Sander (* 1985), niederländischer E-Sportler
- Kaastrup, Magnus (* 2000), dänischer Fußballspieler
- Kaastrup, William (* 2004), dänischer Fußballspieler
- Kaat, Erich te (* 1937), deutscher Physiker
- Kaata, Ragnhild (1873–1947), norwegische taubblinde FrauRagnhild Kaata (1873–1947)

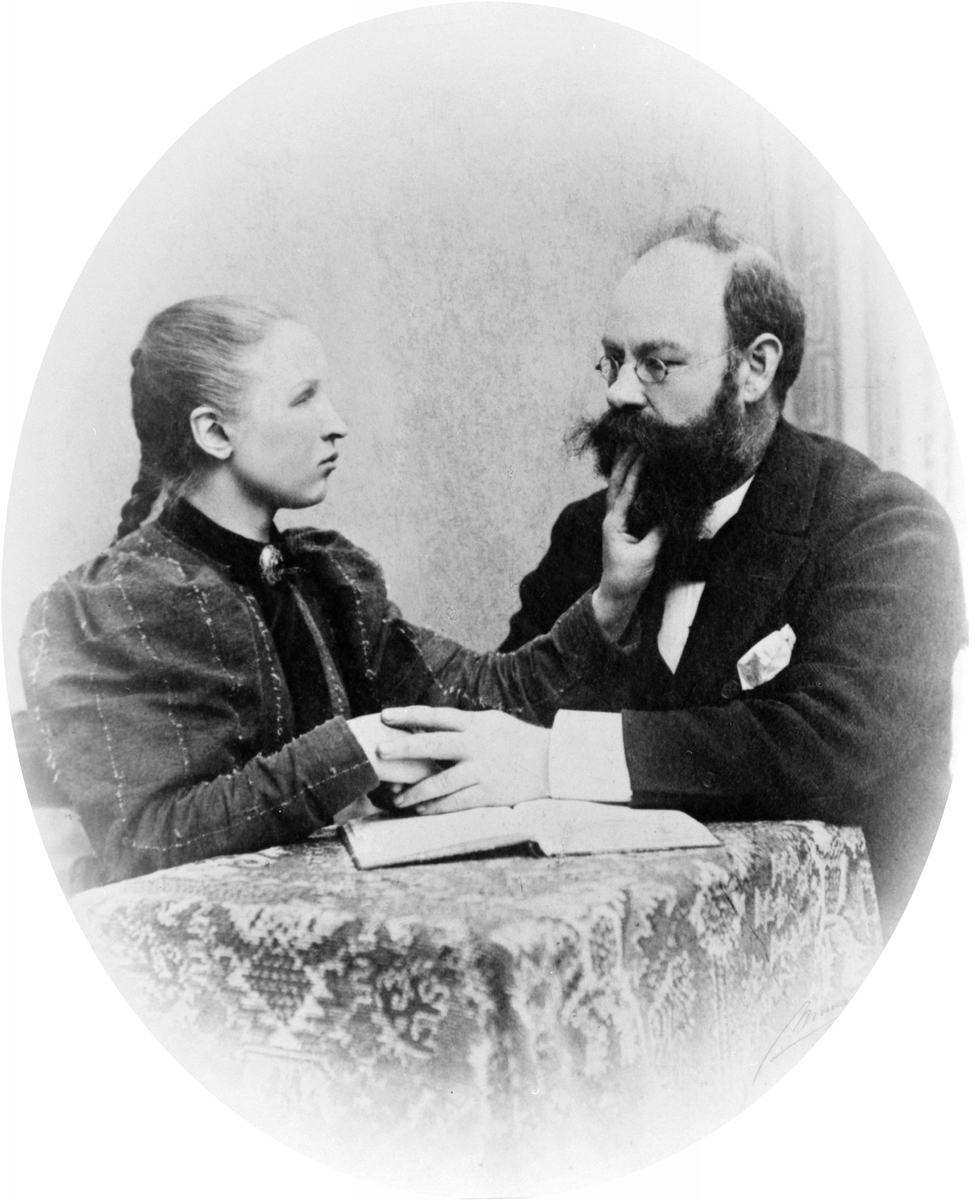
Ragnhild Kaata (1873–1947)

- Kaatsch, Hans-Jürgen (* 1947), deutscher Rechtsmediziner und Hochschullehrer
- Kaatsch, Markus (* 1987), deutscher Filmemacher
- Kaatz, Jhesa Mae (* 1992), philippinische Fußballschiedsrichterin
- Kaatz, Karl (1913–1996), deutscher Fräser und Politiker (LDPD), MdV
- Kaatz, Saul (1870–1942), deutscher Rabbiner
- Kaatzer, Peter (1808–1870), deutscher Buchhändler und Verleger
- Kaau-Boerhaave, Abraham (1715–1758), niederländischer Mediziner
- Kaau-Boerhaave, Herman (1705–1753), niederländischer Mediziner
- Kaaver, Valter (1904–1946), estnischer Dichter und Publizist
- Kaaz, Karl Ludwig (1773–1810), deutscher Maler
- Kaaze (* 1989), schwedischer DJ und Musikproduzent
- Kaazouzi, Brahim (* 1990), marokkanischer Leichtathlet

### Kab
- Kaʿb al-Ahbār, jemenitischer Jude
- Kaʿb ibn al-Aschraf, arabischer Dichter; Widersacher Mohammeds in Medina
- Ka'b ibn As'ad, Anführer des in Yathrib (Medina) ansässigen jüdischen Stammes der Banu Quraiza
- Kaʿb ibn Zuhair, arabischer Dichter

#### Kaba
- Kaba uulu, Kodschomkul (1888–1955), kirgisischer Volksheld
- Kaba, Alpha (* 1996), französisch-guineischer Basketballspieler
- Kaba, Atsushi (1879–1960), japanischer Generalleutnant
- Kaba, Benkaly (* 1959), französisch-senegalesischer Basketballspieler
- Kaba, Burhan (* 1963), türkischer Fußballspieler
- Kaba, Fatoumata, guineische Diplomatin und Politikerin
- Kaba, Gökhan (* 1983), türkischer Fußballspieler
- Kaba, Hadja (* 1945), guineische Politikerin
- Kaba, Malado (* 1971), guineische Politikerin und Ökonomin
- Kaba, Mariam (* 1961), französisch-guineische Schauspielerin
- Kaba, Necdet (* 1985), türkischer Fußballspieler
- Kaba, Sidiki (* 1950), senegalesischer Politiker
- Kaba-Fofana, Mohamed (* 1998), US-amerikanisch-deutscher Basketballspieler
- Kaba-Schönstein, Lotte (* 1950), deutsche Gesundheitswissenschaftlerin und Diplom-Sozialwirtin
- Kabaciński, Michał (* 1988), polnischer Politiker (Ruch Palikota), Mitglied des Sejm
- Kaback, H. Ronald (1936–2019), US-amerikanischer Biochemiker
- Kabadayı, Doğuhan (* 2001), deutscher Schauspieler
- Kabadayı, Volkan (* 1980), türkischer Fußballspieler
- Kabadayı, Yusuf (* 2004), deutsch-türkischerer Fußballspieler
- Kabadi, Haroun (* 1949), tschadischer Politiker, Premierminister des Tschad
- Kabafaanu, Amina (* 1724), Sultana der Malediven
- Kabagyeni, Rose (* 1974), ugandische Politikerin (NRM)
- Kabaiwanska, Rajna (* 1934), bulgarische Opernsängerin (Sopran)Rajna Kabaiwanska (* 1934)

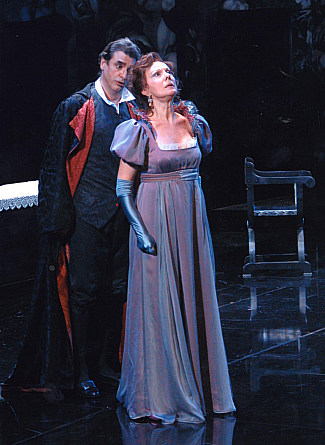
Rajna Kabaiwanska (* 1934)

- Kabajani, Richard Kapelwa (1943–2007), namibischer Politiker und Minister
- Kabajew, Jewgeni Gennadjewitsch (* 1988), russischer Fußballspieler
- Kabajewa, Alina Maratowna (* 1983), russische AthletinAlina Maratowna Kabajewa (* 1983)

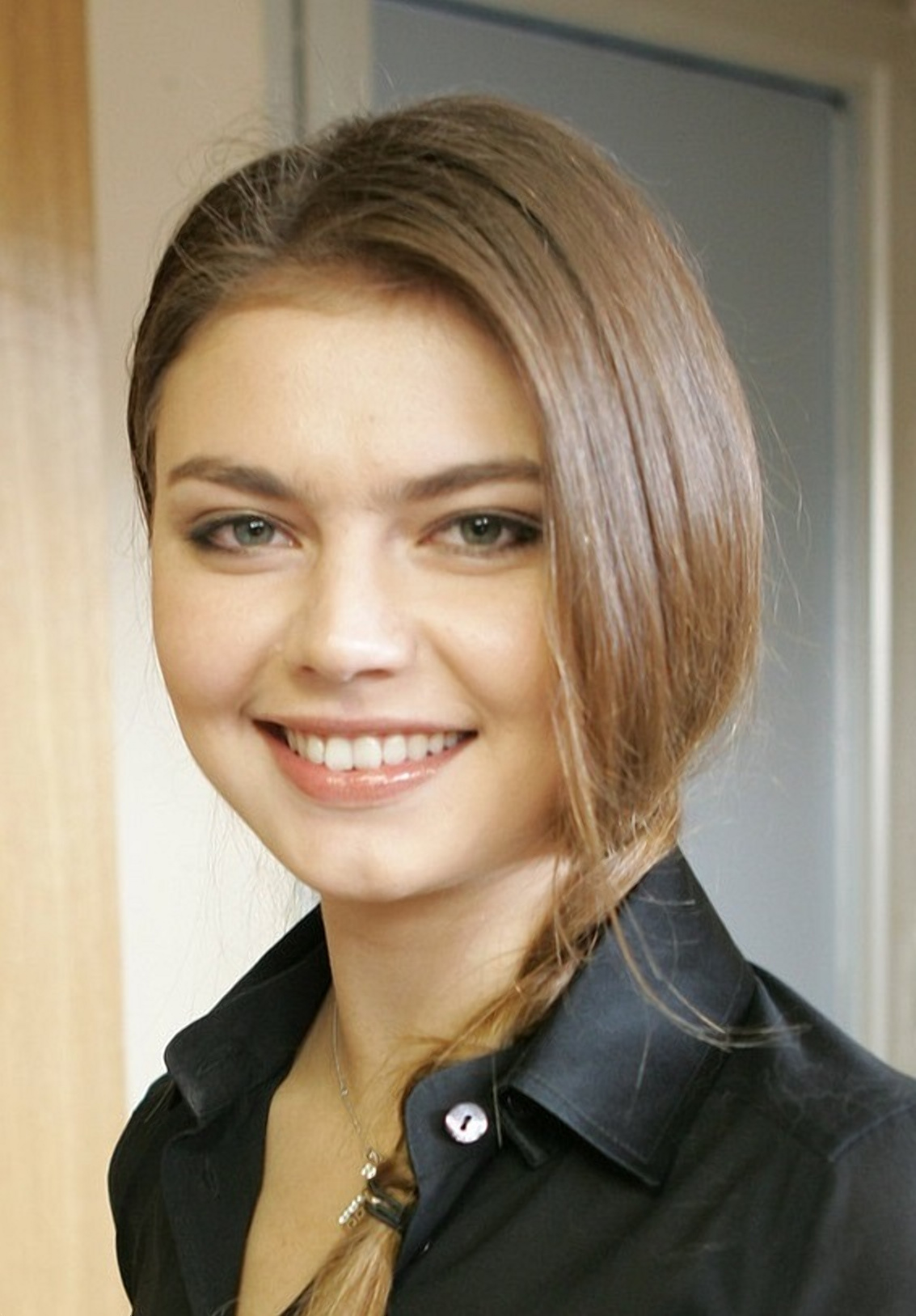
Alina Maratowna Kabajewa (* 1983)

- Kabak, Aharon Avraham (1880–1944), hebräischer Schriftsteller
- Kabak, Ozan (* 2000), türkischer Fußballspieler
- Kabaka, Remi (* 1944), nigerianischer Perkussionist und Schlagzeuger
- Kabakama, Jonesia (* 1989), tansanische Fußballschiedsrichterin
- Kabakçı, Yaşar (* 1981), türkischer Fußballspieler
- Kabakow, Alexander Abramowitsch (1943–2020), russischer Schriftsteller
- Kabakow, Emilia (* 1945), US-amerikanische Künstlerin
- Kabakow, Georgi (* 1986), bulgarischer Fußballschiedsrichter
- Kabakow, Ilja (1933–2023), sowjetischer Künstler
- Kabaktschiew, Christo (1878–1940), bulgarischer Politiker
- Kabakyer, Duran, deutsch-türkischer Unternehmer und Erfinder
- Kabalega (1853–1923), Omukama von Bunyoro
- Kabalewski, Dmitri Borissowitsch (1904–1987), russischer Komponist
- Kaballiōtēs, Theodōros Anastasios, albanischer Albanologe, Romanist und Lexikograf
- Kaballo, Winfried (* 1952), deutscher Mathematiker und Hochschullehrer an der TU Dortmund
- Kabaň, Jozef (* 1973), slowakischer DesignerJozef Kabaň (* 1973)

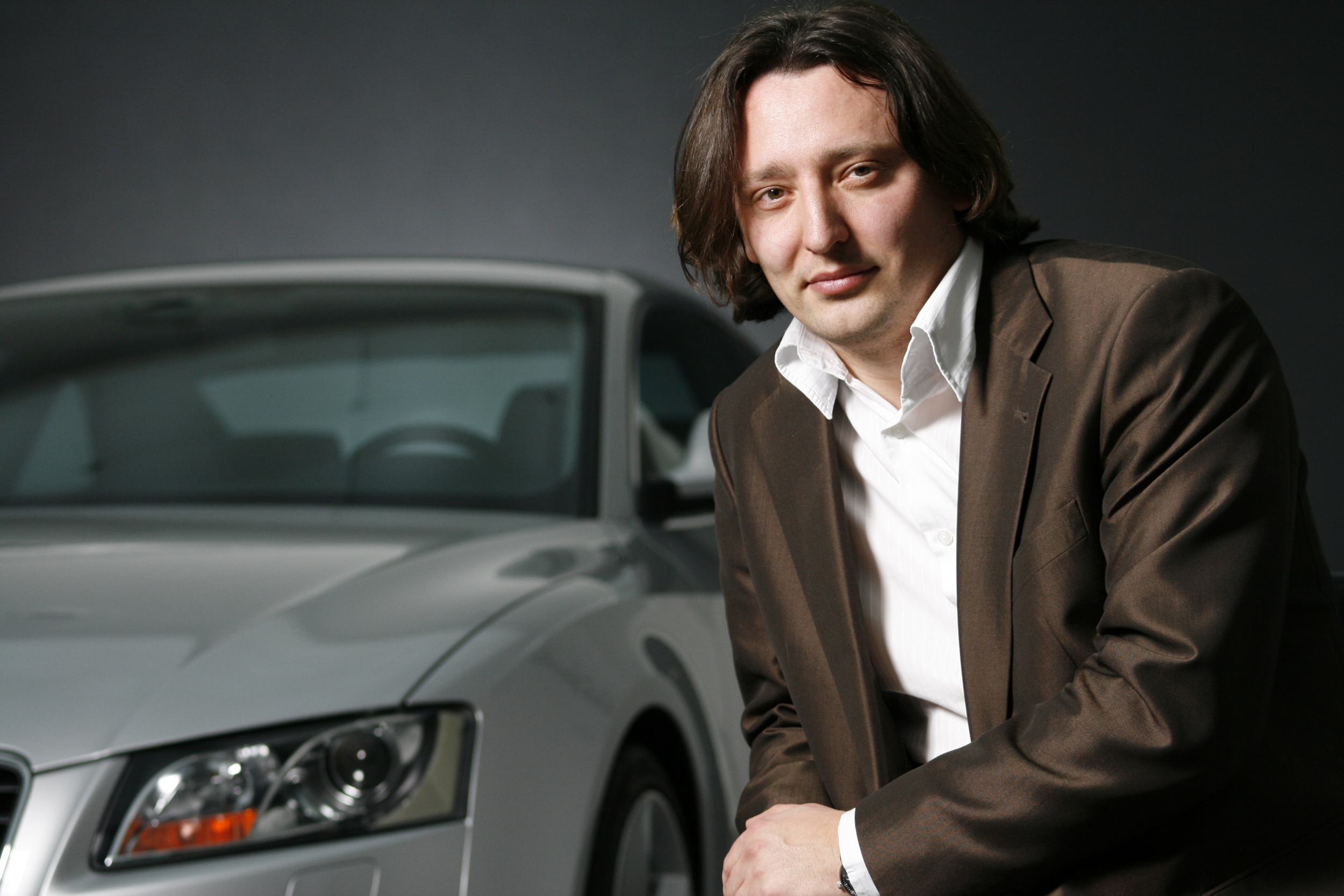
Jozef Kabaň (* 1973)

- Kabananga, Junior (* 1989), kongolesischer Fußballspieler
- Kabanga Songasonga, Eugène (1932–2000), kongolesischer Geistlicher, römisch-katholischer Erzbischof von Lubumbashi
- Kabangu wa Mutela, François (1924–1995), kongolesischer Geistlicher, römisch-katholischer Bischof von Luebo
- Kabangu, Mulota (* 1985), kongolesischer Fußballnationalspieler
- Kabanova, Alina (* 1982), russische Pianistin
- Kabanow, Alexander Sergejewitsch (1948–2020), sowjetischer Wasserballspieler und Trainer
- Kabanow, Kirill Sergejewitsch (* 1992), russischer Eishockeyspieler
- Kabanow, Wiktor Alexandrowitsch (1934–2006), russischer Chemiker, Polymerchemiker und Hochschullehrer
- Kabanshi, Emerine (* 1964), sambische Politikerin
- Kabaou, Mahamane (1947–2009), nigrischer Politiker
- Kabar, Almugera (* 2006), deutscher Fußballspieler
- Kabardin, Witali Alexandrowitsch (* 1982), russischer Sommerbiathlet
- Kabariti, Abdelkarim al- (* 1949), jordanischer Politiker
- Kabas, Hilmar (* 1942), österreichischer Politiker (FPÖ), Landtagsabgeordneter, Abgeordneter zum NationalratHilmar Kabas (* 1942)

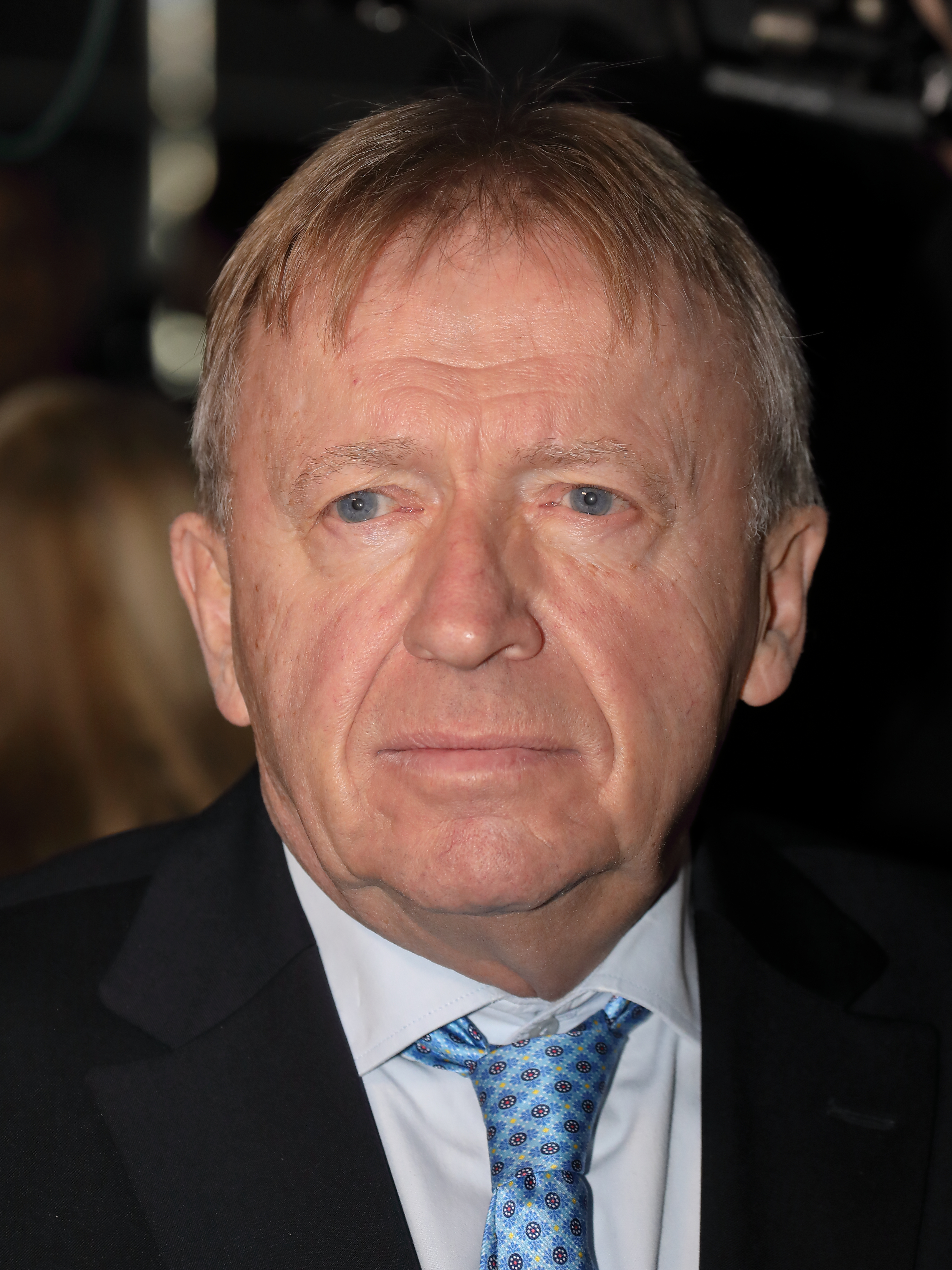
Hilmar Kabas (* 1942)

- Kabas, Robert (* 1952), österreichischer bildender Künstler
- Kabas, Sebastian (* 1997), österreichischer Ruderer
- Kabaş, Sedef (* 1968), türkische Journalistin, Nachrichtensprecherin und Publizistin
- Kabas, Ursula (* 1950), österreichische Psychologin und Schriftstellerin
- Kabasakal, Aylin (* 1974), türkische Schauspielerin
- Kabasakal, Fatoş (* 1982), türkische Schauspielerin und Model
- Kabasawa, Wakana (* 1999), japanische Langstreckenläuferin
- Kabasele, Christian (* 1991), belgischer Fußballspieler
- Kabasele, Nathan (* 1994), belgischer Fußballspieler
- Kabashi, Arian (* 1996), kosovarisch-schweizerischer Fussballspieler
- Kabashi, Armend (* 1995), finnischer Fußballspieler
- Kabashi, Besim (1976–2011), deutsch-kosovarischer Kickboxer
- Kabashi, Hil (* 1941), albanischer römisch-katholischer Bischof
- Kabashi, Muhamet Alem (* 1894), albanischer Widerstandskämpfer gegen den Nationalsozialismus
- Kabashima, Ikuo (* 1947), japanischer Politikwissenschaftler und Politiker
- Kabasilas, Konstantinos, Erzbischof von Ohrid
- Kabasilas, Nikolaos, byzantinischer Mystiker und Theologe, orthodoxer Heiliger
- Kabasta, Oswald (1896–1946), österreichischer Dirigent und Komponist
- Kabat, Elvin A. (1914–2000), amerikanischer Chemiker und Immunologe
- Kabat, Ladislau (* 1977), deutscher Basketballspieler
- Kabát, Péter (* 1977), ungarischer Fußballspieler
- Kabat-Zinn, Jon (* 1944), US-amerikanischer MeditationsforscherJon Kabat-Zinn (* 1944)

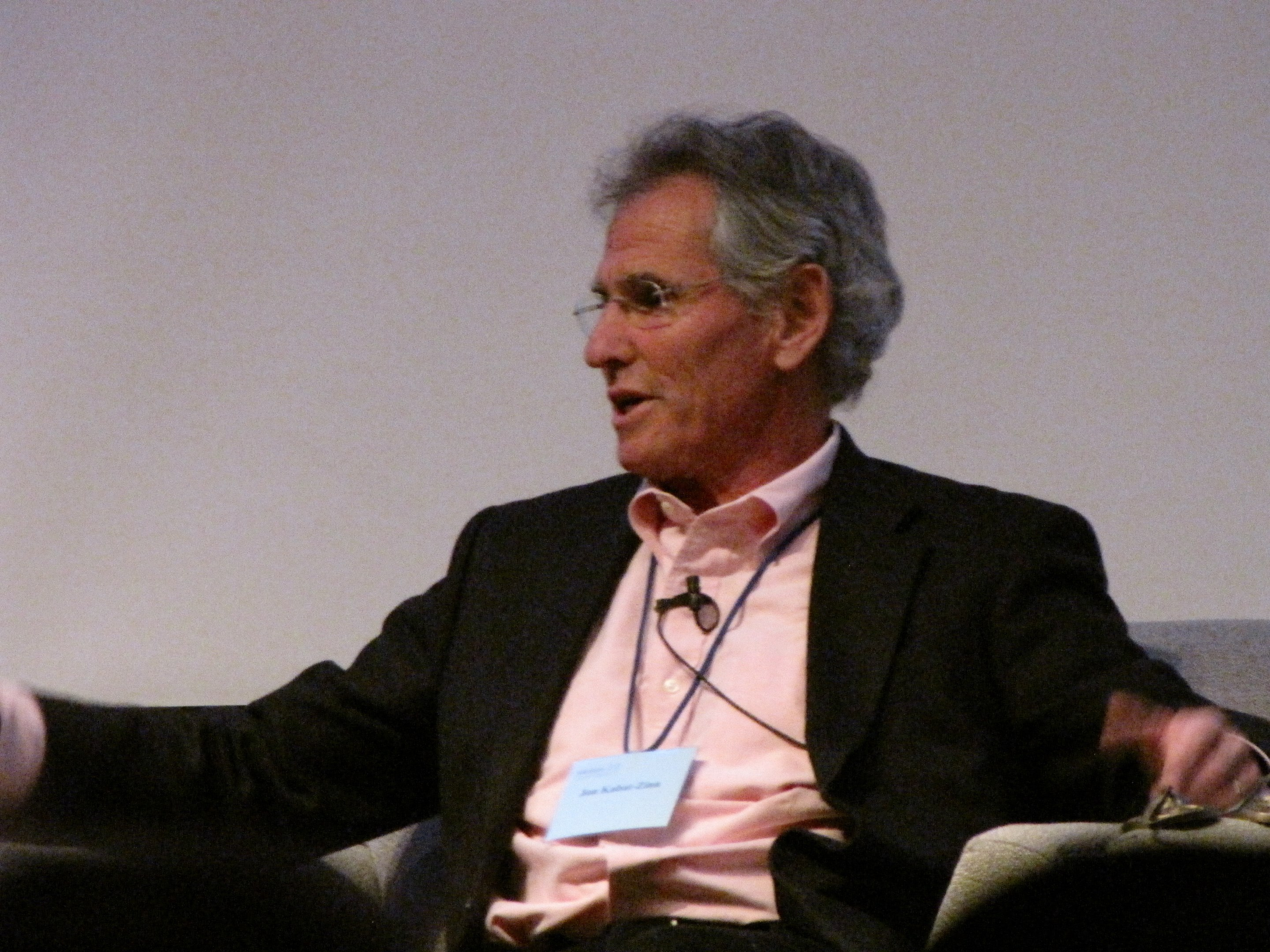
Jon Kabat-Zinn (* 1944)

- Kabata, Zbigniew (1924–2014), polnisch-kanadischer Zoologe
- Kabata-Pendias, Alina (1929–2019), polnische Bodenkundlerin
- Kabatek, Adolf (1931–1997), deutscher Comicautor und Manager
- Kabatek, Elisabeth (* 1966), deutsche Schriftstellerin
- Kabatek, Johannes (* 1965), deutscher Romanist und Hochschullehrer
- Kabatianski, Alexander (* 1958), deutscher Schachspieler
- Kabátník, Martin (1428–1503), tschechischer Reisender, Schriftsteller und Mitglied der Brüderunität der Böhmischen Brüder
- Kabátová, Zita (1913–2012), tschechische Schauspielerin
- Kabatu, Isabelle, belgische Opernsängerin (Sopran)
- Kabawat, Hind (* 1974), syrische Aktivistin, Akademikerin und MinisterinHind Kabawat (* 1974)

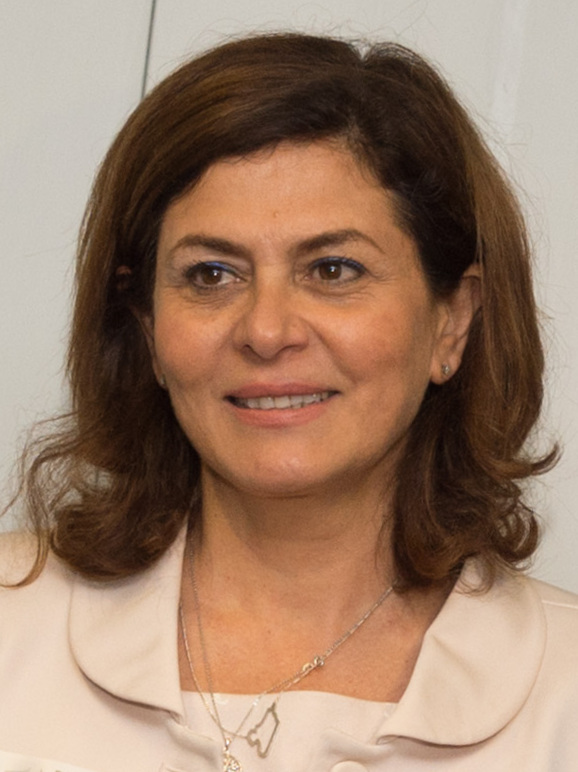
Hind Kabawat (* 1974)

- Kabay, Barna (* 1948), ungarischer Filmregisseur, Drehbuchautor und Filmproduzent
- Kabay, Haktan (* 2002), türkischer Eishockeyspieler
- Kabay, János (1896–1936), ungarischer Chemiker und Pharmazeut
- Kabayama, Ryōnosuke (* 2002), japanischer Fußballspieler
- Kabayama, Sukehide (1869–1941), japanischer Regierungsbeamter, Kabinettsekretär (1923–1924)
- Kabayama, Sukenori (1837–1922), japanischer Admiral, Generalmajor und Politiker
- Kabayel, Agit (* 1992), deutscher Boxer

#### Kabb
- Kabbah, Ahmad Tejan (1932–2014), sierra-leonischer Präsident
- Kabbaj, Omar (* 1942), marokkanischer Politiker, Berater des marokkanischen Königs Mohammed VI.
- Kabbaj, Yasmine (* 2004), marokkanische Tennisspielerin
- Kabbani, Hisham (1945–2024), libanesisch-US-amerikanischer islamischer Gelehrter und Sufi-Scheich

#### Kabe
- Kabe, Erina (* 1985), japanische Skispringerin
- Kabe, Miran (* 1992), japanischer Fußballspieler
- Kabel, Ernst (1879–1955), deutscher Druckereibesitzer, Verleger und Rezitator
- Kabel, Heidi (1914–2010), deutsche VolksschauspielerinHeidi Kabel (1914–2010)

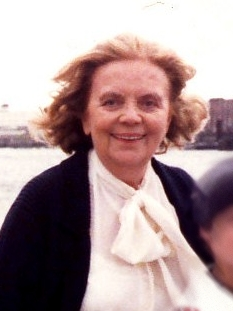
Heidi Kabel (1914–2010)

- Kabel, Rudolf (1934–2019), deutscher Verwaltungsjurist
- Kabel, Walter (1927–1997), deutscher Pianist und Komponist
- Kabel, Walther (1878–1935), deutscher Schriftsteller
- Kabeláč, Miloslav (1908–1979), tschechischer Komponist und Dirigent
- Kabelac, Robert (1894–1976), deutscher Werftdirektor
- Kabelac, Stephan (* 1958), deutscher Wissenschaftler und Lehrstuhlinhaber des Instituts für Thermodynamik der Fakultät für Maschinenbau an der Gottfried-Wilhelm-Leibniz-Universität Hannover
- Kabelitz, Rolf-Dieter (1951–1971), deutsches Todesopfer der Berliner Mauer
- Kabelka, Franz (* 1954), österreichischer Lehrer und Schriftsteller
- Kabelka, Ralf (* 1964), deutscher Fernseh- und Hörfunkredakteur, Gagschreiber
- Kabemba, Constantin (* 1943), kongolesischer Radrennfahrer
- Kaben, Nils (* 1967), deutscher Sportjournalist, Redakteur und Moderator
- Kabengele, Damien (* 1981), französisch-kongolesischer Handballspieler und -trainer
- Kabengele, Mfiondu (* 1997), kanadischer Basketballspieler
- Kaber, Danièle (* 1960), luxemburgische Langstreckenläuferin
- Käber, Georg (* 2002), deutscher Unihockeyspieler
- Käber, Wilhelm (1896–1987), deutscher Politiker (SPD), MdL und Landesminister
- Kåberg-Pettersson, Mia (* 1958), schwedische Fußballspielerin
- Kaberle, František junior (* 1973), tschechischer Eishockeyspieler
- Kaberle, František senior (* 1951), tschechoslowakischer Eishockeynationalspieler
- Kaberle, Tomáš (* 1978), tschechischer Eishockeyspieler
- Kabermann, Friedrich (1940–2020), deutscher Historiker und Schriftsteller
- Kaberry, Donald, Baron Kaberry of Adel (1907–1991), britischer Politiker, Mitglied des House of Commons, Life Peer
- Kaberry, Phyllis M. (1910–1977), US-amerikanische Anthropologin
- Kaberuka, Donald (* 1951), ruandischer Wirtschaftswissenschaftler, Entwicklungsexperte und Präsident der Afrikanischen Entwicklungsbank
- Kabeš, Jaroslav (1896–1964), tschechoslowakischer Banker, Politiker und Finanzminister
- Kabesch, Erich (1905–1992), österreichischer Politiker (ÖVP), Landtagsabgeordneter, Abgeordneter zum Nationalrat
- Kabeto, Rita Traut, deutsch-amerikanische Illustratorin und Autorin
- Kabeya, Jemima (2003–2025), französische Handballspielerin

#### Kabf
- Kabfah Boonmatoon (* 1987), thailändischer Fußballspieler

#### Kabi
- Kabi, Martinho Ndafa (* 1957), guinea-bissauischer Politiker
- Kabia, Jaze (* 2000), irischer Fußballspieler
- Kabić, Uroš (* 2004), serbischer Fußballspieler
- Kabiga, Jackson (* 1976), kenianischer Marathonläufer
- Kabila, Jaynet (* 1971), kongolesische (Demokratische Republik Kongo) Politikerin
- Kabila, Joseph (* 1971), kongolesischer Politiker, Präsident der Demokratischen Republik KongoJoseph Kabila (* 1971)

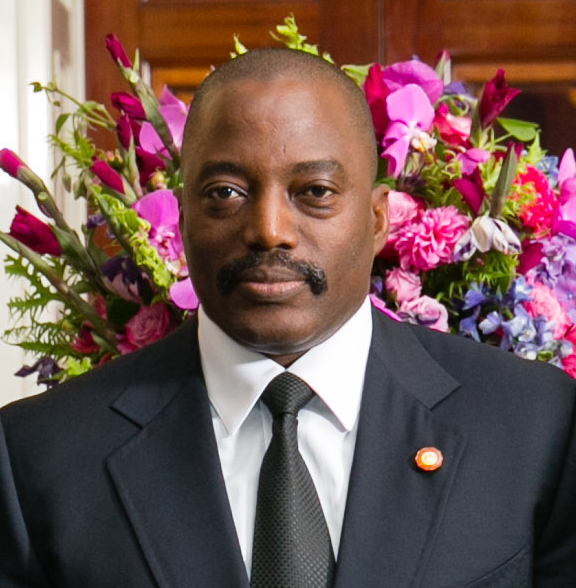
Joseph Kabila (* 1971)

- Kabila, Laurent-Désiré (1939–2001), kongolesischer Politiker, Präsident der Demokratischen Republik Kongo (1997–2001)
- Kabilar, tamilischer Dichter
- Kabile, André (* 1938), französischer Fußballspieler
- Kabiljo, Alfi (1935–2025), jugoslawischer bzw. kroatischer Komponist und Dirigent
- Kabin, Jaan (* 1938), estnischer Unternehmer
- Käbin, Johannes (1905–1999), estnischer Kommunist
- Kabir (1440–1518), indischer Mystiker
- Kabir, Altamas (1948–2017), indischer Jurist, Chief Justice of India
- Kabir, Amir (1807–1852), persischer Politiker während der Kadscharenzeit, ReformerAmir Kabir (1807–1852)

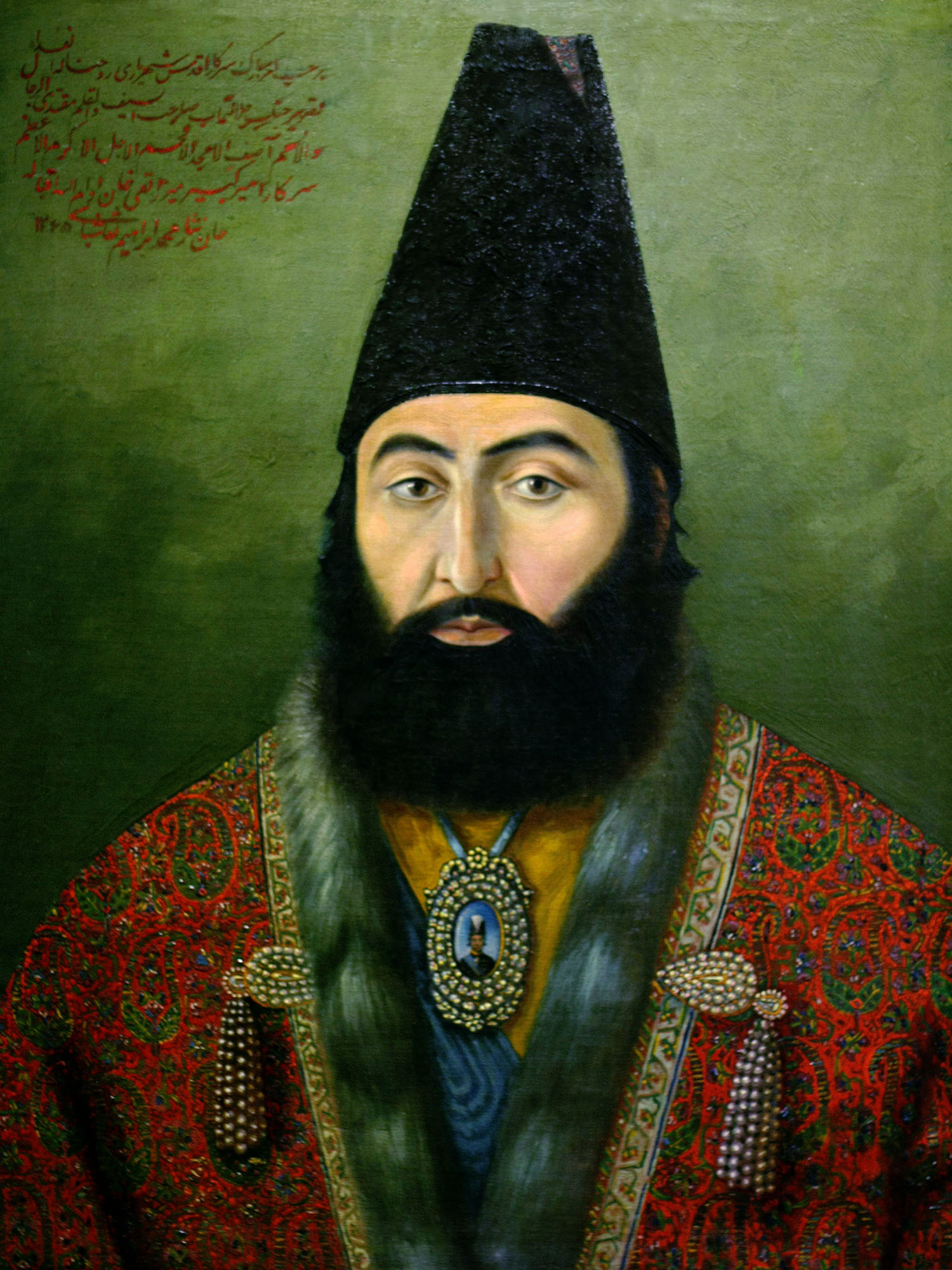
Amir Kabir (1807–1852)

- Kabir, Azmal, bangladeschischer Generalmajor und Diplomat
- Kabir, Humayun (1906–1969), indischer Politiker, Philosoph und Hochschullehrer
- Kabir, Humayun (1952–2019), bangladeschischer Politiker
- Kabirij, Muhiddin (* 1965), tadschikischer Politiker
- Kabirow, Firdaus Saripowitsch (* 1961), russischer Marathonrallyefahrer
- Käbisch, Anatol (* 1992), deutscher Schauspieler
- Kabisch, Christine (* 1953), deutsche Regisseurin
- Käbisch, David (1975–2024), deutscher evangelischer Theologe, Religionspädagoge und Hochschullehrer
- Kabisch, Dieter (1931–1999), deutscher Arzt, Gynäkologe und Sportmediziner
- Käbisch, Dietmar (* 1952), deutscher Radsportler
- Käbisch, Edmund (* 1944), deutscher Pfarrer
- Kabisch, Ernst (1866–1951), deutscher General und Militärschriftsteller
- Kabisch, Franzis (* 1990), deutsche Filmemacherin und Bildende Künstlerin
- Kabisch, Jörn (* 1971), deutscher Journalist
- Kabisch, Paul (1857–1927), deutscher Journalist
- Kabisch, Ralph, deutscher Fluchthelfer
- Kabisch, Richard (1868–1914), evangelischer Theologe; Pädagoge; Schriftsteller
- Kabitz, Christian (* 1950), deutscher Dirigent, Chorleiter und Musiker
- Kabitz, Willy (1876–1942), deutscher Philosoph und Pädagoge
- Kabitzsch, Horst (* 1944), deutscher Grafiker
- Kabitzsch, Klaus (* 1953), deutscher Ingenieur und Professor für Technische Informationssysteme

#### Kabj
- Kabjakou, Andrej (* 1960), belarussischer Politiker

#### Kabl
- Kablar, Davorin (* 1977), kroatischer Fußballspieler
- Kablé, Jacques (1830–1887), Versicherungsdirektor, Jurist und Politiker, MdR
- Kableschkow, Todor (1851–1876), bulgarischer Revolutionär und Freiheitskämpfer
- Kablik, Josephine (1787–1863), böhmische Botanikerin und Paläontologin
- Kablitz, Andreas (* 1957), deutscher Romanist und Komparatist an der Universität zu Köln und Direktor des dortigen Petrarca-Instituts
- Kablitz, Egmont (1927–2011), deutscher Fußballspieler
- Kablitz, Richard (1868–1959), deutscher Erfinder und Unternehmer
- Kablitz, Susanne (1970–2017), deutsche Politikerin (PDV), Autorin und Verlegerin
- Kablitz-Post, Cordula (* 1964), deutsche Regisseurin, Film- und FernsehproduzentinCordula Kablitz-Post (* 1964)

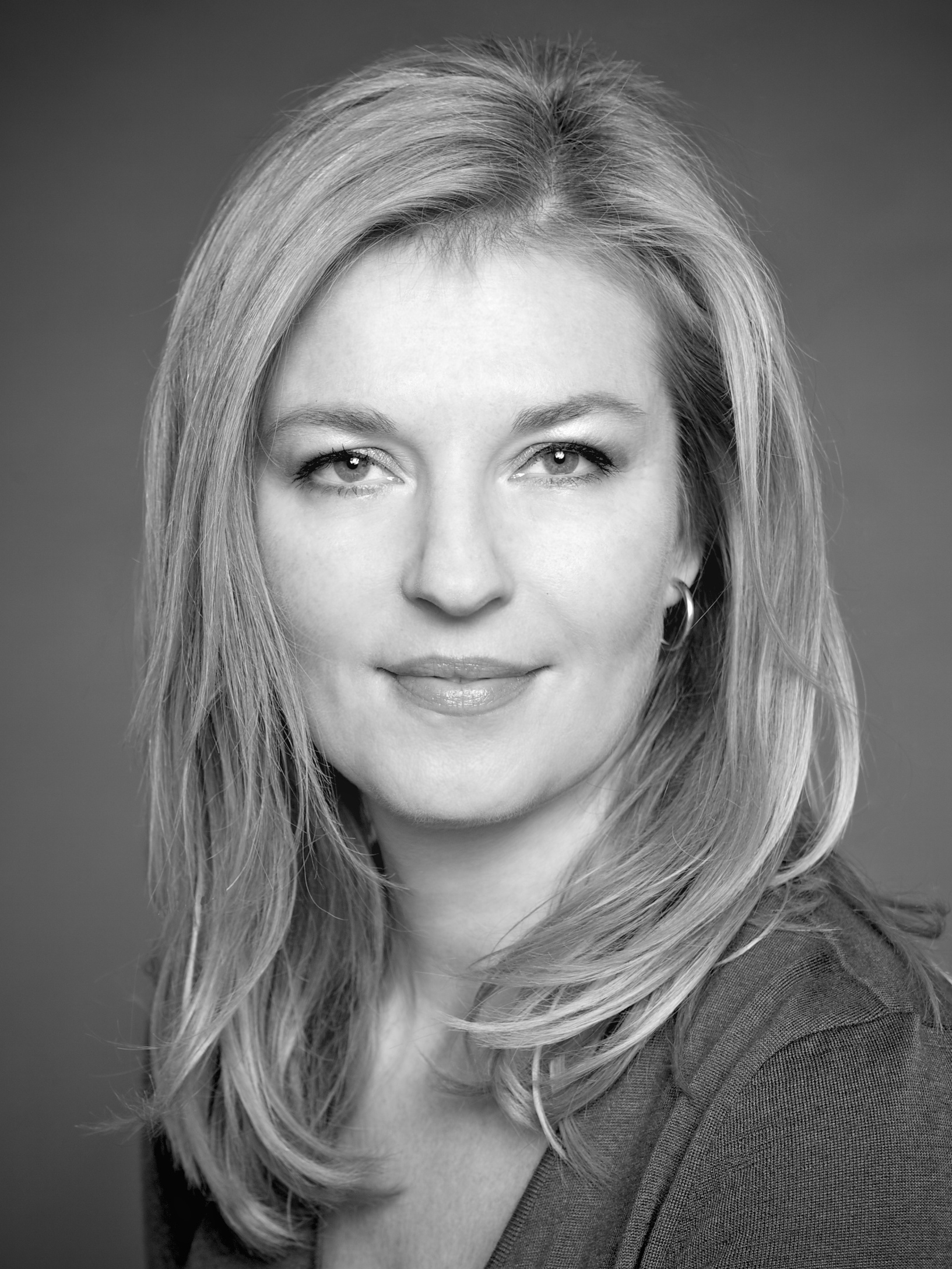
Cordula Kablitz-Post (* 1964)

- Kablow, Jewgeni Nikolajewitsch (* 1952), sowjetisch-russischer Materialwissenschaftler und Hochschullehrer
- Kablukow, Ilja Andrejewitsch (* 1988), russischer Eishockeyspieler
- Kablukow, Iwan Alexejewitsch (1857–1942), sowjetischer Chemiker
- Kablukow, Nikolai Alexejewitsch (1849–1919), russischer Wirtschaftswissenschaftler, Statistiker und Hochschullehrer
- Kablukowa, Xenija Jurjewna (* 1998), russische Skispringerin

#### Kabn
- Käbnick, Hans (1904–1934), deutscher Lehrer, Maler, Grafiker und Schriftsteller

#### Kabo
- Kabo, Ibra (1921–2003), nigrischer Politiker und Diplomat
- Kaboğlu, İlber Uygar (* 2004), türkischer Schauspieler
- Kaboğlu, Umay Anadolu (* 1994), türkische Schauspielerin
- Kaboli, Farzaneh (* 1949), iranische Tänzerin, Choreografin und Schauspielerin
- Kabongo Kanundowi, Emery (* 1940), kongolesischer Geistlicher, römisch-katholischer Erzbischof, emeritierter Bischof von Luebo
- Kabongo, Eric (* 1984), belgischer Filmschauspieler
- Kabongo, Joël (* 1998), dänisch-sambischer Fußballspieler
- Kabongo, Mutamba (* 1970), kongolesischer Fußballspieler
- Kabongo, Sabine (* 1966), belgische Sängerin der Weltmusik und des Fusionjazz
- Kaboré, Charles (* 1988), burkinischer Fußballspieler
- Kaboré, Gaston (* 1951), burkinischer Filmemacher
- Kaboré, Issa (* 2001), burkinischer FußballspielerIssa Kaboré (* 2001)

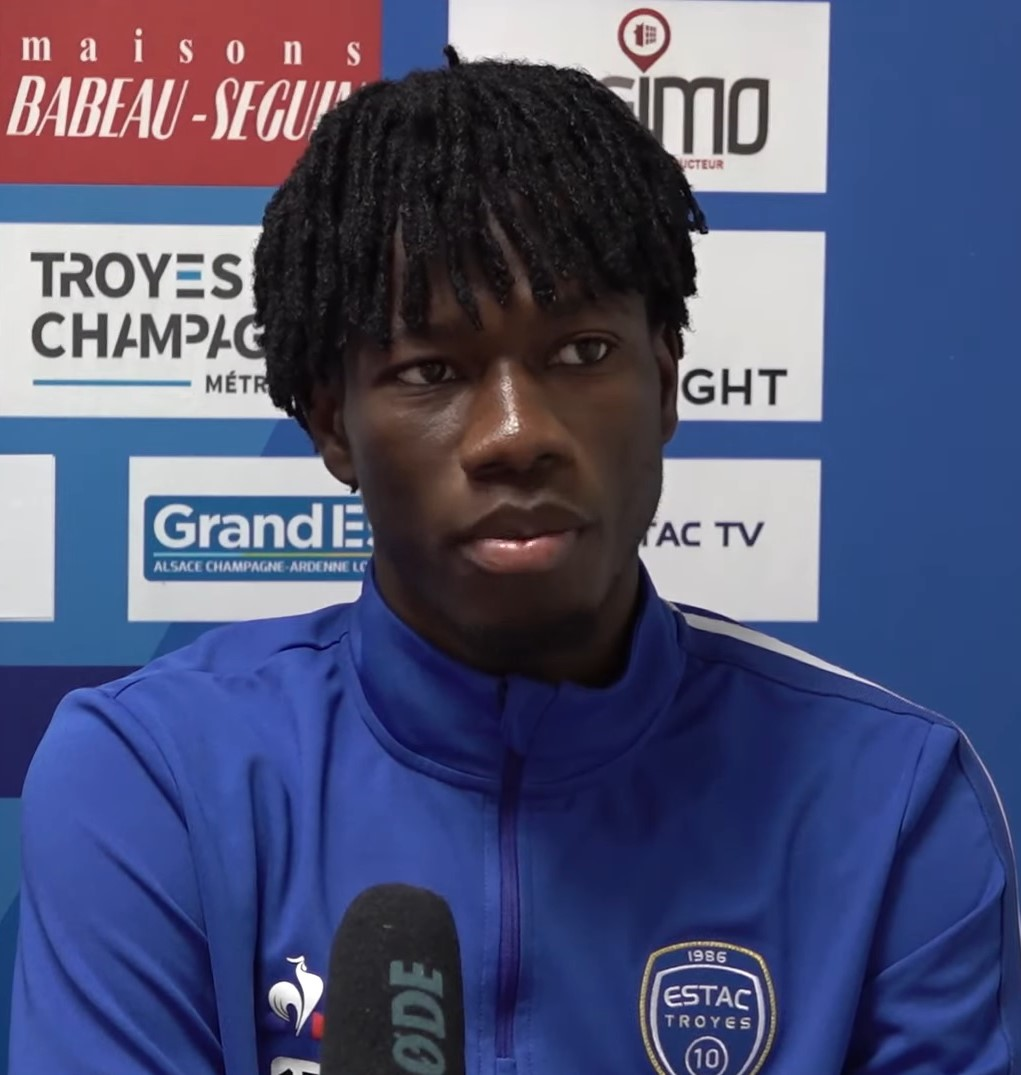
Issa Kaboré (* 2001)

- Kaboré, Julien (* 1968), burkinischer Geistlicher, römisch-katholischer Erzbischof und Diplomat des Heiligen Stuhls
- Kaboré, Mohamed (* 1980), burkinischer Fußballspieler
- Kaboré, Moussa (* 1982), burkinischer Fußballspieler
- Kaboré, Philippe Zinda (1920–1947), obervoltaischer und französischer Politiker, Mitglied der Nationalversammlung
- Kaboré, Roch Marc (* 1957), burkinischer Premierminister (1994–1996) und Staatspräsident (2015–2022)
- Kaboré, Sika Bella (* 1959), burkinabéische Juristin, Ehefrau von Roch Marc Kaboré, First Lady von Burkina Faso
- Kaboré, Thomas (* 1943), burkinischer Geistlicher, emeritierter römisch-katholischer Bischof von Kaya
- Kabos, Endre (1906–1944), ungarischer Fechter und Olympiasieger
- Kabos, Gyula (1887–1941), ungarischer Filmkomiker
- Kabou, Axelle (* 1955), kamerunische Journalistin, Autorin und Spezialistin für Entwicklungshilfe
- Kaboud Mebam, Carole (* 1978), kamerunische Sprinterin
- Kaboul, Younès (* 1986), französischer Fußballspieler
- Kabous, Abderrahman (* 1983), marokkanischer Fußballspieler
- Kaboutaran, Esmail (* 1975), iranischer Sprinter
- Kaboy Ruboneka, Théophile (* 1941), kongolesischer Geistlicher, emeritierter römisch-katholischer Bischof von Goma

#### Kabr
- Kabra, Brij Bhushan (1937–2018), indischer Gitarrist
- Kabrhel, Martin (* 1982), tschechischer PokerspielerMartin Kabrhel (* 1982)

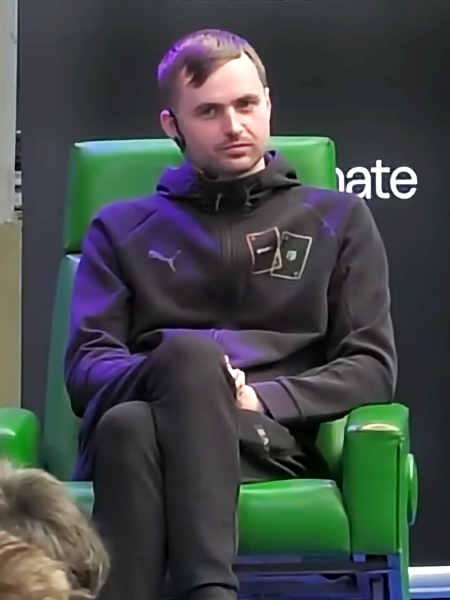
Martin Kabrhel (* 1982)

- Kabrhelová, Marie (1925–2021), tschechoslowakische Parteifunktionärin
- Kabrun, Jacob (1759–1814), Danziger Kaufmann und Kunstmäzen

#### Kabs
- Kabsch, Wilhelm (1835–1864), Botaniker
- Kabst, Rüdiger (* 1966), deutscher Betriebswirtschaftler und Hochschullehrer
- Kabst, Simone (* 1973), deutsche Theater- und Filmschauspielerin

#### Kabt
- Kabti-ilāni-Marduk, babylonischer Schreiber

#### Kabu
- Kabua, Amata (1928–1996), marshallischer Präsident
- Kabua, Amatlain (* 1953), marshallische Politikerin und Botschafterin
- Kabua, David (* 1951), marshallischer Politiker und ehemaliger Präsident der Marshallinseln
- Kabua, Emlain (1928–2023), marshallische Künstlerin und First Lady
- Kabua, Imata (1943–2019), marshallischer Politiker
- Kabudi, Palamagamba (* 1956), tansanischer Jurist und Politiker
- Kabuga, Félicien (* 1935), ruandischer Geschäftsmann
- Kabugho, Rebecca (* 1994), politische Aktivistin
- Kabui, Frank (* 1946), salomonischer Politiker, Generalgouverneur der Salomonen
- Kabui, Joseph († 2008), papua-neuguineischer Politiker, erster Präsident der Autonomen Region Bougainville
- Kabuki, deutscher Drum-and-Bass-DJ und Betreiber eines Plattenlabels
- Kabul Khan, mongolischer HerrscherKabul Khan

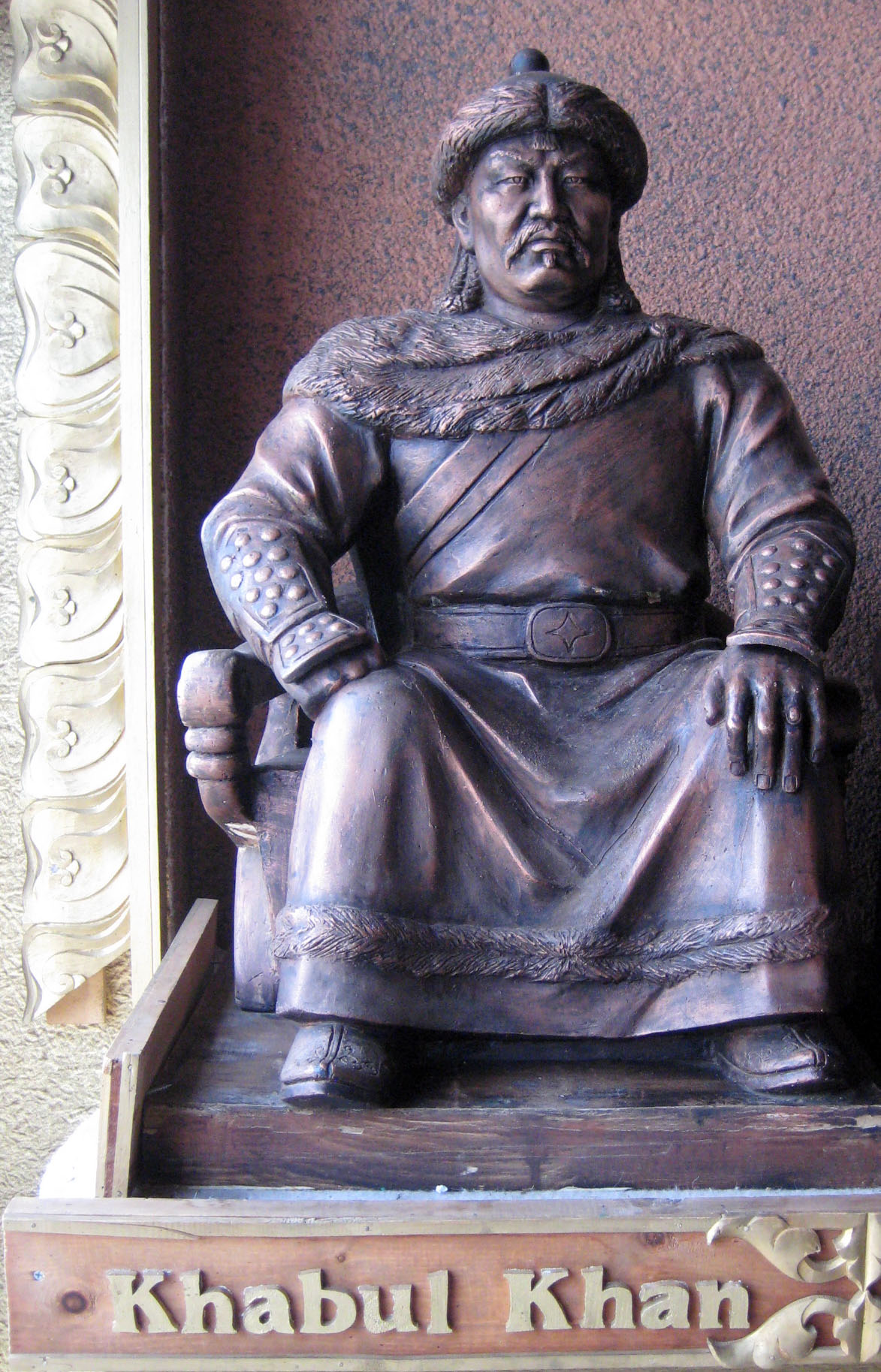
Kabul Khan

- Kabuli, Mehdizadeh (* 1958), afghanischer Politiker und Schriftsteller
- Kabuls, Nikolajs (1912–1944), lettischer Fußballspieler
- Kabur, Boris (1917–2002), estnischer Jugendbuchautor und Übersetzer
- Kaburagi, Kiyokata (1878–1972), japanischer Maler
- Kaburagi, Tōru (* 1976), japanischer Fußballspieler
- Kaburaki, Gō (* 1977), japanischer Fußballspieler
- Kaburaki, Mizuki (* 2000), japanischer Fußballspieler
- Kaburek, Matthias (1911–1976), österreichischer Fußballspieler
- Kaburungu, Stanislas (* 1935), burundischer Geistlicher, emeritierter römisch-katholischer Bischof von Ngozi
- Kabus, Christine (* 1964), deutsche Schriftstellerin, Film-Dramaturgin und Drehbuchautorin
- Kabus, Dieter B. (1941–1993), deutscher evangelischer Pfarrer und Autor deutschsprachiger Jugendliteratur
- Kabus, Heinrich (1892–1964), deutscher Sportfunktionär
- Kabus, Petra (1963–2013), deutsche Germanistin, Autorin und Verlagslektorin
- Kabus, Ronny (1947–2022), deutscher Historiker und Museumswissenschaftler
- Kabus, Siegfried (* 1923), deutscher Hochstapler, Nationalsozialist und verurteilter Terrorist
- Kabus, Sylvia (* 1952), deutsche Regisseurin, Autorin und Journalistin
- Kabus, Wilhelm (1918–1996), deutscher Politiker (CDU), Berliner Bezirksbürgermeister
- Kabush, Geoff (* 1977), kanadischer Cyclocross-, Mountainbike- und Straßenradrennfahrer
- Kabuswe, Paul C. C. (* 1973), sambischer Politiker (UPND), Mitglied der Nationalversammlung und Minister
- Kabutow, Dmitri Alijewitsch (* 1992), russischer Fußballspieler
- Kabuu, Lucy Wangui (* 1984), kenianische Langstreckenläuferin
- Kabuye, Rose (* 1961), ruandische Politikerin

#### Kabw
- Kabwe, Gérard Ngoy (1918–2004), kongolesischer Geistlicher, katholischer Bischof
- Kabwe, Kasase, sambischer Fußballspieler

#### Kabz
- Kabze, Hasan (* 1982), türkischer Fußballspieler

### Kac
- Kac, Eduardo (* 1962), brasilianischer Künstler
- Kac, Mark (1914–1984), polnischer Mathematiker
- Kac, Victor (* 1943), russisch-amerikanischer Mathematiker
- Kaçaçi, Eduard (* 1967), albanischer Fußballspieler
- Kacała, Grzegorz (* 1966), polnischer Rugby-Union-Spieler
- Kaçan, Metin (1961–2013), türkischer Schriftsteller
- Kacani, Sokol (* 1984), albanischer Fußballspieler
- Kačaniklić, Alexander (* 1991), schwedischer Fußballspieler
- Kaçanolli, Redi (* 2004), albanischer Fußballspieler
- Kaçar, Betül (* 1983), türkisch-US-amerikanische Astrobiologin
- Kaçar, Furkan (* 1995), türkischer Fußballspieler
- Kaçar, Giray (* 1985), türkischer Fußballspieler
- Kačar, Gojko (* 1987), serbischer FußballspielerGojko Kačar (* 1987)

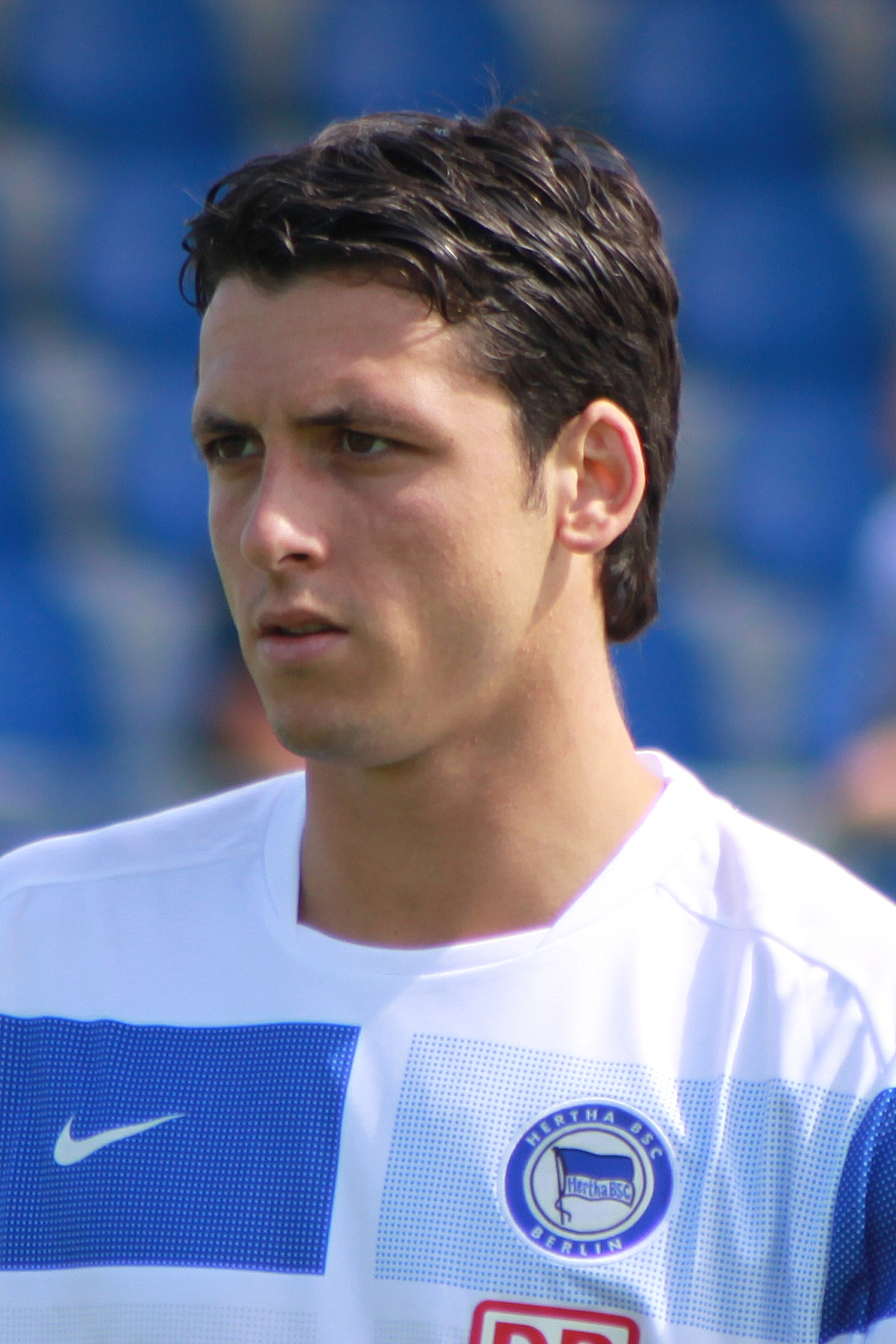
Gojko Kačar (* 1987)

- Kaçar, Gülçin Yahya (* 1966), türkische Musikerin, Komponistin und Sängerin
- Kačar, Marina (* 1992), serbische Tennisspielerin
- Kaçar, Mehmet Ali (* 1998), türkischer Fußballspieler
- Kačar, Slobodan (* 1957), serbischer Boxer
- Kačar, Tadija (* 1956), jugoslawischer Boxer
- Kaçar, Tugay (* 1994), türkischer Fußballspieler
- Kacaroğlu, Zekeriya (* 1993), türkischer Fußballspieler
- Kačavenda, Lukas (* 2003), kroatischer Fußballspieler
- Kaçe, Ergys (* 1993), albanischer Fußballspieler
- Kaceli, Kevi (* 1995), albanischer Tennisspieler
- Kaceli, Sadik (1914–2000), albanischer Maler
- Kacem, Sonia (* 1985), schweizerisch-tunesische bildende Künstlerin
- Kačer, Jan (1936–2024), tschechoslowakischer bzw. tschechischer Schauspieler, Regisseur und Drehbuchautor
- Káčer, Rastislav (* 1965), slowakischer Diplomat und Politiker
- Káčerková, Michaela (* 1984), tschechische Organistin
- Kacetl, Ondřej (* 1990), tschechischer Eishockeytorwart
- Kacewicz, Bolesław Zygmunt (* 1950), polnischer Mathematiker und Hochschullehrer
- Käch, Adolf (1904–1992), Schweizer Politiker (FDP)
- Käch, Arnold (1914–1998), Schweizer Offizier, Skisportler und -funktionär
- Käch, Fritz (1877–1905), Schweizer Bildhauer und Plastiker.
- Käch, Hugo (1927–2003), Schweizer Dirigent, Komponist und Musikfilmregisseur
- Käch, Jakob (1908–1983), Schweizer Politiker (CVP)
- Kach, Tanya (* 1981), US-amerikanisches Entführungsopfer
- Käch, Walter (1901–1970), Schweizer Grafiker, Schriftkünstler, Lehrer und Autor
- Kácha, Miroslav (1923–2010), tschechoslowakischer Armeeangehöriger und Widerstandskämpfer
- Kachachi, Inaam (* 1952), irakische Schriftstellerin, Journalistin und Filmemacherin
- Kachamba, Donald (1953–2001), malawischer Musiker
- Kachanow, Iwan Semjonowitsch II. (1825–1909), russischer Politiker und General
- Kachati, Youssef El (* 1999), marokkanisch-niederländischer Fußballspieler
- Kachel, Bianka (* 1944), deutsche Politikerin (SPD), MdL
- Kachel, Chris (* 1955), australischer Tennisspieler
- Kachel, Levis (* 2006), deutscher Kinderdarsteller
- Kachel, Ludwig (1791–1878), badischer Münzrat
- Kachel, Steffen (* 1965), deutscher Historiker und Politiker (Die Linke), MdL (Thüringen)
- Kachel-Bender, Louise (1847–1916), deutsche Theaterschauspielerin
- Kächele, Gotthilf (1888–1969), deutscher Politiker
- Kächele, Hermann (1890–1914), deutscher Fußballspieler
- Kächele, Horst (1944–2020), deutscher Arzt, Psychoanalytiker und Hochschullehrer
- Kachelhoffer, An-Li (* 1987), südafrikanische Radrennfahrerin
- Kachelhoffer, Hanco (* 1985), südafrikanischer Radrennfahrer
- Kachelmann, Jörg (* 1958), Schweizer Journalist, Sachbuchautor und UnternehmerJörg Kachelmann (* 1958)

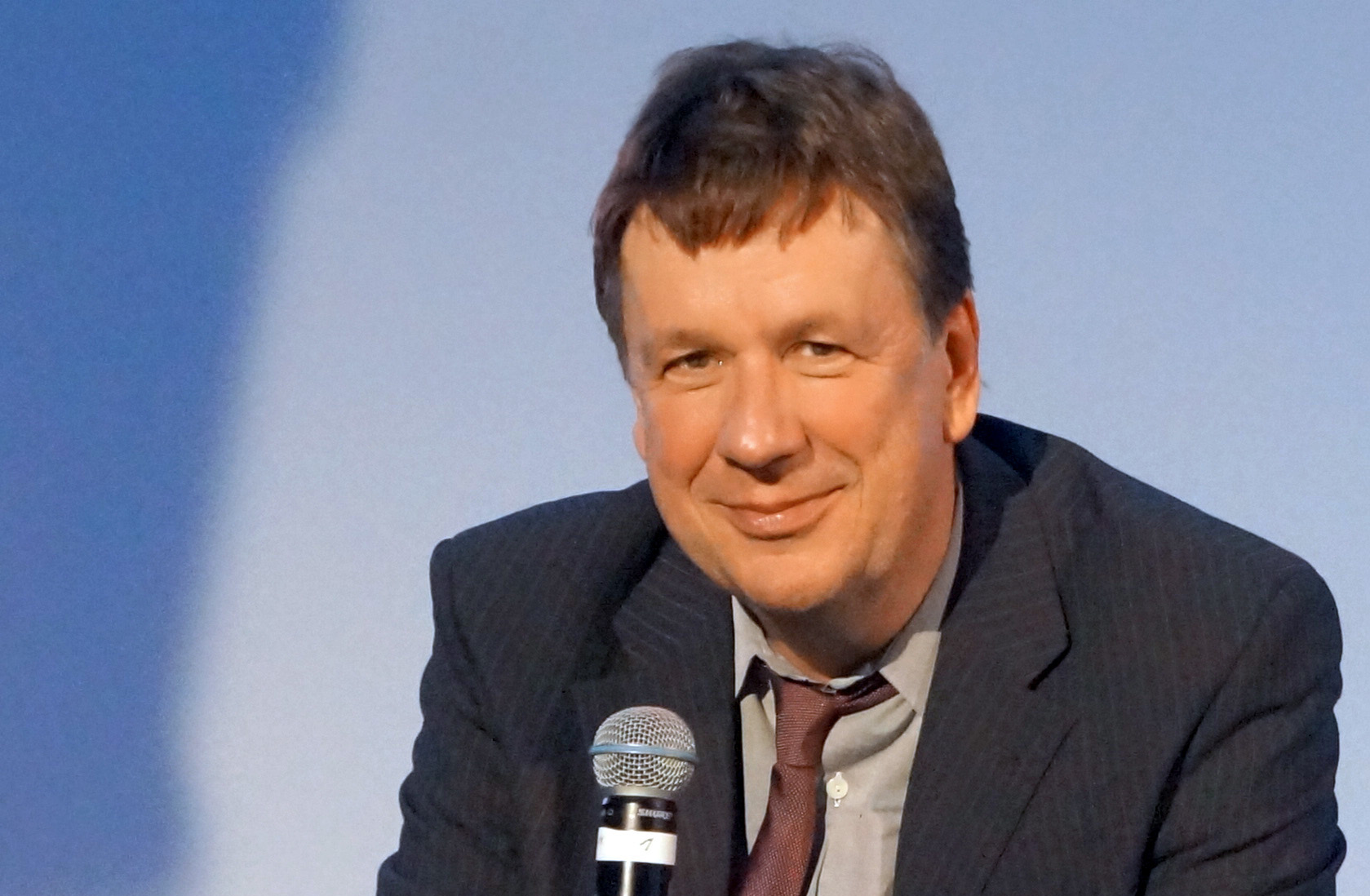
Jörg Kachelmann (* 1958)

- Kachelofen, Konrad (1450–1529), deutscher Buchdrucker in Leipzig
- Kachenet (II.), altägyptischer Beamter
- Kachenet (I.), altägyptischer Beamter
- Kacher, Chris, Börseninvestor
- Kacher, Fred (* 1968), US-amerikanischer Offizier, Vizeadmiral der US-Navy
- Kachere, Reen (1954–2022), malawische Politikerin
- Kachiani-Gersinska, Ketino (* 1971), georgisch-deutsche Schachspielerin
- Kachiasvilis, Akakios (* 1969), griechischer Gewichtheber
- Kachidse, Alewtyna (* 1973), ukrainische Künstlerin
- Kachindamoto, Theresa (* 1958), malawische Inkosi des Distriktes Dedza, Malawi
- Kachler, Fritz (1888–1973), österreichischer Eiskunstläufer
- Kachlicki, Kurt (1934–1978), deutscher Schauspieler und Synchronsprecher
- Kachlík, Antonín (1923–2022), tschechoslowakischer Regisseur und Drehbuchautor
- Kachlíková, Katarína (* 1985), slowakische Tennisspielerin
- Kachlon, Mosche (* 1960), israelischer Politiker
- Kachowski, Pjotr Grigorjewitsch (1797–1826), russischer Offizier und Revolutionär
- Kachru, Shamit (* 1970), US-amerikanischer Physiker
- Kachrylion, griechischer Töpfer
- Kachunga, Elias (* 1992), deutsch-kongolesischer FußballspielerElias Kachunga (* 1992)

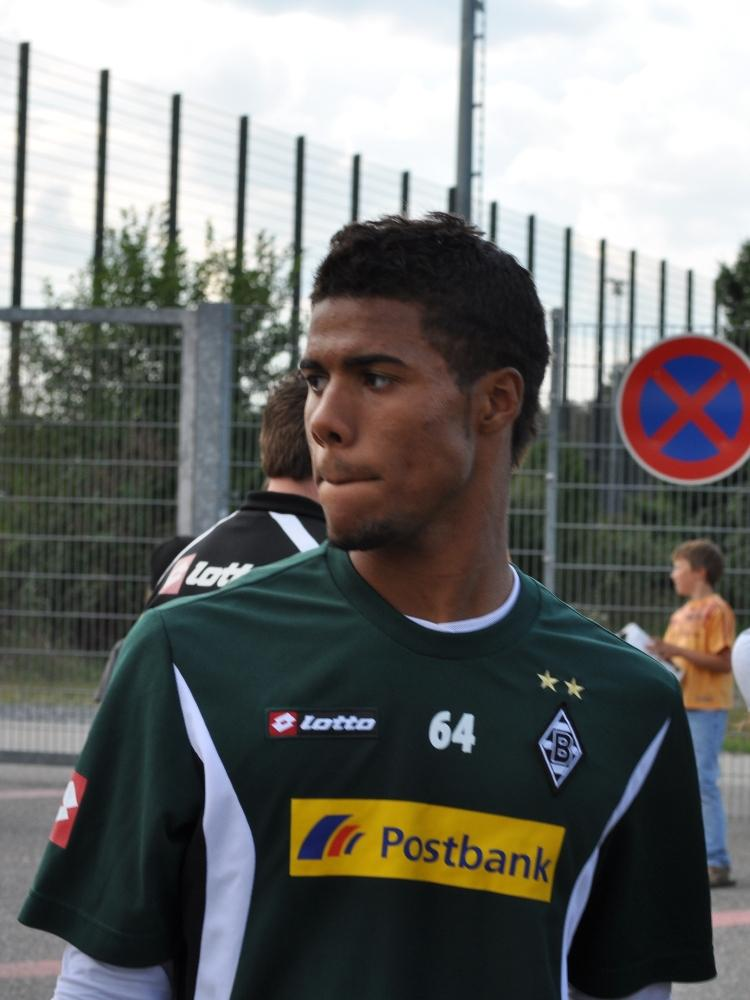
Elias Kachunga (* 1992)

- Kachyňa, Karel (1924–2004), tschechischer Filmregisseur und Drehbuchautor
- Kaci, Aurélie (* 1989), französische Fußballspielerin
- Kaçi, Eklent (* 1999), albanischer Poolbillardspieler
- Kaçi, Karin (* 1976), deutsche Autorin
- Kaçı, Mehmet Vehib (1877–1940), osmanischer General
- Kačić, Hrvoje (1932–2023), jugoslawischer Wasserballspieler und Politiker
- Kačič, Mila (1912–2000), slowenische Dichterin, Schauspielerin und klassische Sängerin
- Kacik, Tadeusz (1946–1988), polnischer Eishockeyspieler
- Kacimi, Marouane (* 1996), marokkanischer Leichtathlet
- Kacin, Jelko (* 1955), slowenischer Politiker (LDS), MdEP und Minister
- Kačina, Branislav (* 1970), slowakischer Skibergsteiger
- Kaçınoğlu, Koray (* 1994), deutscher Fußballspieler
- Kačinskaitė-Urbonienė, Ieva (* 1990), litauische Politikerin (Darbo partija), Mitglied im Seimas
- Kačinskas, Jeronimas (1907–2005), litauisch-amerikanischer Komponist
- Kačinskas, Virgilijus (* 1959), litauischer Architekt und Politiker, Mitglied des Seimas
- Kacíř, Marián (* 1974), tschechischer Eishockeyspieler
- Kaçıra, Yenal (* 1951), türkischer Fußballspieler
- Kacirek, Sven (* 1975), deutscher Schlagzeuger
- Kačiušytė, Lina (* 1963), litauische Schwimmerin
- Kackanatt, Abraham Youlios (* 1944), indischer Geistlicher, emeritierter syro-malankarischer Bischof von Muvattupuzha
- Käckell, Andreas (* 1964), deutscher Sportjournalist
- Kackmusikk (* 1982), Schweizer Musiker und DJ
- Kackstein, Richard (1903–1966), deutscher Politiker (NSDAP), MdR
- Kackur, Heidi (* 1978), finnische Fußballspielerin
- Kačmarčík, Jaroslav (* 1954), tschechoslowakischer Orientierungsläufer
- Kaçmaz, Akgün (* 1935), türkischer Fußballspieler
- Kacmierczak, Klaus (* 1949), deutscher Fußballspieler
- Kacnelson, Dora (1921–2003), polnisch-ukrainische Literaturwissenschaftlerin und Journalistin
- Kacou, Koffi (* 1987), ivorische Fußballspielerin
- Kacperczyk, Krystyna (* 1948), polnische Sprinterin und Hürdenläuferin
- Kacs, Leiba (1912–1989), lettischer Fußballspieler
- Kacs, Villijs (1912–1941), lettischer Fußballspieler
- Kácser, Zita (* 1988), ungarische Mittelstrecken- und Hindernisläuferin
- Kácsor, Gréta (* 2000), ungarische Handballspielerin
- Kacunko, Sabine (* 1963), deutsche Künstlerin
- Kacunko, Slavko (* 1964), kroatischer Kunsthistoriker, Medientheoretiker und Philosoph
- Kacuri, Dion (* 2004), Schweizer Fussballspieler
- Kacyira, Aisa Kirabo († 2025), ruandische Politikerin und DiplomatinAisa Kirabo Kacyira († 2025)

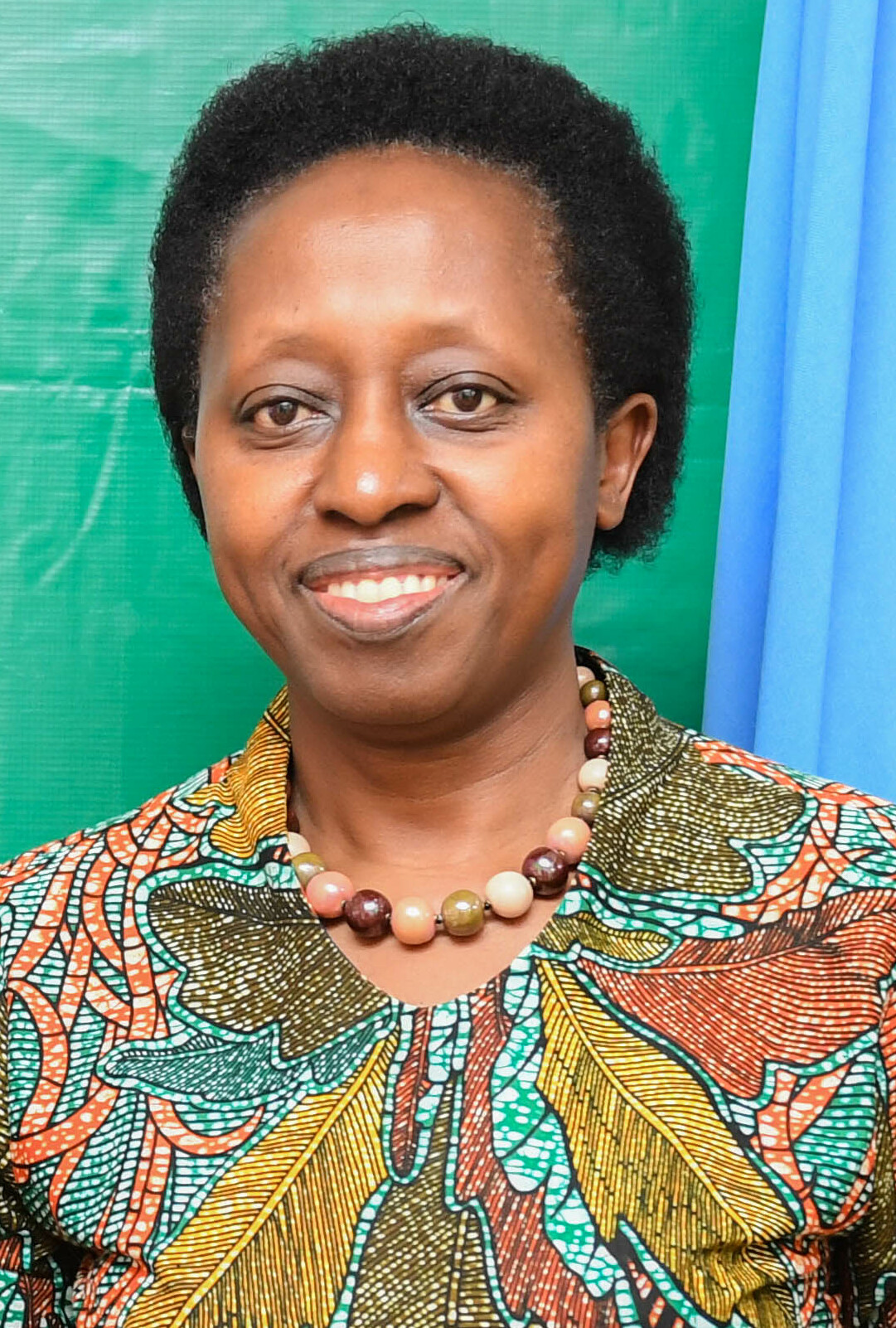
Aisa Kirabo Kacyira († 2025)

- Kacyzne, Alter (1885–1941), jiddischer Schriftsteller und Fotograf
- Kaczanowski, Dariusz (* 1971), polnischer Politiker, Mitglied des Sejm
- Kaczender, George (1933–2016), ungarisch-kanadischer Filmregisseur
- Kaczér, Illés (1887–1980), ungarischer Journalist und Schriftsteller
- Kaczerginski, Shmerke (1908–1954), litauisch-jüdischer Liedtexter, Dichter und Liedsammler
- Kaczka, Krzysztof (* 1977), polnischer Flötist
- Kaczkowska, Justyna (* 1997), polnische Radsportlerin
- Kaczkowski, Joachim († 1829), polnischer Komponist
- Kaczmarczyk, Alfons (* 1885), Abgeordneter der deutschen Minderheit im Schlesischen Parlament
- Kaczmarczyk, André (* 1986), deutscher Schauspieler
- Kaczmarczyk, Paweł (* 1984), polnischer Jazzmusiker (Piano, Komposition)
- Kaczmarczyk, Walter (1938–2019), deutscher Politiker (PDS), MdA
- Kaczmarek, Alexander (* 1963), deutscher Politiker (CDU), MdA
- Kaczmarek, Andrzej (* 1947), polnischer Radrennfahrer
- Kaczmarek, Filip (* 1966), polnischer Politiker, MdEP
- Kaczmarek, Jakub (* 1993), polnischer Radrennfahrer
- Kaczmarek, Jan (1895–1977), deutsch-polnischer Politiker; Funktionär im Bund der Polen in Deutschland
- Kaczmarek, Jan A. P. (1953–2024), polnischer Komponist
- Kaczmarek, Jane (* 1955), US-amerikanische Theater- und FilmschauspielerinJane Kaczmarek (* 1955)

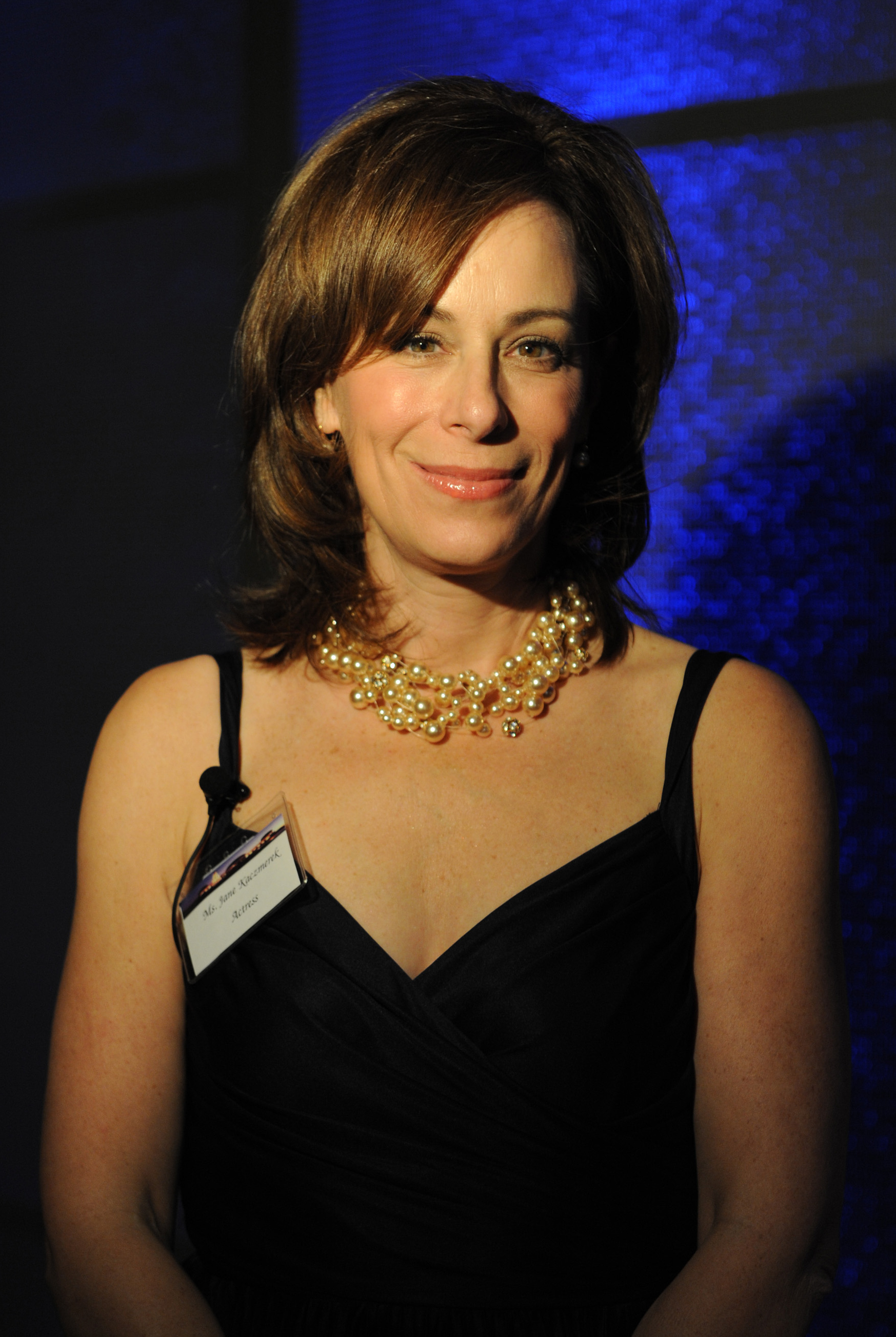
Jane Kaczmarek (* 1955)

- Kaczmarek, Janusz (* 1961), polnischer Jurist und Politiker
- Kaczmarek, Jerzy (* 1948), polnischer Florettfechter und Olympiasieger
- Kaczmarek, Józef (* 1950), polnischer  Radrennfahrer
- Kaczmarek, Oliver (* 1970), deutscher Politiker (SPD), MdB
- Kaczmarek, Thomas (* 1986), deutscher Volleyball- und Beachvolleyballspieler
- Kaczmarek, Tomasz (* 1984), polnischer Fußballtrainer
- Kaczmarek, Zbigniew (1946–2023), polnisch-deutscher Sportler im Gewichtheben
- Kaczmarski, Jacek (1957–2004), polnischer Sänger, Dichter und Schriftsteller
- Kaczmarz, Stefan (1895–1939), polnischer Mathematiker
- Kaczor, Edmund (1956–2024), deutscher Fußballspieler
- Kaczor, Ferdinand († 1970), deutscher Motorradrennfahrer
- Kaczor, Joanna (* 1984), polnische Volleyballspielerin
- Kaczor, Josef (* 1953), deutscher FußballspielerJosef Kaczor (* 1953)

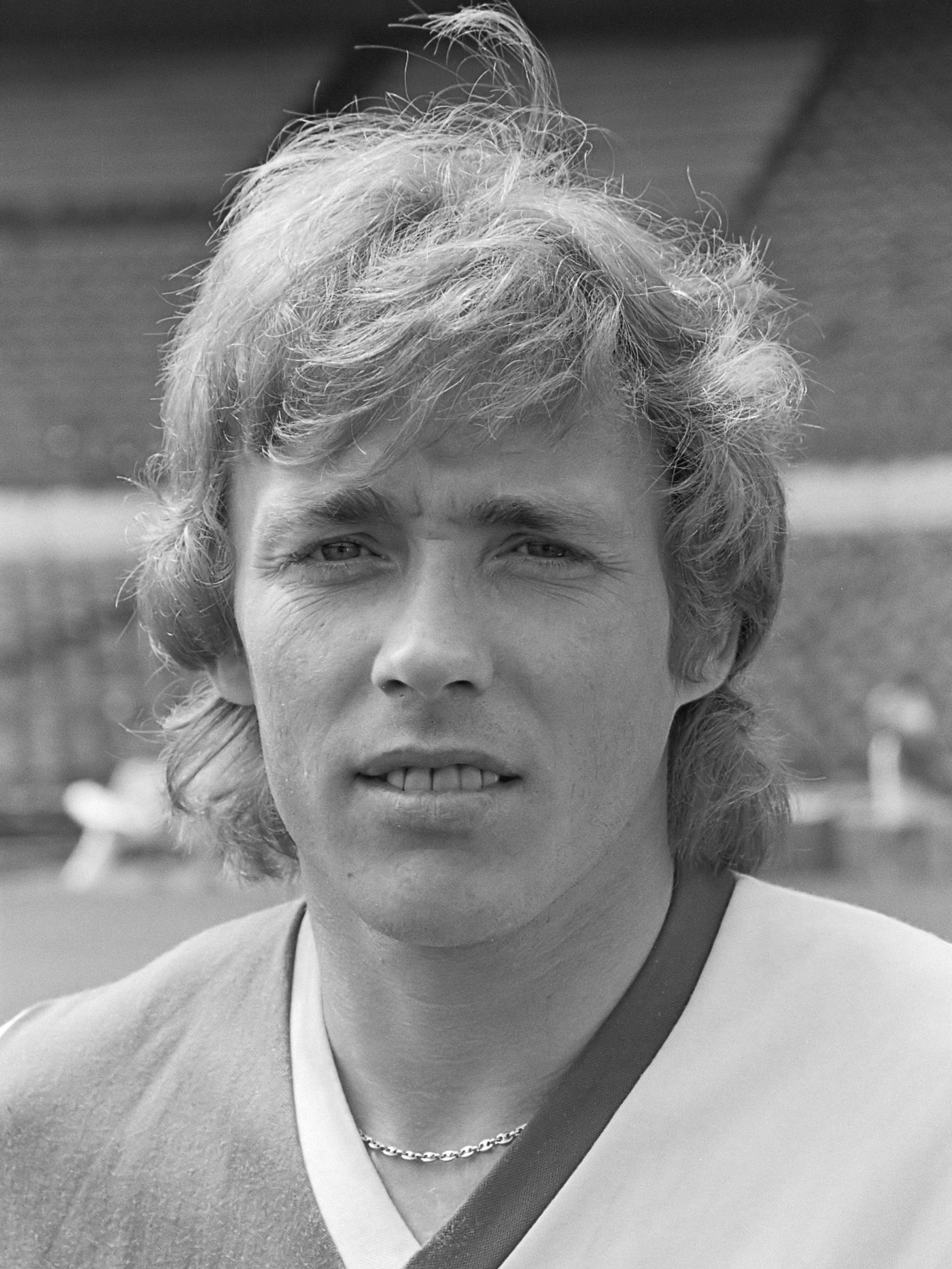
Josef Kaczor (* 1953)

- Kaczor, Rafał (* 1982), polnischer Boxer und Teilnehmer der Olympischen Sommerspiele 2008
- Kaczor, Roman (* 1956), polnischer Politiker, Mitglied des Sejm
- Kaczor, Weronika (* 2003), polnische Fußballspielerin
- Kaczorowski, Błażej (* 1983), polnischer Politiker und Vorsitzender der Polska Partia Piratów
- Kaczorowski, Paweł (* 1949), polnischer Radrennfahrer
- Kaczorowski, Paweł (* 1974), polnischer Fußballspieler
- Kaczorowski, Ryszard (1919–2010), letzter Staatspräsident von Polen im Exil
- Kaczur, Nick (* 1979), kanadischer American-Football-Spieler
- Kaczurowskyj, Igor (1918–2013), ukrainischer Dichter, Schriftsteller, Literaturtheoretiker und Rundfunk-Journalist
- Kaczyńska, Maria (1942–2010), polnische Präsidentengattin
- Kaczyński, Bogusław (1942–2016), polnischer Journalist, Musikkritiker und -theoretiker, Fernsehmoderator und Förderer der klassischen Musik
- Kaczyński, Jarosław (* 1949), polnischer Politiker, Mitglied des Sejm, Ministerpräsident (2006–2007)
- Kaczyński, Lech (1949–2010), polnischer Politiker, Mitglied des Sejm und Staatspräsident
- Kaczyński, Rajmund (1922–2005), polnischer Soldat der polnischen Heimatarmee, Vater der Politiker Jarosław und Lech Kaczyński
- Kaczynski, Ray (* 1960), US-amerikanischer Musiker (Schlagzeuger und Komponist)
- Kaczynski, Reiner (1939–2015), deutscher Theologe und Liturgiewissenschaftler
- Kaczynski, Richard (* 1963), US-amerikanischer Autor und Dozent auf den Gebieten der Sozialpsychologie und neuen religiösen Bewegung
- Kaczynski, Theodore (1942–2023), US-amerikanischer Mathematiker, Autor und BombenlegerTheodore Kaczynski (1942–2023)

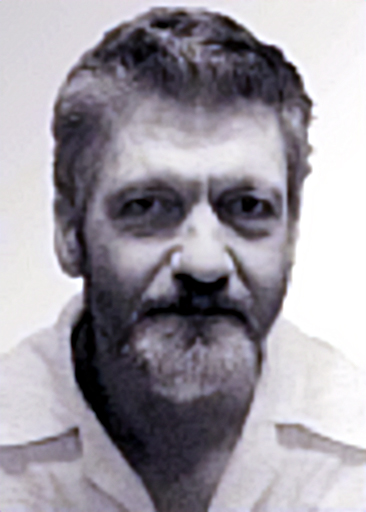
Theodore Kaczynski (1942–2023)

### Kad

#### Kada
- Kada no Azumamaro (1669–1736), japanischer Philologe und Dichter
- Kada, Klaus (* 1940), österreichischer Architekt
- Kada, Lajos (1924–2001), ungarischer Geistlicher, Apostolischer Nuntius in mehreren Ländern, darunter Deutschland
- Kada, no Arimaro (1706–1751), japanischer Gelehrter und Waka-Poet
- Kada, Yukiko (* 1950), japanische Politikerin
- Kadach, Carsten (* 1964), deutscher Fußballschiedsrichter und Schiedsrichterassistent
- Kadafi, Yaki (1977–1996), US-amerikanischer Rapper
- Kadaga, Rebecca (* 1956), ugandische Anwältin und Politikerin
- Kadah, Deniz (* 1986), deutsch-türkischer Fußballspieler, kurdischer AbstammungDeniz Kadah (* 1986)

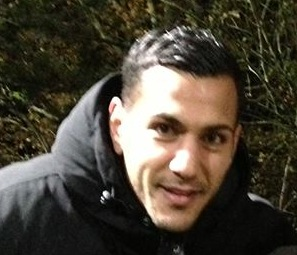
Deniz Kadah (* 1986)

- Kadák, Jakub (* 2000), slowakischer Fußballspieler
- Kadalikattil, Matthew (1872–1935), indischer, katholischer Priester, Ordensstifter, zum Ehrwürdigen Diener Gottes erklärt
- Kadam, Rahul (* 1998), indischer Sprinter
- Kadampa Desheg (1122–1192), tibetischer Buddhist der Nyingma-Schule, Gründer des Kathog-Klosters und der Kathog-Linie
- Kadan, Roland (* 1961), österreichischer Lehrer und Autor
- Kadanoff, Leo (1937–2015), amerikanischer Physiker
- Kádár, Béla (1877–1956), ungarischer Maler und Zeichner
- Kádár, Endre (1886–1944), ungarischer Schriftsteller
- Kádár, Flóra (1928–2003), ungarische Schauspielerin und Hörspielsprecherin
- Kadár, Ján (1918–1979), slowakischer Filmregisseur
- Kádár, János (1912–1989), ungarischer kommunistischer Politiker
- Kádár, Livia (1894–1985), ungarische Graphikerin
- Kádár, Tamás (* 1990), ungarischer Fußballspieler
- Kádár, Zoltán (1915–2003), ungarischer Archäologe und Kunsthistoriker
- Kadare, Besiana (* 1972), albanische Diplomatin und Botschafterin
- Kadare, Helena (* 1943), albanische Schriftstellerin, Drehbuchautorin und Übersetzerin
- Kadare, Ismail (1936–2024), albanischer Schriftsteller und PolitikerIsmail Kadare (1936–2024)

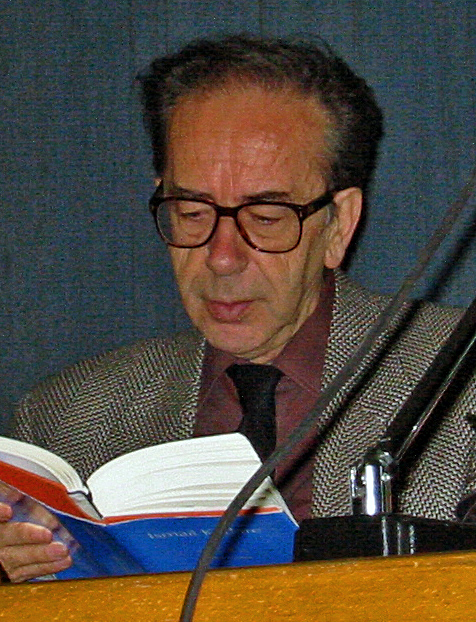
Ismail Kadare (1936–2024)

- Kádas, Géza (1926–1979), ungarischer Schwimmer
- Kadašman-Enlil I., kassitischer König von Babylon
- Kadašman-Enlil II., kassitischer König von Babylon
- Kadašman-Ḫarbe I., kassitischer König von Babylon
- Kadašman-Ḫarbe II., König von Babylon
- Kadašman-Turgu, König von Babylon aus der kassitischen (Kaššu) Dynastie
- Kadavil, Mathai (* 1963), indischer Ordensgeistlicher, syro-malankarischer Bischof von Sankt Ephrem in Khadki
- Kadavy, Caryn (* 1967), US-amerikanische Eiskunstläuferin

#### Kadd
- Kaddah, Hassan (* 2000), ägyptischer Handballspieler
- Kaddar, Shlomo (1913–1987), deutsch-israelischer Diplomat
- Kaddari, Dalia (* 2001), italienische Leichtathletin
- Kaddatz, Jutta (* 1953), deutsche Politikerin (CDU) und Berliner Bezirksstadträtin
- Kaddor, Lamya (* 1978), deutsche Politikerin (Bündnis 90/Die Grünen), Islamwissenschaftlerin, Religionspädagogin, Publizistin und LehrerinLamya Kaddor (* 1978)

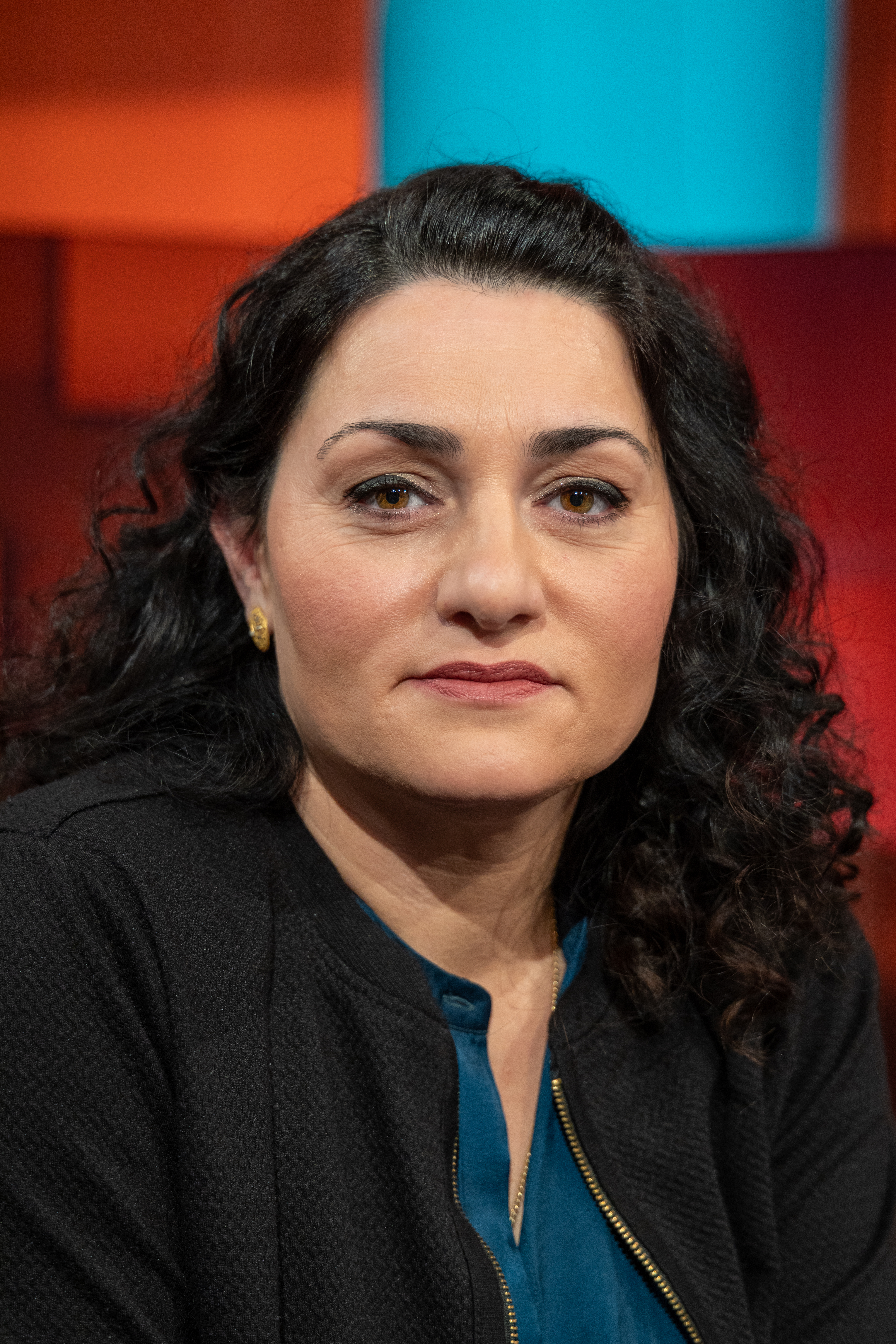
Lamya Kaddor (* 1978)

- Kaddori, Fakhri (1932–2018), irakischer Politiker, Gründungsmitglied der irakischen Baʿth-Partei
- Kaddour, Abdallah Mohamed (* 1940), marokkanischer Radrennfahrer
- Kaddour, Hédi (* 1945), französischer Lyriker und Romancier

#### Kade
- Kade, Anton (* 2004), deutscher Fußballspieler
- Kade, Claudia (* 1972), deutsche Journalistin
- Kade, Franz (1893–1987), deutscher Pädagoge
- Kade, Gerhard (1931–1995), deutscher Wirtschaftswissenschaftler, Agent der DDR-Staatssicherheit
- Kade, Julius (* 1999), deutscher Fußballspieler
- Kade, Magdalena (1835–1905), Anlassgeberin für einen Wallfahrtsort
- Kade, Max (1882–1967), deutsch-US-amerikanischer Pharmaunternehmer, Kunstsammler und Mäzen
- Kade, Otto (1819–1900), deutscher Musikwissenschaftler, Organist, Dirigent und Komponist
- Kade, Otto (1927–1980), deutscher Übersetzungswissenschaftler
- Kade, Thomas (* 1955), deutscher Schriftsteller
- Kade-Koudijs, Gerda van der (1923–2015), niederländische Leichtathletin
- Kadeer, Rebiya (* 1948), uigurische Menschenrechtsaktivistin
- Kadel, David (* 1967), deutscher Fernsehmoderator, Kabarettist und AutorDavid Kadel (* 1967)

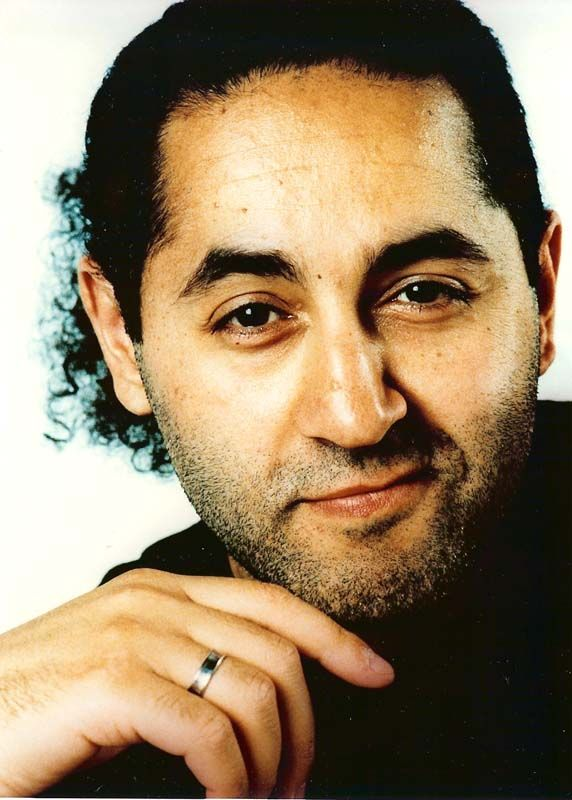
David Kadel (* 1967)

- Kadel, Greg, US-amerikanischer Fotograf und Produzent von Werbefilmen
- Kadel, Janus (1936–2006), deutscher Bildender Künstler
- Kadel, Julia (* 1986), deutsche Jazzpianistin und Komponistin
- Kadelbach, Achim (* 1939), deutscher Segelsportler
- Kadelbach, Ada (1942–2025), deutsche Musikwissenschaftlerin und Hymnologin
- Kadelbach, Gerd (1919–1996), deutscher Pädagoge, Journalist, Herausgeber und Honorarprofessor
- Kadelbach, Hans (1900–1979), deutscher Segelsportler
- Kadelbach, Kathrin (* 1983), deutsche Seglerin
- Kadelbach, Michael (* 1978), deutscher Komponist
- Kadelbach, Philipp (* 1974), deutscher Filmregisseur
- Kadelbach, Stefan (* 1959), deutscher Rechtswissenschaftler und Hochschullehrer
- Kadelburg, Gustav (1851–1925), österreichischer Theaterschauspieler, Stückeschreiber und Librettist
- Kadelburg, Heinrich (1856–1910), österreichischer Theaterschauspieler, -regisseur und -intendant
- Kadell, Franz (* 1951), deutscher Journalist, Regierungssprecher des Landes Sachsen-Anhalt
- Kadeloh († 1045), Bischof von Naumburg
- Kademann, Balthasar (1533–1607), lutherischer Pfarrer und Superintendent
- Kademann, Siegfried (1924–2000), deutscher Maschinenbauingenieur
- Kaden, Alfred (1925–2015), deutscher Forstmeister und Autor sowie Natur- und Heimatschützer im sächsischen Erzgebirge
- Kaden, August (1850–1913), deutscher Politiker (SPD), MdR und MdL, Zigarrenfabrikant, Verleger
- Kaden, Christian (1946–2015), deutscher Musikwissenschaftler und Hochschullehrer
- Kaden, Danny (1884–1942), polnisch-jüdischer Regisseur, Schauspieler, Drehbuchautor, Produzent und Komponist
- Kaden, Dietmar (* 1963), österreichischer Architekt
- Kaden, Eric (* 1976), deutscher rechtsextremer Sachbuchautor und Verleger
- Kaden, Erich-Hans (1898–1973), deutscher Rechtsgelehrter
- Kaden, Felix (1892–1964), deutscher Politiker (SPD, SED), sächsischer Minister für Land- und Forstwirtschaft (1950), MdL
- Kaden, Friedrich (1928–1993), deutscher Lehrer und Sachbuchautor
- Kaden, Günter (* 1941), deutscher Künstler und Bildhauer
- Kaden, Heinz (* 1920), deutscher Fußballspieler
- Kaden, Herbert (* 1953), deutscher Archivar und Autor
- Kaden, Jens (* 1970), deutscher Mediziner (Innere Medizin, Kardiologie) und Hochschullehrer
- Kaden, Lilly (* 2001), deutsche Leichtathletin
- Kaden, Mathias (* 1981), deutscher Techno-DJ und -MusikerMathias Kaden (* 1981)

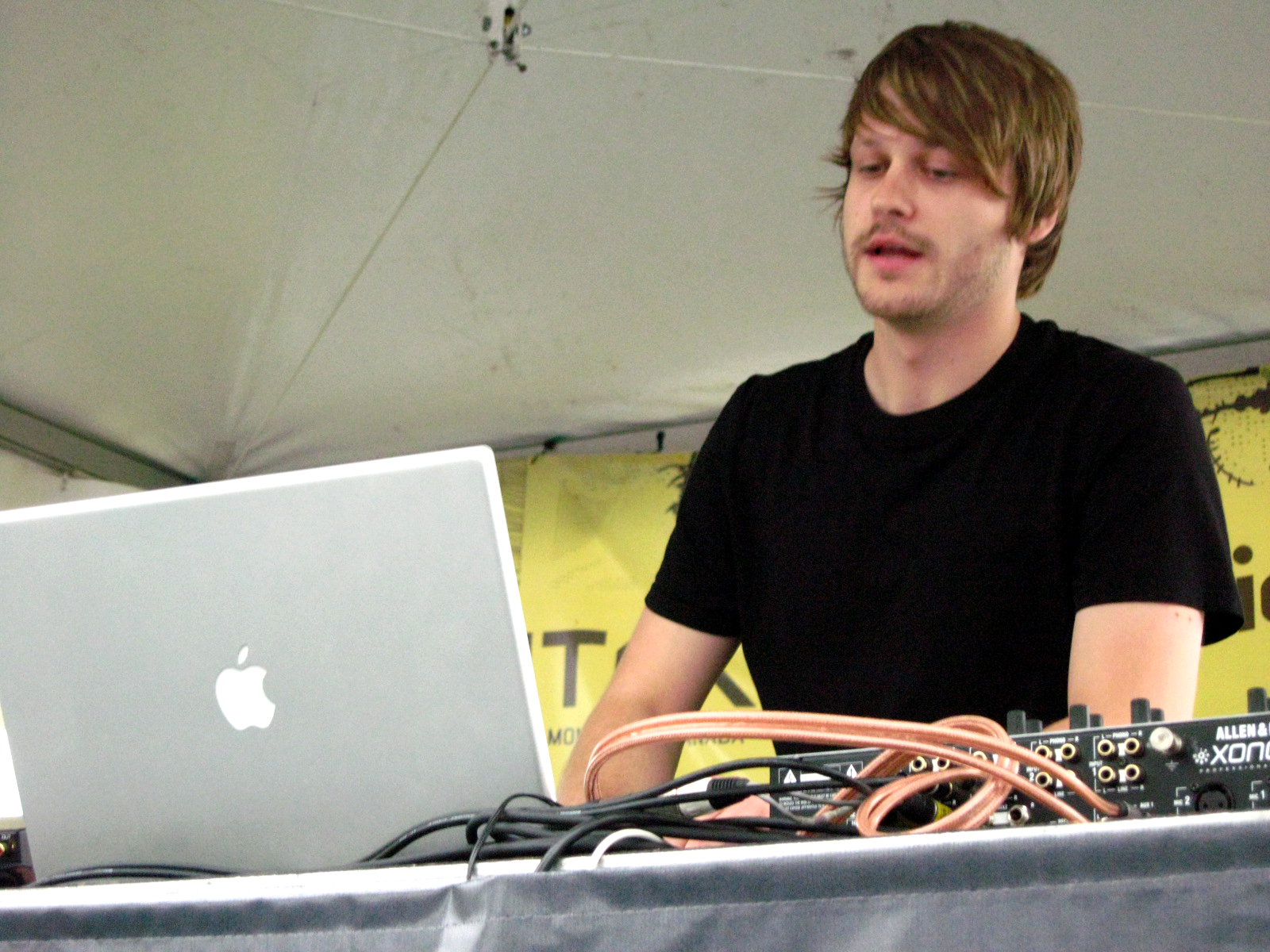
Mathias Kaden (* 1981)

- Kaden, Monika (* 1949), deutsche Keramikerin, Bildhauerin und Zeichnerin in den Vereinigten Staaten
- Kaden, Richard (1856–1923), deutscher Musiker, Musikpädagoge, Musikschriftsteller und Komponist
- Kaden, Richard (1862–1948), sächsischer Generalleutnant
- Kaden, Sylvia (* 1974), deutsche Biathletin
- Kaden, Toni (1864–1947), Theaterschauspielerin
- Kaden, Ulli (* 1959), deutscher Amateurboxer im Superschwergewicht
- Kaden, Werner (* 1928), deutscher Musikwissenschaftler
- Kaden, Woldemar (1838–1907), deutscher Reiseschriftsteller
- Kaden, Wolfgang (1927–2014), deutscher Urologe
- Kaden, Wolfgang (* 1940), deutscher Journalist
- Kaden-Bandrowski, Juliusz (1885–1944), polnischer Prosaiker und Publizist
- Kadena, Reon (* 1986), japanisches Model und Schauspielerin
- Kadenbach, Bernhard (1933–2021), deutscher Biochemiker
- Kadenbach, Karin (* 1958), österreichische Politikerin (SPÖ), Landtagsabgeordnete, MdEP
- Kadenbach, Marleen (* 1997), deutsche Handballspielerin
- Kadenjuk, Leonid (1951–2018), ukrainischer Kosmonaut
- Kadenkow, Dmitri Michailowitsch (* 1972), russischer Politiker
- Kader, Abd el- (1808–1883), algerischer FreiheitskämpferAbd el-Kader (1808–1883)

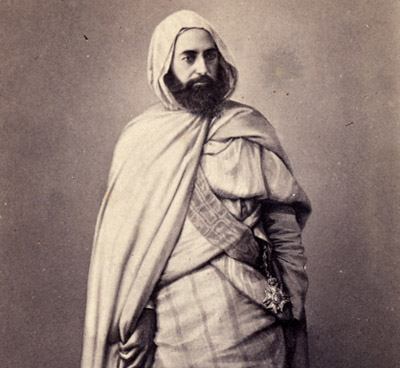
Abd el-Kader (1808–1883)

- Kader, Cagatay (* 1997), deutscher Fußballspieler
- Kader, Hande (1993–2016), türkisch-kurdische Transgender-Frau und Menschenrechtsaktivistin
- Kader, Ingeborg (* 1959), deutsche Klassische Archäologin
- Kader, Karzan (* 1982), schwedischer Regisseur kurdischer Abstammung
- Kader, Mohamed (* 1979), togoischer Fußballspieler
- Kadeřábek, Pavel (* 1992), tschechischer FußballspielerPavel Kadeřábek (* 1992)

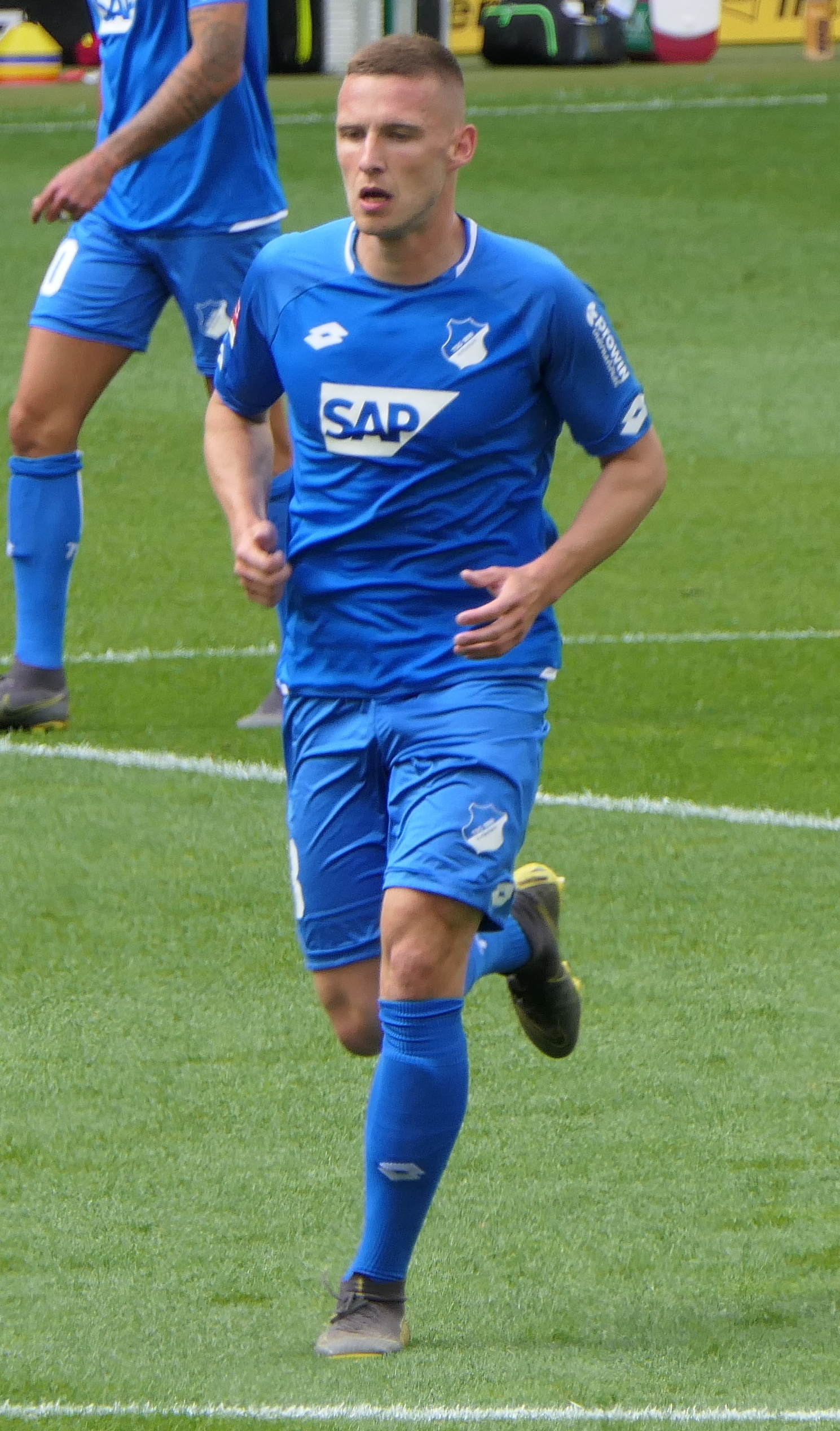
Pavel Kadeřábek (* 1992)

- Kaderali, Lars (* 1974), deutscher Bioinformatiker
- Kadereit, Gudrun (* 1969), deutsche Botanikerin
- Kadereit, Hans (1935–2021), deutscher Journalist und Autor
- Kadereit, Joachim W. (* 1956), deutscher Botaniker
- Kadereit, Paul (* 1877), Architekt in Danzig
- Kadereit, Ursula (* 1931), deutsche Politikerin (CDU), MdHB
- Kaderka, Josef (1910–1993), österreichischer Musiker und Liedtexter
- Kaderli, Jakob (1827–1874), Schweizer Weltreisender und Lehrer
- Kades, Charles Louis (1906–1996), US-amerikanischer Rechtsanwalt
- Kades, Hans (1906–1969), österreichischer Schriftsteller
- Kadestål, Kasper (* 1999), schwedischer Sprinter
- Kadewa, Daniela (* 1994), bulgarische Biathletin
- Kadewere, Tino (* 1996), simbabwischer Fußballspieler
- Kadez, Mychajlo (1923–2011), sowjetischer Mathematiker

#### Kadg
- Kadgien, Friedrich (1907–1978), deutscher Jurist, Politiker (NSDAP) und Funktionär

#### Kadh
- Kadhalviruz (* 1984), tamilischer Sänger, Rapper, DJ, Songwriter und Musikproduzent
- Kadhe, Arjun (* 1994), indischer Tennisspieler

#### Kadi
- Kadi Burhan al-Din (1345–1398), türkischer Sultan in Anatolien
- Kadi, Evdokia (* 1981), zypriotische Sängerin
- Kadi, Oumani (1931–2013), nigrischer Politiker
- Kadić, Ena (1989–2015), österreichische Miss Austria 2013Ena Kadić (1989–2015)

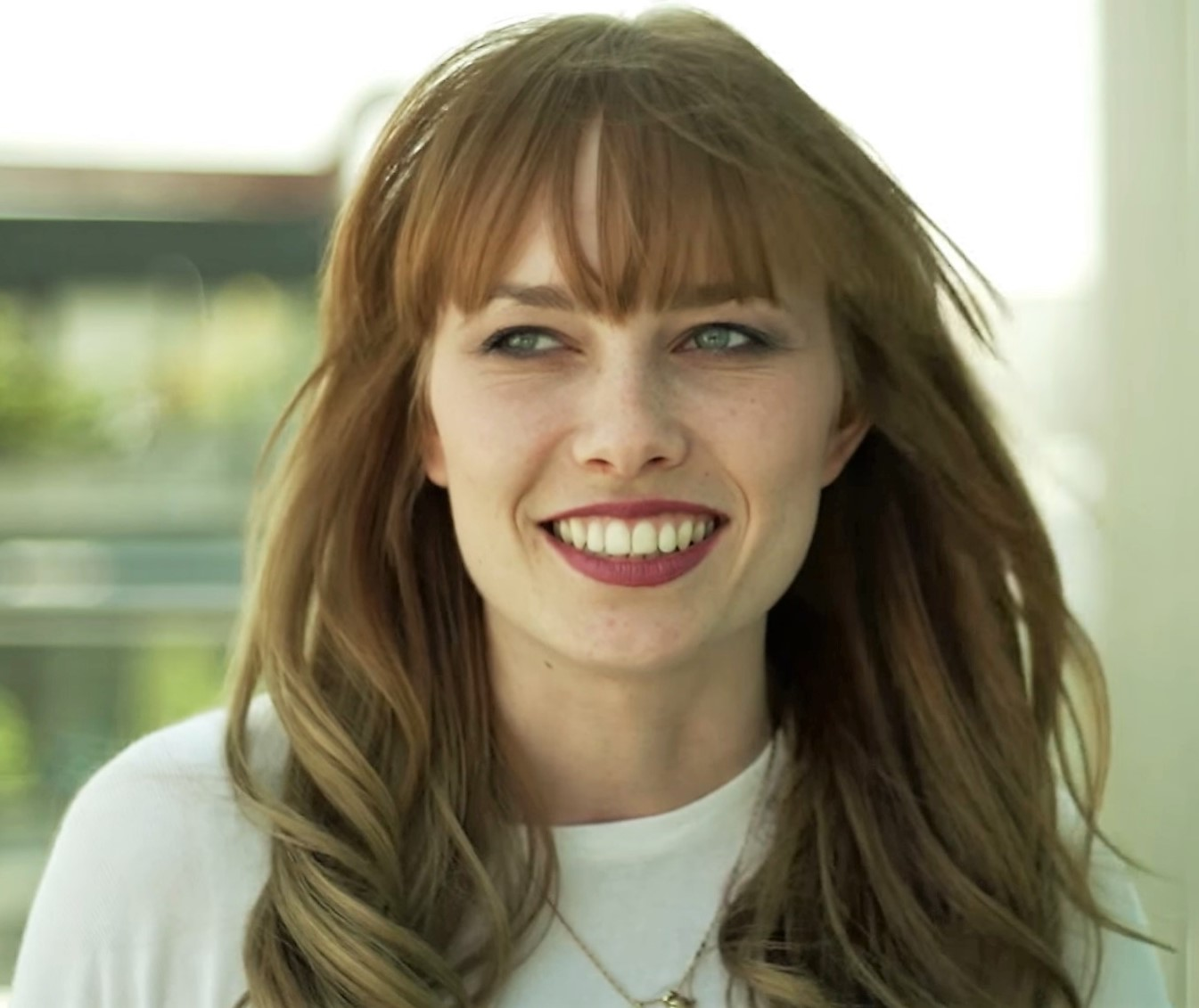
Ena Kadić (1989–2015)

- Kadich von Pferd, Hans (1864–1909), österreichischer Naturwissenschaftler, Schriftsteller, Erzähler
- Kadich von Pferd, Heinrich (1865–1918), österreichischer Hofrat und Heraldiker
- Kadijević, Veljko (1925–2014), jugoslawisch-russischer Militär, Verteidigungsminister Jugoslawiens
- Kadijk, Rebekka (* 1979), niederländische Beachvolleyballspielerin
- Kadima, Mark (* 1964), kenianischer Geistlicher, römisch-katholischer Bischof von Bungoma
- Kadima, Webe (* 1958), burundische Chemikerin und Associate Professor für Chemie
- Kadimagomaev, Husein (* 1999), schweizerischer Mixed Martial Artist
- Kading, Charles A. (1874–1956), US-amerikanischer Politiker
- Käding, Erich (1912–1987), deutscher Schauspieler, Hörspielsprecher und Sänger
- Kadinski, Anik (* 1975), österreichische Popsängerin
- Kadio, Didier (* 1990), ivorischer Fußballspieler
- Kadıoğlu, Ferdi (* 1999), türkisch-niederländischer FußballspielerFerdi Kadıoğlu (* 1999)

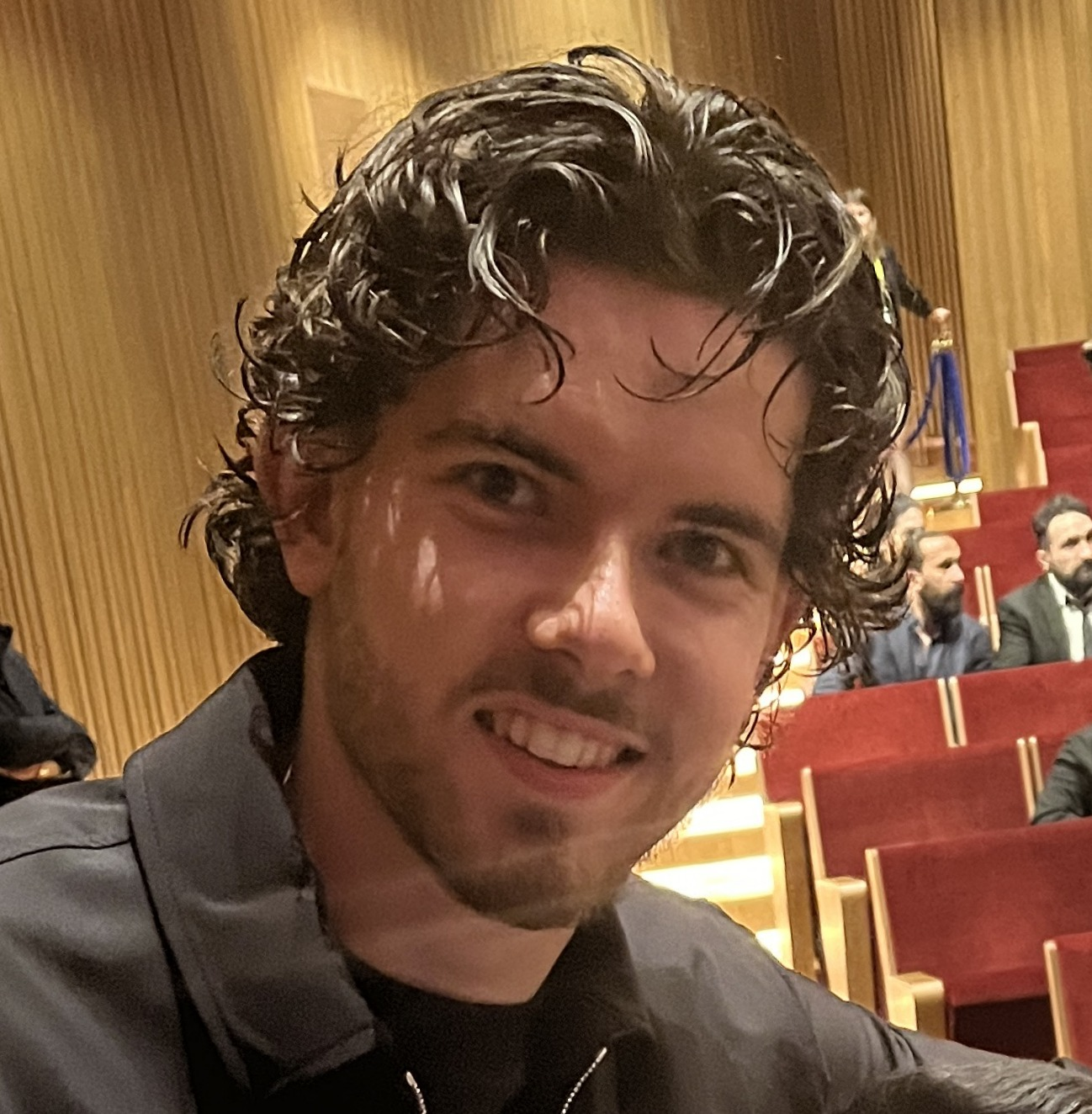
Ferdi Kadıoğlu (* 1999)

- Kadıoğlu, Musa (* 1971), türkischer Klassischer Archäologe
- Kadıoğlu, Yiğit (* 2001), türkischer Fußballspieler
- Kadir, Foued (* 1983), französisch-algerischer Fußballspieler
- Kadir, Nurul Sarah (* 1988), malaysische Sprinterin
- Kadir, Sadik (* 1981), australischer Tennisspieler
- Kadirgamar, Lakshman (1932–2005), sri-lankischer Politiker
- Kadiri, Tessniem (* 2001), deutsche Moderatorin
- Kadiru, Peter (* 1997), deutscher Boxer
- Kadis, Costas (* 1967), zyprischer Politiker (parteilos)
- Kadishman, Menashe (1932–2015), israelischer Zeichner, Maler und Bildhauer
- Kadison, Joshua (* 1963), US-amerikanischer PopmusikerJoshua Kadison (* 1963)

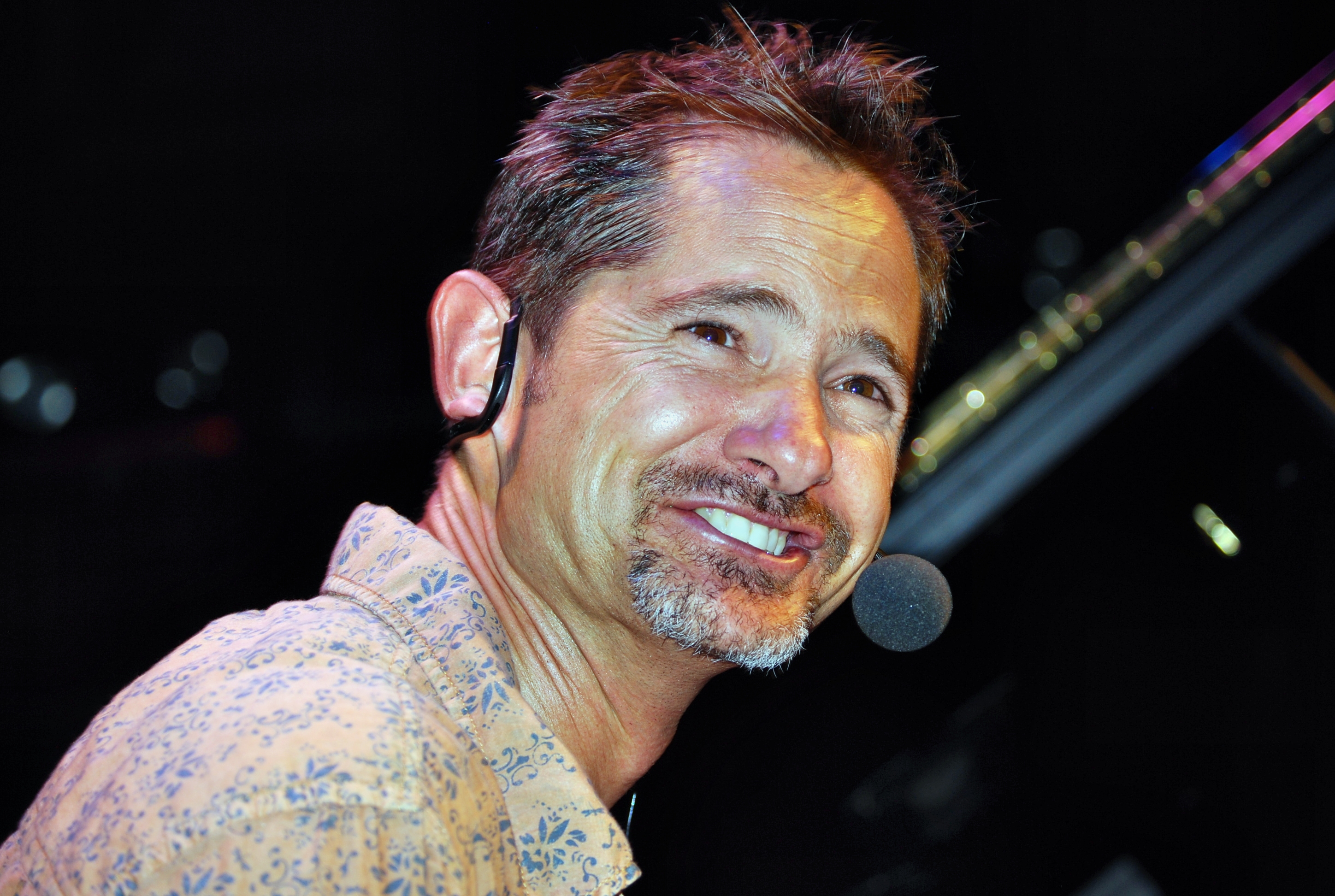
Joshua Kadison (* 1963)

- Kadison, Richard (1925–2018), US-amerikanischer Mathematiker
- Kadiu, Kledi (* 2003), albanischer Schwimmer
- Kadivar, Mitra (* 1954), iranische Psychoanalytikerin und Psychiaterin
- Kadivar, Mohsen (* 1959), schiitischer Geistlicher
- Kadivec, Edith (* 1879), österreichische Autorin des Sadomasochismus
- Kadızade Mehmed Efendi (1582–1635), islamischer Geistlicher

#### Kadj
- Kadje, Samuel (* 1990), französischer Boxer im Cruisergewicht
- Kadji, Kenny (* 1988), kamerunischer Basketballspieler
- Kadjo, Virginie (* 1973), französische Volleyball- und Beachvolleyballspielerin

#### Kadk
- Kadkani, Mohammad Reza Schafi’i (* 1939), iranischer Dichter

#### Kadl
- Kadlčik, Piotr (* 1962), polnischer Philologe, Übersetzer, Vorsitzender der Jüdischen Glaubensgemeinden
- Kadlec, Arnold (* 1959), tschechischer Eishockeyspieler
- Kadlec, Drahomír (* 1965), tschechischer Eishockeyspieler
- Kadlec, Karel (1865–1928), tschechischer Rechtswissenschaftler
- Kadlec, Marco (* 2000), österreichischer Fußballspieler
- Kadlec, Michal (* 1976), tschechischer Fußballspieler
- Kadlec, Michal (* 1984), tschechischer Fußballspieler
- Kadlec, Milan (* 1974), tschechischer Radrennfahrer
- Kadlec, Milan (* 2004), tschechischer Radrennfahrer
- Kadlec, Miroslav (* 1964), tschechischer FußballspielerMiroslav Kadlec (* 1964)

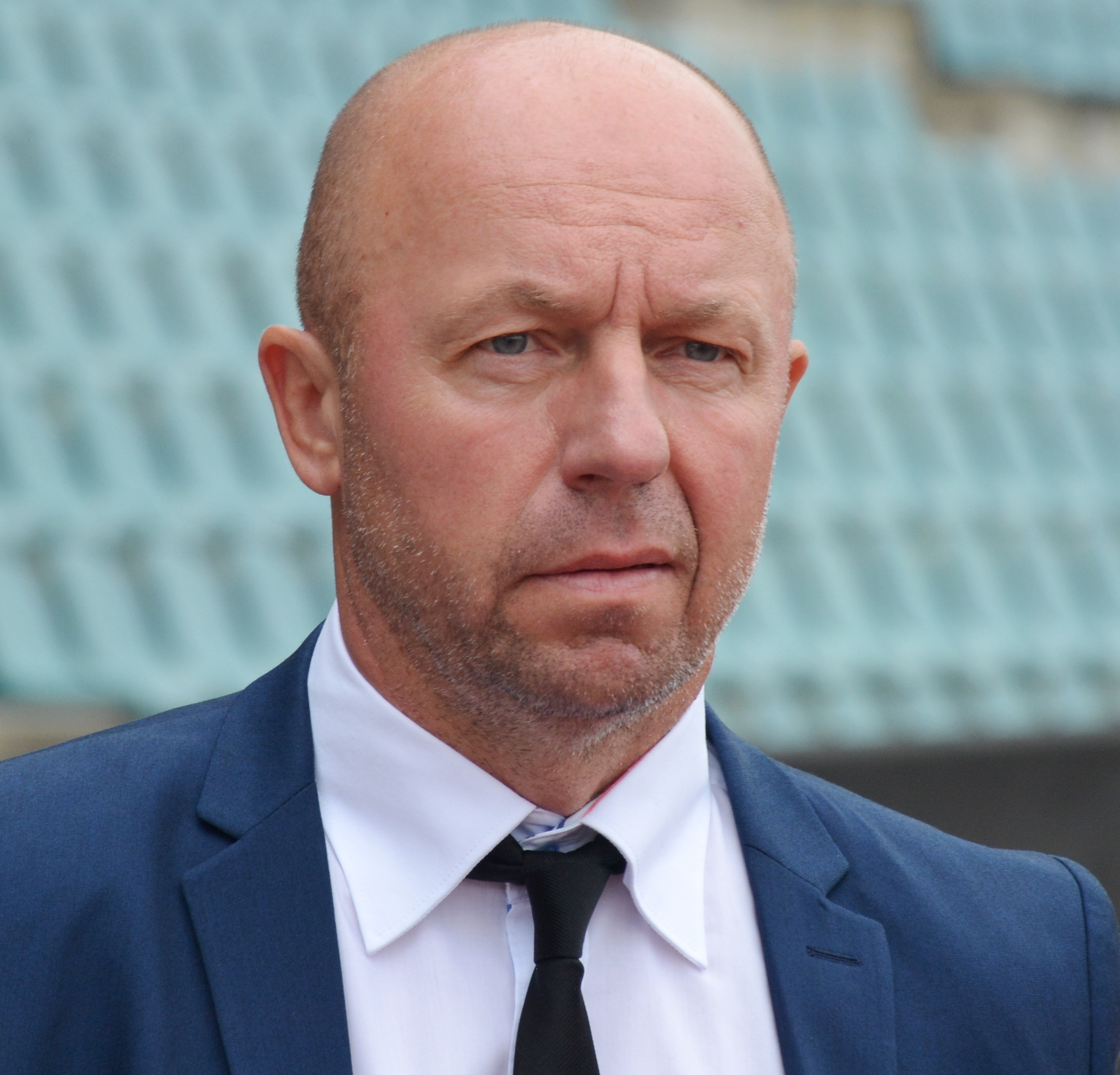
Miroslav Kadlec (* 1964)

- Kadlec, Petr (* 1977), tschechischer Eishockeyspieler
- Kadlec, Václav (* 1992), tschechischer Fußballspieler
- Kadlec, Vladimír (1912–1998), tschechoslowakischer Bürgerrechtler, Minister und Publizist
- Kadlec, Vladimír (* 1957), deutscher Basketballspieler
- Kadlecik, John (* 1969), US-amerikanischer Gitarrist und Sänger
- Kadlecová, Klára (* 1995), tschechische Eiskunstläuferin
- Kadlinský, Felix (1613–1675), tschechischer Schriftsteller und Übersetzer, Jesuit
- Kadłubek, Wincenty († 1223), Bischof von Krakau

#### Kadm
- Kadman, Gurit (1897–1987), deutschstämmige israelisch-palästinensische Tanzpädagogin und Choreographin
- Kadmiël, Beteiligter am Wiederaufbau des jüdischen Tempels nach der Rückkehr aus dem Babylonischen Exil
- Kadmon, Martina (* 1961), deutsche Chirurgin und Hochschullehrerin
- Kadmon, Stella (1902–1989), österreichische Schauspielerin, Kabarettistin und Theaterleiterin
- Kadmos von Milet, antiker griechischer Geschichtsschreiber (Historizität umstritten)

#### Kadn
- Kadner, Andreas († 1659), deutscher Organist, Kantor und Komponist
- Kádner, Otakar (1870–1936), tschechischer Pädagoge und Schulreformer
- Kadner, Paul (1850–1922), deutscher Arzt und Naturheilkundler
- Kadner, Siegfried (1887–1970), deutscher Lehrer und Schriftsteller
- Kadnykov, Yuriy (* 1975), ukrainisch-deutscher Landesrabbiner von Mecklenburg-Vorpommern

#### Kado
- Kado, Eduard (1875–1946), deutscher Maler, Zeichner, Bildhauer und Kunstgewerbler
- Kado, Hiroshi (1909–1994), japanischer Maler im Yōga-Stil
- Kado, Yūka (* 1990), japanische Fußballspielerin
- Kadogo, Eunice (* 1994), kenianische Sprinterin
- Kadohara, Kaoru (* 1970), japanische Fußballspielerin
- Kadohata, Cynthia (* 1956), US-amerikanische Schriftstellerin (Kinder- und Jugendliteratur)
- Kadokawa, Daisaku (* 1950), japanischer Politiker
- Kadokura, Tania (* 1966), deutsch-japanische Sachbuchautorin und Fernsehjournalistin
- Kadola, Uladsislau (* 1996), belarussischer Eishockeyspieler
- Kadomzew, Boris Borissowitsch (1928–1998), russischer Physiker
- Kadono, Eiko (* 1935), japanische Kinderbuchautorin
- Kadono, Yūki (* 1996), japanischer Snowboarder
- Kadonosono, Megumi (* 1970), japanische Animatorin und Character-Designerin
- Kadoori, Lawrence, Baron Kadoori (1899–1993), chinesischer Unternehmer, Hotelier und Philanthrop (Hongkong)
- Kadoorie, Michael (* 1941), chinesischer Unternehmer und PhilanthropMichael Kadoorie (* 1941)

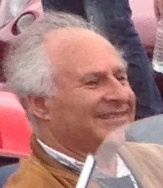
Michael Kadoorie (* 1941)

- Kador, Fritz-Jürgen (1932–2010), deutscher Volkswirt
- Kadosa, Pál (1903–1983), ungarischer Komponist, Pianist und Klavierpädagoge
- Kadosh, Michael (1940–2014), israelischer Fußballspieler und -trainer
- Kadotschnikow, Pawel Petrowitsch (1915–1988), russischer Schauspieler
- Kadouch, David (* 1985), französischer Pianist
- Kadoura, Sanah (* 1989), kanadische Jazzmusikerin (Schlagzeug)
- Kadouri, Jitzchak (1898–2006), orthodoxer Rabbi in Israel
- Kadow, Barbara (* 1943), deutsche Basketballspielerin
- Kadow, Elisabeth (1906–1979), deutsche Textilkünstlerin und Pädagogin
- Kadow, Gerhard (1909–1981), deutscher Maler, Grafiker und Textilkünstler
- Kadow, Heinz (* 1934), deutscher Leichtathletikfunktionär und -trainer
- Kadow, Manes (1905–1960), deutscher Journalist und Bühnenautor
- Kadow, Walter (1900–1923), deutscher Freikorpsler, Mordopfer
- Kadowaki, Mai (* 2001), japanische Fußballspielerin
- Kadoya, Shichirōbei (1610–1672), japanischer Überseehändler

#### Kadr
- Kadraba, Josef (1933–2019), tschechoslowakischer Fußballspieler
- Kadrey, Richard (* 1957), US-amerikanischer Schriftsteller, Autor und Fotograf
- Kadri, Blel (* 1986), französischer Radrennfahrer
- Kadri, Ilham (* 1969), französisch-marokkanische Managerin und UnternehmerinIlham Kadri (* 1969)

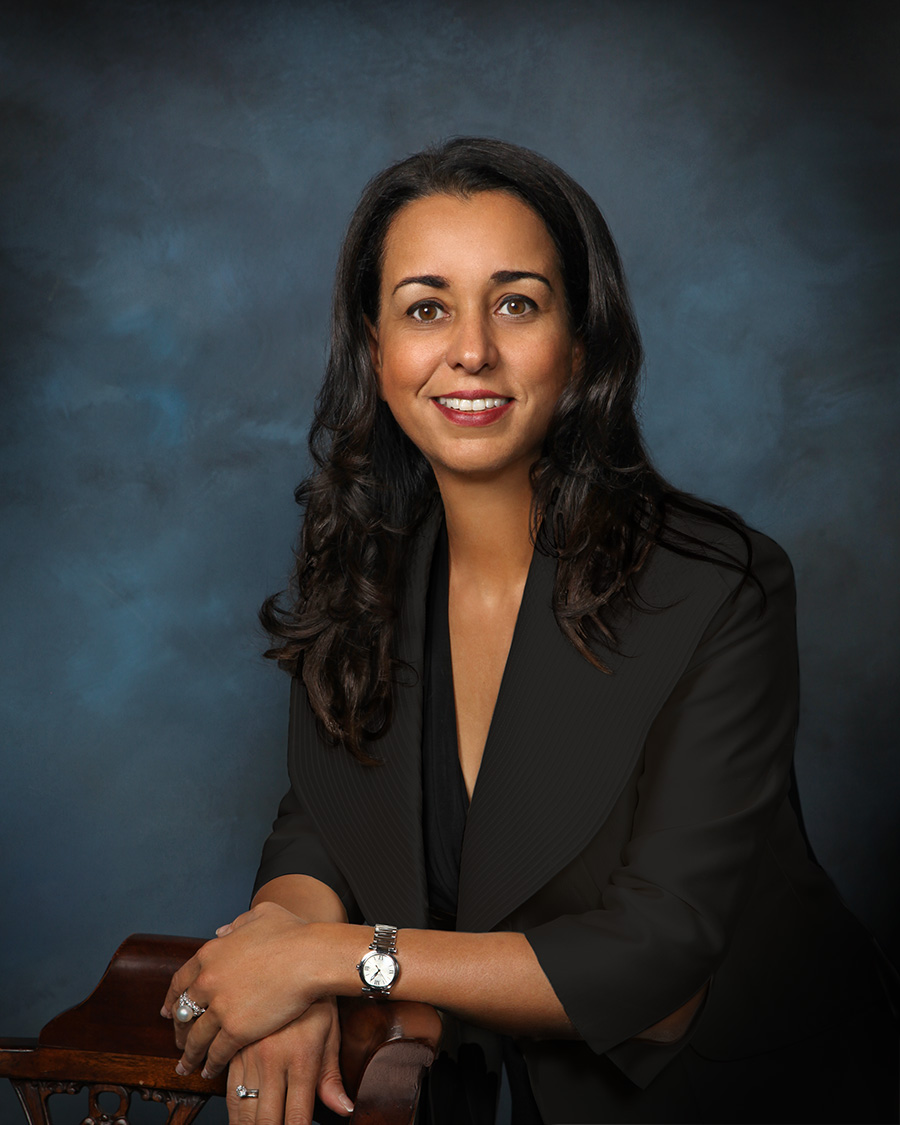
Ilham Kadri (* 1969)

- Kadri, Jalel (* 1971), tunesischer Fußballtrainer
- Kadri, Nasrin (* 1986), israelische Sängerin, Musikerin und Liedtexterin
- Kadri, Nazem (* 1990), kanadischer Eishockeyspieler
- Kadrić, Amer (* 1994), bosnischer Fußballspieler
- Kadrić, Denis (* 1995), bosnischer Schachspieler
- Kadrić-Scheiber, Mira, österreichische Translationswissenschaftlerin und Hochschullehrerin
- Kadrii, Bashkim (* 1991), dänischer Fußballspieler
- Kadrijaj, Valonis (* 1992), kosovarischer Fußballspieler
- Kadritzke, Niels (* 1943), deutscher Journalist, Soziologe und Autor
- Kadritzke, Ulf (1943–2020), deutscher Soziologe
- Kadrnozka, Leo (1872–1922), Maschinenbauingenieur und Hochschullehrer

#### Kads
- Kadschaia, Iakob (* 1993), georgischer Ringer

#### Kadt
- Kadtoon, Noppakun (* 1994), thailändischer Fußballspieler

#### Kadu
- Kadu (* 1986), brasilianischer Fußballspieler
- Kadu (* 1988), brasilianischer Fußballspieler
- Kadu (* 1996), brasilianischer Fußballspieler
- Kadúch, Jan (* 1992), tschechischer Radrennfahrer
- Kaduk, Oswald (1906–1997), deutscher SS-Unterscharführer Rapportführer in Auschwitz, MassenmörderOswald Kaduk (1906–1997)

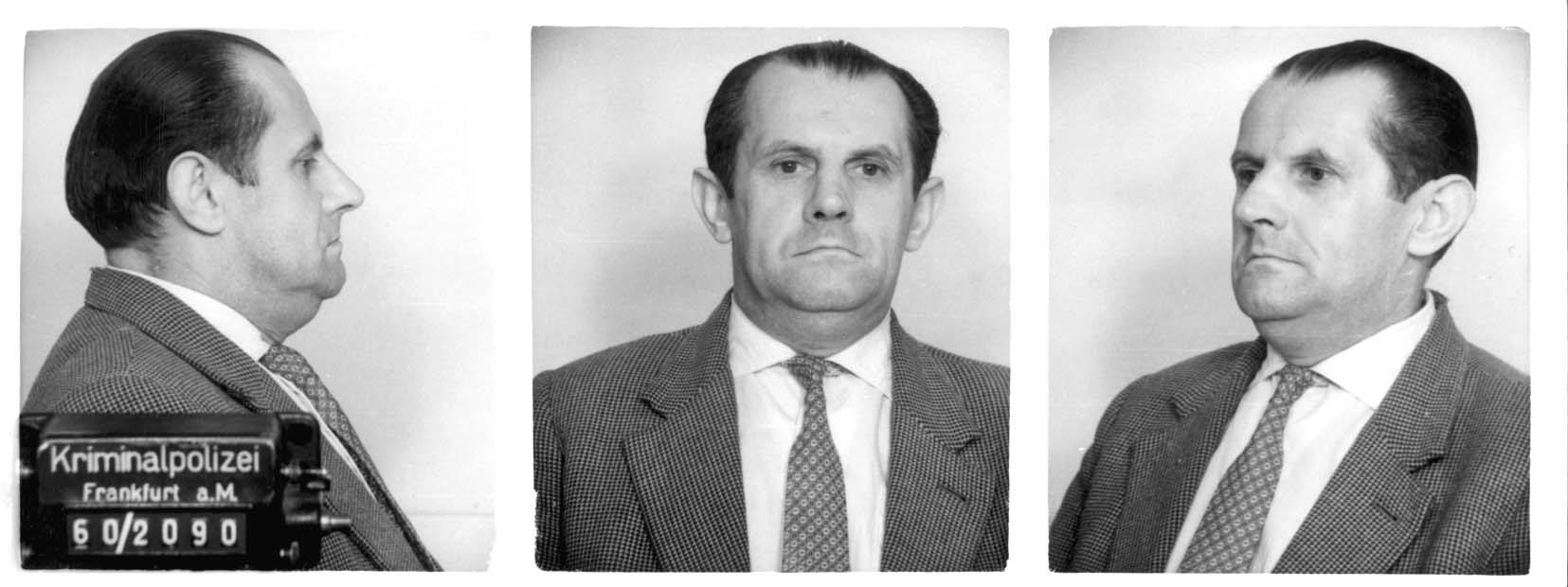
Oswald Kaduk (1906–1997)

- Kaduk, Stefan (* 1970), deutscher Wirtschaftswissenschaftler, Managementforscher, Unternehmensberater, Autor und Publizist

#### Kady
- Kady, Charlotte (* 1962), französische Schauspielerin und Moderatorin
- Kadyrbekow, Ischenbai (* 1949), kirgisischer Politiker
- Kadyrbergenow, Sänjar (* 1985), turkmenischer Gewichtheber
- Kadyrow, Abubakar Chamidowitsch (* 1996), russischer Fußballspieler
- Kadyrow, Achmat Abdulchamidowitsch (1951–2004), tschetschenischer Präsident
- Kadyrow, Chalid Chosch-Baudijewitsch (* 1994), russischer Fußballspieler
- Kadyrow, Ramsan Achmatowitsch (* 1976), russischer Politiker, Oberhaupt der Republik TschetschenienRamsan Achmatowitsch Kadyrow (* 1976)

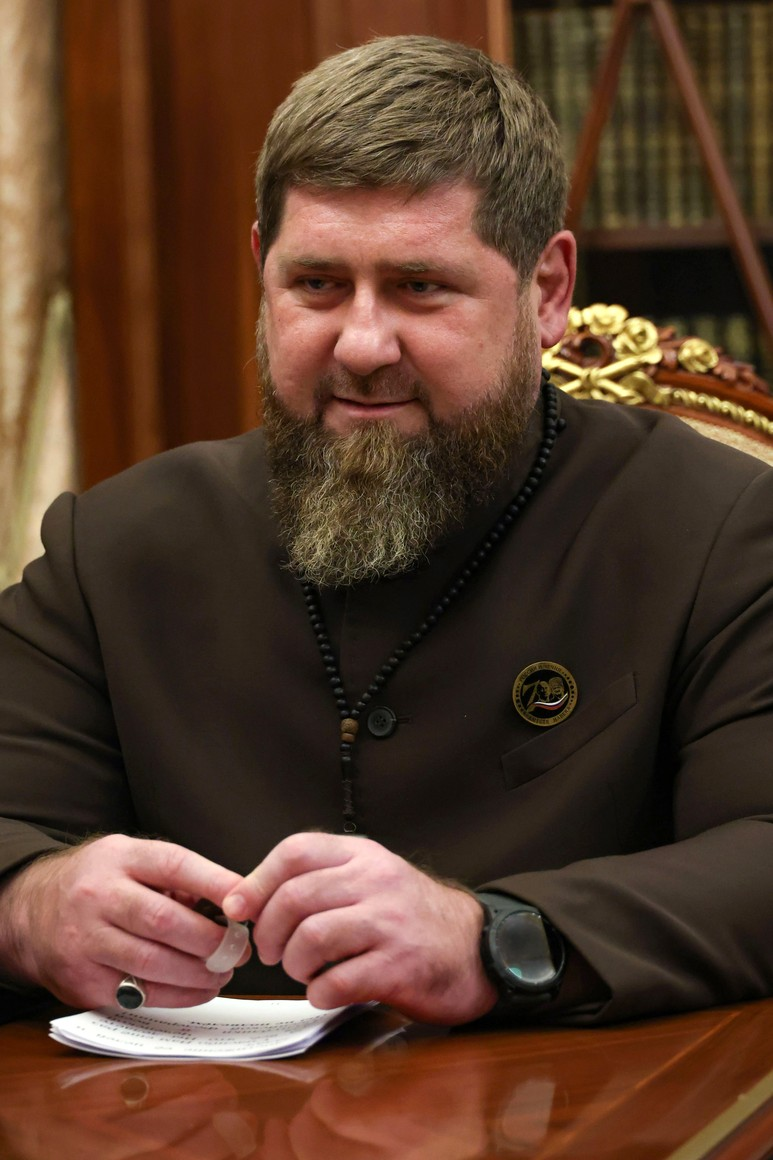
Ramsan Achmatowitsch Kadyrow (* 1976)

- Kadyrowa, Schanna (* 1981), ukrainische Künstlerin und Bildhauerin
- Kadyschewa, Nadeschda Nikititschna (* 1959), russische Sängerin
- Kadyschewski, Wladimir Georgijewitsch (1937–2014), sowjetisch-russischer theoretischer Physiker, Kernphysiker und Hochschullehrer

#### Kadz
- Kadziauskas, Giedrius (* 1978), litauischer Jurist und Politiker, stellvertretender Wirtschaftsminister
- Kądziela, Maciej (* 1990), polnischer Jazzmusiker (Saxophon, Komposition)
- Kadzik, Gerd (* 1929), deutscher Maler
- Kadzik, Konrad (1924–2014), deutscher Manager
- Kądzioła, Michał (* 1989), polnischer Beachvolleyballspieler
- Kądziołka, Stanisław (1902–1971), polnischer Skisportler
- Kądzior, Damian (* 1992), polnischer Fußballspieler
- Kadžiulis, Leonas (1926–2014), litauischer Agrarwissenschaftler

### Kae
- Kae, Jenniffer (* 1987), deutsche Popsängerin
- Kae-Kazim, Hakeem (* 1962), britisch-nigerianischer SchauspielerHakeem Kae-Kazim (* 1962)

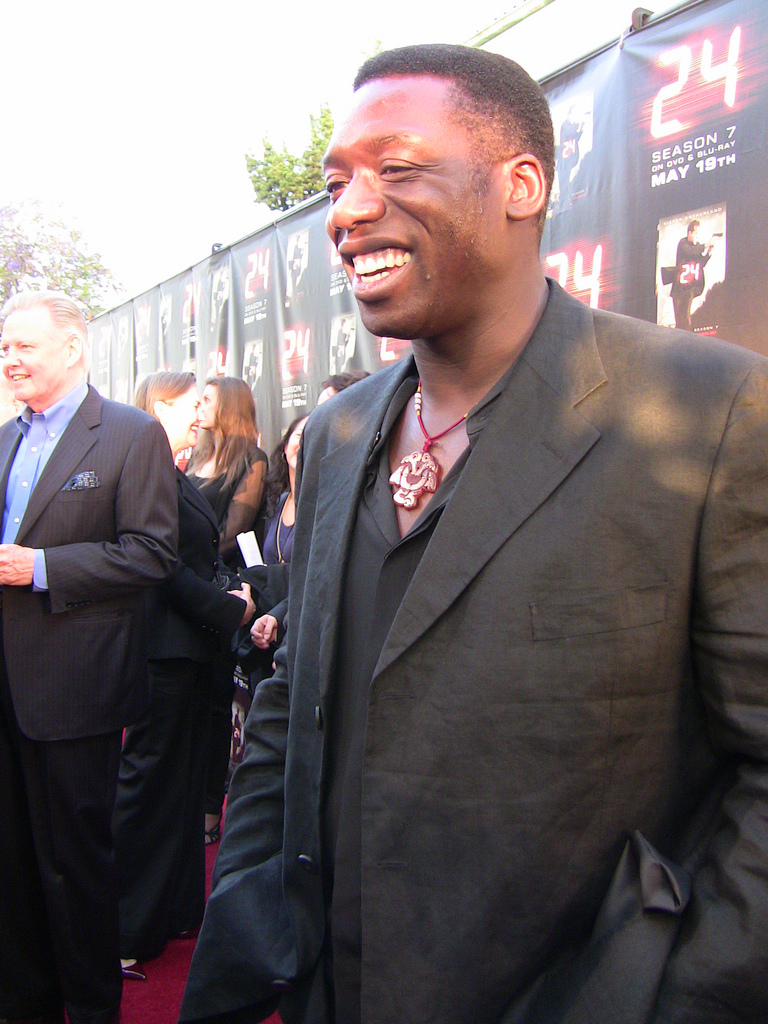
Hakeem Kae-Kazim (* 1962)

- Kaeb, Karsten (* 1971), deutscher Science-Fiction- und Fantasyautor
- Kaeber, Ernst (1882–1961), deutscher Stadtarchivar
- Kaebi, Hossein (* 1985), iranischer Fußballspieler
- Kaech, René (1909–1989), Schweizer Arzt und Schriftsteller
- Kaech-Scholl, Arnold Otto (1881–1965), Schweizer Wasserbauingenieur
- Kaeckenbeeck, Georges (1892–1973), belgischer Jurist und Politiker
- Kaeding, Friedrich Wilhelm (1843–1928), deutscher Stenograph und Autor, Mitarbeiter der Reichsbank
- Kaeding, Michael (* 1977), deutscher Politikwissenschaftler
- Kaeding, Nate (* 1982), US-amerikanischer American-Football-Spieler
- Kaefer, Ademir Roque (* 1960), brasilianischer Fußballspieler
- Kaefer, Rudolf (1876–1923), deutscher Theologe, Pädagoge und Politiker (DVP)
- Kaegbein, Paul (1925–2023), deutscher Bibliothekar und Hochschullehrer
- Kaegi, Adolf (1849–1923), Schweizer Indologe und Gräzist
- Kaegi, Dieter (* 1957), Schweizer Opernregisseur
- Kaegi, Werner (1901–1979), Schweizer Historiker
- Kaegi, Werner (1926–2024), Schweizer Musikwissenschaftler und Komponist
- Kaehlbrandt, Roland (* 1953), deutscher Stiftungsmanager und SachbuchautorRoland Kaehlbrandt (* 1953)

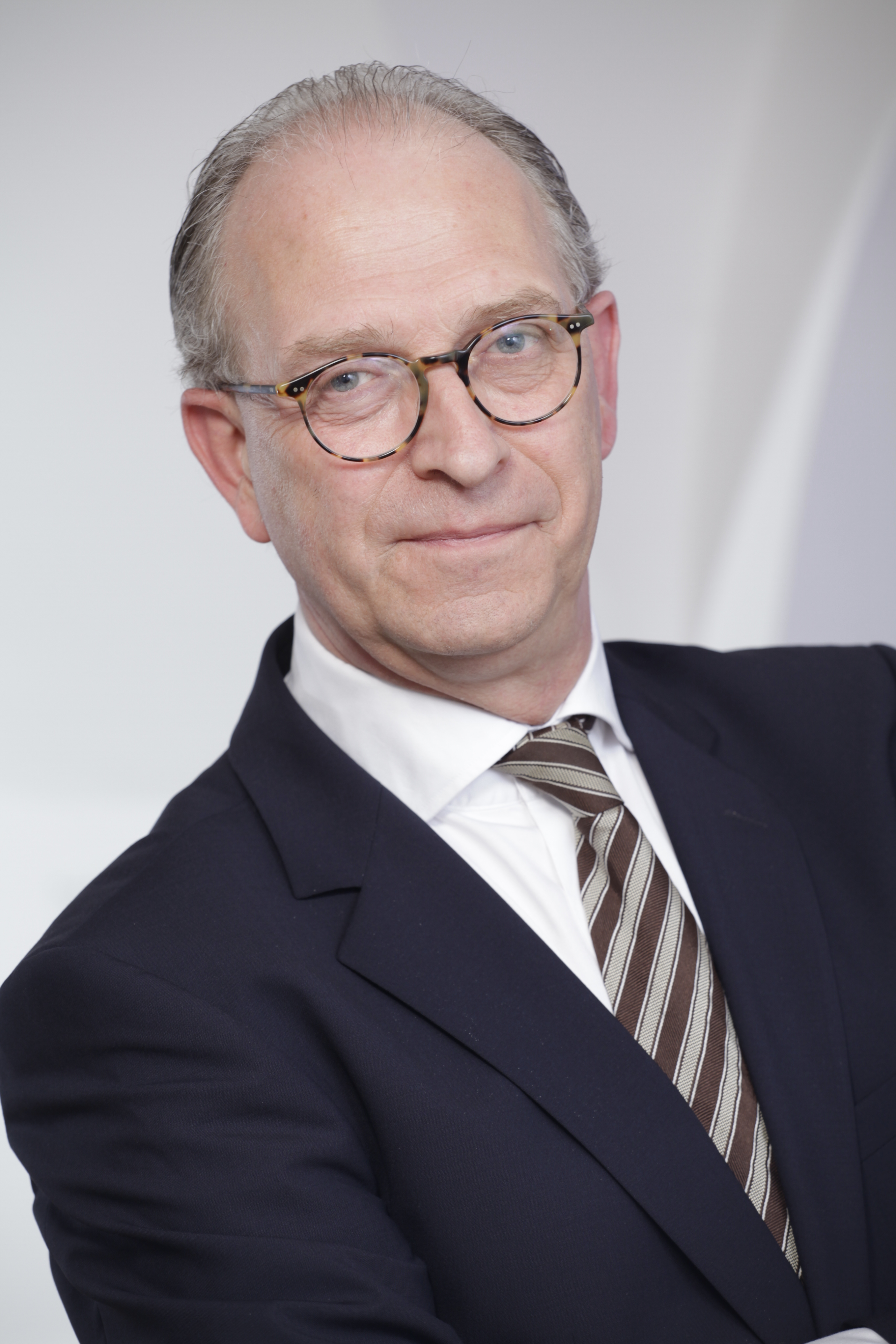
Roland Kaehlbrandt (* 1953)

- Kaehler, Heinrich (1804–1878), deutscher Bildhauer
- Kaehler, Ingrid (* 1938), deutsche Schauspielerin und Sprecherin
- Kaehler, Jörg (1930–2015), deutscher Schauspieler, Regisseur, Theaterleiter und Autor
- Kaehler, Klaus Erich (1942–2022), deutscher Philosoph
- Kaehler, Klaus-Peter (* 1941), deutscher Schauspieler, Synchron- und Hörspielsprecher
- Kaehler, Luise (1865–1932), deutsche Klavierlehrerin
- Kaehler, Robert (* 1964), US-amerikanischer Ruderer
- Kaehler, Siegfried A. (1885–1963), deutscher Historiker und Hochschullehrer
- Kaehler, Willibald (1866–1938), deutscher Dirigent, Komponist und Generalmusikdirektor in Mannheim und Schwerin
- Kaehlitz, Peter (* 1959), deutscher Fußballspieler
- Kaehne, Karl (1899–1969), deutscher Offizier, NS-Funktionär
- Kaehne, Kurt (1890–1970), deutscher Geograph und Kartograf
- Kaehr, Rudolf (1942–2016), Schweizer Philosoph und Hochschullehrer
- Kaeker, Hugo (1864–1940), deutscher Schullehrer und Schriftsteller
- Kaekow, Günter (1924–2021), deutscher Offizier der Nationalen Volksarmee der Deutschen Demokratischen Republik
- Kael, Pauline (1919–2001), US-amerikanische FilmkritikerinPauline Kael (1919–2001)

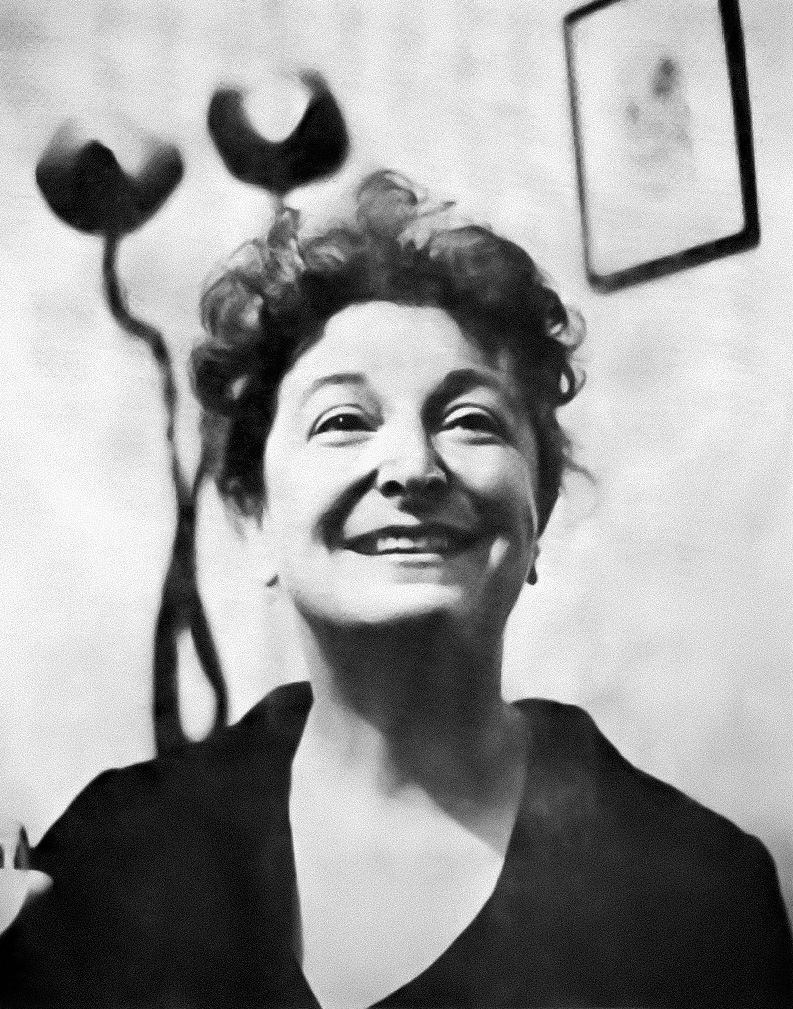
Pauline Kael (1919–2001)

- Kaelas, Lili (1919–2007), estnisch-schwedische Prähistorikerin und Museumsdirektorin
- Kaelbel, Raymond (1932–2007), französischer Fußballspieler
- Kaelble, Carl (1877–1957), deutscher Konstrukteur und Unternehmer
- Kaelble, Gottfried (1848–1911), deutscher Maschinenschlosser, Unternehmer und Gründer des Unternehmens Kaelble
- Kaelble, Hartmut (* 1940), deutscher Historiker
- Kaelbling, Leslie (* 1961), US-amerikanische Informatikerin
- Kaelin, Josef Richard (1918–1993), Schweizer Erfinder, Filmproduzent und Künstler
- Kaelin, Kato (* 1959), US-amerikanischer SchauspielerKato Kaelin (* 1959)

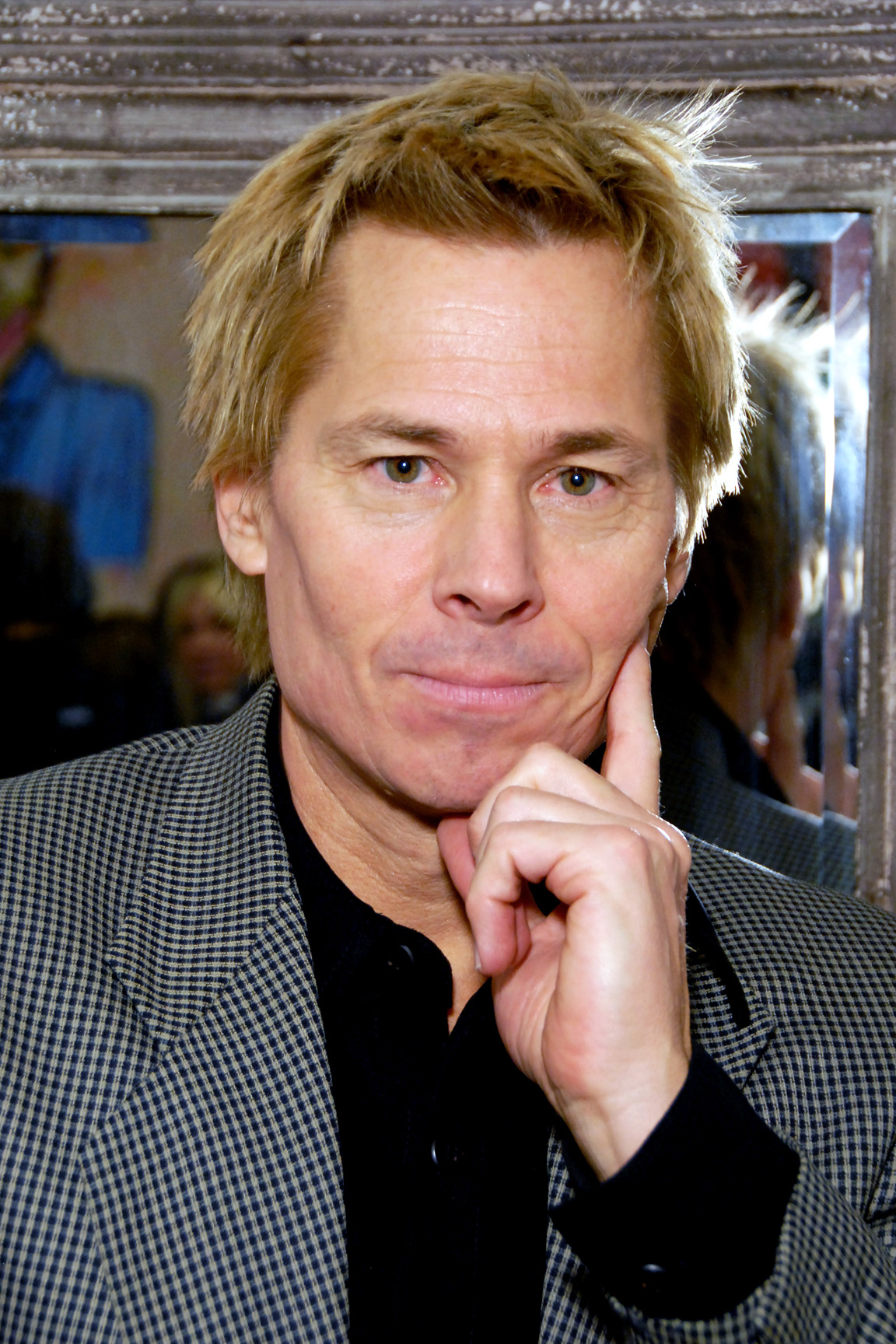
Kato Kaelin (* 1959)

- Kaelin, Monika (* 1954), Schweizer Sängerin, Texterin und Schauspielerin
- Kaelin, Pierre (1913–1995), Schweizer Priester, Komponist und Chorleiter
- Kaelin, William G. (* 1957), US-amerikanischer Onkologe
- Kaëll, Bart (* 1960), belgischer Sänger
- Kaelter, Robert (1874–1926), Rabbiner in Potsdam und Danzig
- Kaemach, altägyptischer Pharaonensohn
- Kaemmel, Otto (1843–1917), deutscher Historiker
- Kaemmer, Rolf (* 1949), deutscher Fußballspieler und -trainer
- Kaemmerer, Carl (1820–1874), deutscher Kaufmann und Politiker (NLP), MdR
- Kaemmerer, Emmy (* 1890), deutsche Politikerin (SPD), MdHB
- Kaemmerer, Frederik Hendrik (1839–1902), niederländischer Genre-, Porträts- und Landschaftsmaler
- Kaemmerer, Georg Heinrich (1824–1875), deutscher Kaufmann, Bankier und Politiker, MdHB
- Kaemmerer, Georg Ludwig (1819–1876), deutscher Bäckermeister und Politiker, MdHB
- Kaemmerer, Ludwig (1862–1938), deutscher Kunsthistoriker
- Kaemmerer, Rudolf (1895–1974), deutscher Landrat
- Kaemmerer, Walter (1897–1979), deutscher Historiker und Archivar
- Kaemmerer, Wilhelm Heinrich (1820–1905), deutscher Kaufmann, Bankier und Politiker, MdHB
- Kaemp, Reinhold Hermann (1837–1899), deutscher Ingenieur und Unternehmer
- Kaempf, Christoph (1913–2001), deutscher Jurist und Japanologe
- Kaempf, Johannes (1842–1918), deutscher Politiker (FVP, FVp), MdR und Bankier
- Kaempfe, Alexander (1930–1988), deutscher Übersetzer, Schriftsteller und Journalist
- Kaempfe, Ernst (* 1877), preußischer Verwaltungsjurist und Landrat
- Kaempfe, Peter (* 1955), deutscher Schauspieler, Hörspiel- und Hörbuchsprecher
- Kaempfe, Rudolf (1883–1962), deutscher General der Artillerie im Zweiten Weltkrieg
- Kaempfe, Werner (1930–2020), deutscher Übersetzer, Verlagslektor und Schriftsteller
- Kaempfer, Andreas (1658–1743), deutscher Orientalist, Pfarrer und Hebraist
- Kaempfer, Engelbert (1651–1716), deutscher Gelehrter und Forschungsreisender (Russland, Persien, Indien, Siam, Japan)Engelbert Kaempfer (1651–1716)

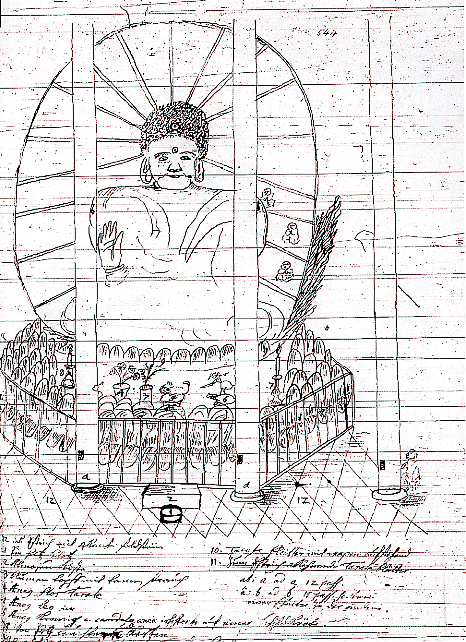
Engelbert Kaempfer (1651–1716)

- Kaempfer, Hans (1896–1974), deutscher Schriftsteller und literarischer Übersetzer
- Kaempfer, Wolfgang (1923–2009), deutscher Schriftsteller
- Kaempfert, Bert (1923–1980), deutscher Orchesterleiter, Arrangeur und KomponistBert Kaempfert (1923–1980)

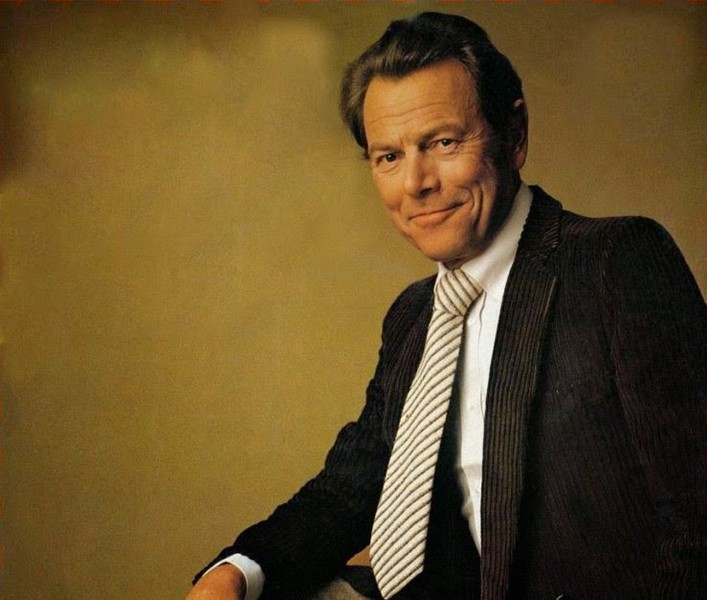
Bert Kaempfert (1923–1980)

- Kaempfert, Max (1871–1941), deutsch-schweizerischer Komponist und Dirigent
- Kaempff, Karl (1855–1930), deutscher Kapitän
- Kaempffe, Georg (1842–1880), deutscher Jurist und Politiker
- Kaempffe-Sikora, Gisela (* 1938), deutsche Diplomatin
- Kaempffer, Adolf (1896–1983), deutscher Schriftsteller der Kolonialliteratur
- Kaempffer, Carl (1784–1846), deutscher Theologe, Superintendent und Hofprediger
- Kaempffer, Eduard (1827–1897), deutscher Baumeister und Politiker (DFP), MdR
- Kaempffer, Eduard (1859–1926), deutscher Maler und Medailleur
- Kaemsechem, altägyptischer Prinz
- Kaenel, Gilbert (1949–2020), Schweizer Prähistoriker
- Kaenel, Hans-Markus von (* 1947), Schweizer Numismatiker und Provinzialrömischer Archäologe
- Kaennorsing, Kaoklai (* 1983), thailändischer Kickboxer
- Kaenthong, Boopha, thailändische Badmintonspielerin
- Kaenzig, Ilja (* 1973), Schweizer Fußball-Manager
- Kaeo (1480–1525), König des Reiches Lan Na
- Kaepernick, Colin (* 1987), US-amerikanischer American-Football-Spieler und BürgerrechtlerColin Kaepernick (* 1987)

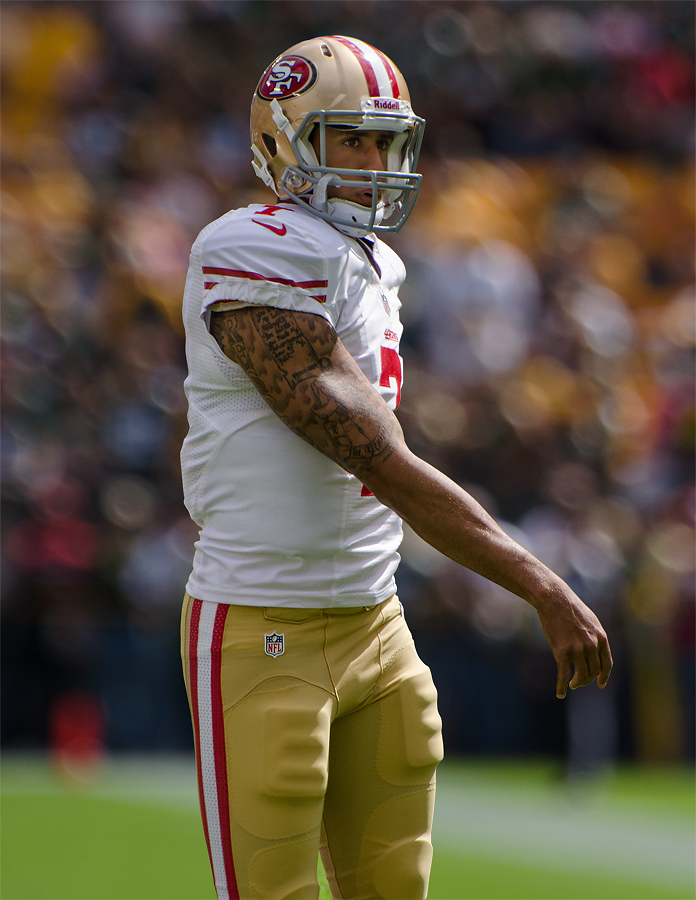
Colin Kaepernick (* 1987)

- Kaeppel, Christian (1867–1944), deutscher Eisenbahningenieur und Präsident der Reichsbahndirektion Nürnberg
- Kaeppeler, Laura (* 1988), US-amerikanische Schönheitskönigin, Miss America 2012
- Kaer, Morton (1902–1992), US-amerikanischer Fünfkämpfer und Footballspieler
- Kærgaard, Anders Koustrup (1972–2024), dänischer Hauptmann und Whistleblower
- Kaergel, Hans Christoph (1889–1946), deutscher Dichter und Schriftsteller
- Kaergel, Julia (* 1965), deutsche Illustratorin und Zeichnerin
- Kaergel, Kurt (* 1901), deutscher Politiker (NSDAP), SA-Gruppenführer und Generaldirektor
- Kaern, Simone Aaberg (* 1969), dänische Künstlerin und Fliegerin
- Kaernbach, Christian (* 1960), deutscher Psychologe
- Kaerner, Karl (1804–1869), deutscher Bauingenieur und bayerischer Baubeamter
- Kaerrick, Elisabeth (1886–1966), Übersetzerin
- Kaers, Karel (1914–1972), belgischer Radrennfahrer
- Kærsgaard Laursen, Per (* 1955), dänischer Radrennfahrer
- Kaerst, Julius (1857–1930), deutscher Historiker
- Kaersten, Wilhelm (1871–1954), deutscher Syndikus
- Kaeruda, Ameko, japanische Romanciere
- Kaes, Anton (* 1945), deutscher Germanist
- Kaes, Bernhard (1892–1973), deutscher Politiker (CDU), MdL
- Kaes, Bertram (1958–2024), deutscher Spieleerfinder und Veranstaltungsmanager
- Kaes, Theodor (1852–1913), deutscher Neurologe
- Kaes, Wolfgang (* 1958), deutscher Journalist und Schriftsteller
- Kaesbach, Martina (* 1964), deutsche Sozialpädagogin und Politikerin (FDP), MdHB
- Kaesbach, Rudolf (1873–1955), deutscher Bildhauer
- Kaesbach, Till (* 1985), deutscher politischer Beamter (CDU)
- Kaesbach, Walter (1879–1961), deutscher Kunsthistoriker
- Kaesberger, Karl (1901–1943), deutscher Redakteur und Mitglied des nassauischen Kommunallandtags
- Kaesdorf, Julius (1914–1993), deutscher Maler
- Kaeseberg, Hugo (1847–1893), deutscher Holzschneider mit Wirkungsort Leipzig
- Kaeseberg, Max (1857–1908), deutscher Schriftsteller
- Kaeser, Bert (* 1943), deutscher Klassischer Archäologe
- Kaeser, Carl (1914–2009), deutscher Unternehmer
- Kaeser, Eduard (* 1948), Schweizer Physiker, Gymnasiallehrer, Philosoph, Publizist und Jazzmusiker
- Kaeser, Ewald (1918–2010), Schweizer Gewerkschafter
- Kaeser, Ewald (1942–2002), Schweizer Journalist und Lyriker
- Kaeser, Hans-Peter (* 1942), Schweizer Buchgestalter und Grafiker
- Kaeser, Hildegard Johanna (1904–1965), deutsche Schriftstellerin und Übersetzerin
- Kaeser, Joe (* 1957), deutscher ManagerJoe Kaeser (* 1957)

Joe Kaeser (* 1957)

- Kaeser-Rueff, Rudolf (1870–1932), österreichischer Maler, Illustrator, Grafiker, Opernsänger und Komponist
- Kaeshammer, Michael (* 1977), deutsch-kanadischer Jazzmusiker (Pianist, Sänger und Arrangeur)
- Kaesler, Dirk (* 1944), deutscher Soziologe
- Kaesler, Hans-Jürgen (* 1942), deutscher Jurist und Politiker (FDP)
- Kaesler, Oskar (1889–1960), deutscher Schauspieler, Regisseur und Intendant
- Kaesler, Roger L. (1937–2007), US-amerikanischer Paläontologe
- Kaeslin, Ariella (* 1987), Schweizer Kunstturnerin
- Kaeslin, Ilaria (* 1997), Schweizer Kunstturnerin
- Kaesmacher, Anja (* 1974), deutsche Opernsängerin (Sopran), Gesangspädagogin und Gymnasiallehrerin
- Kaessmann, Jörg (* 1968), deutscher Fußballtorhüter
- Kaessmann, Werner (* 1947), deutscher Hockeyspieler
- Kaestlin, Henrik (1911–2000), Schweizer Filmproduzent
- Kaestner, Alfred (1901–1971), deutscher Zoologe
- Kaestner, Arnd (* 1961), deutscher Maler und Zeichner
- Kaestner, Paul (1876–1936), deutscher Jurist, Ministerialdirektor und Kirchenliederdichter
- Kaestner, Uwe (* 1939), deutscher Botschafter
- Kaestner, Walter (1912–2005), deutscher Anglist, Germanist und Slavist
- Kaestner, Wolfgang (1877–1945), deutscher Verwaltungsbeamter
- Kaeswurm, Theodor (1825–1883), deutscher Rittergutsbesitzer und Parlamentarier
- Kaetner, Hannes (1912–2002), deutscher Schauspieler
- Kaeton, Elizabeth, Evangelistin, anglikanische Priesterin und Pfarrerin der St. Paul's-Gemeinde in Chatham (New Jersey) in den USA
- Kaetsu, Hideaki (* 1974), japanischer Fußballspieler
- Kaetzke, Paul (1901–1968), deutscher evangelischer Geistlicher
- Kaetzler, Johannes (* 1954), deutscher Theaterregisseur, Autor und Intendant
- Kaeuffelin, Johann Matthias (1696–1751), deutscher Theologe und Historiker
- Kaevats, Mihkel (* 1983), estnischer Lyriker, Übersetzer und Essayist
- Kaew Pongprayoon (* 1980), thailändischer Boxer
- Kaewchuay, Saowalee (* 1981), thailändische Sprinterin
- Kaewel, Bernhard (1862–1917), deutscher Politiker
- Kaewkam, Tawan (* 1999), thailändischer Hochspringer

### Kaf
- Kaf, Ali El (1908–1979), ägyptischer Fußballspieler
- Kafando, Michel (* 1942), burkinischer Politiker
- Kafanow, Alexander Iwanowitsch (1947–2007), sowjetisch-russischer Hydrobiologe
- Kafanow, Witaliý (* 1960), turkmenischer Fußballspieler und Trainer
- Kafarow, Pjotr Iwanowitsch (1817–1878), russischer Mönch und Sinologe
- Kafatos, Fotis (1940–2017), griechischer Biologe, Molekularbiologe, Immunologe und Malariaforscher
- Kafe, Hayati (* 1941), schwedischer Jazz- und Unterhaltungsmusiker (Gesang)
- Kafelnikow, Jewgeni Alexandrowitsch (* 1974), russischer Tennis- und PokerspielerJewgeni Alexandrowitsch Kafelnikow (* 1974)

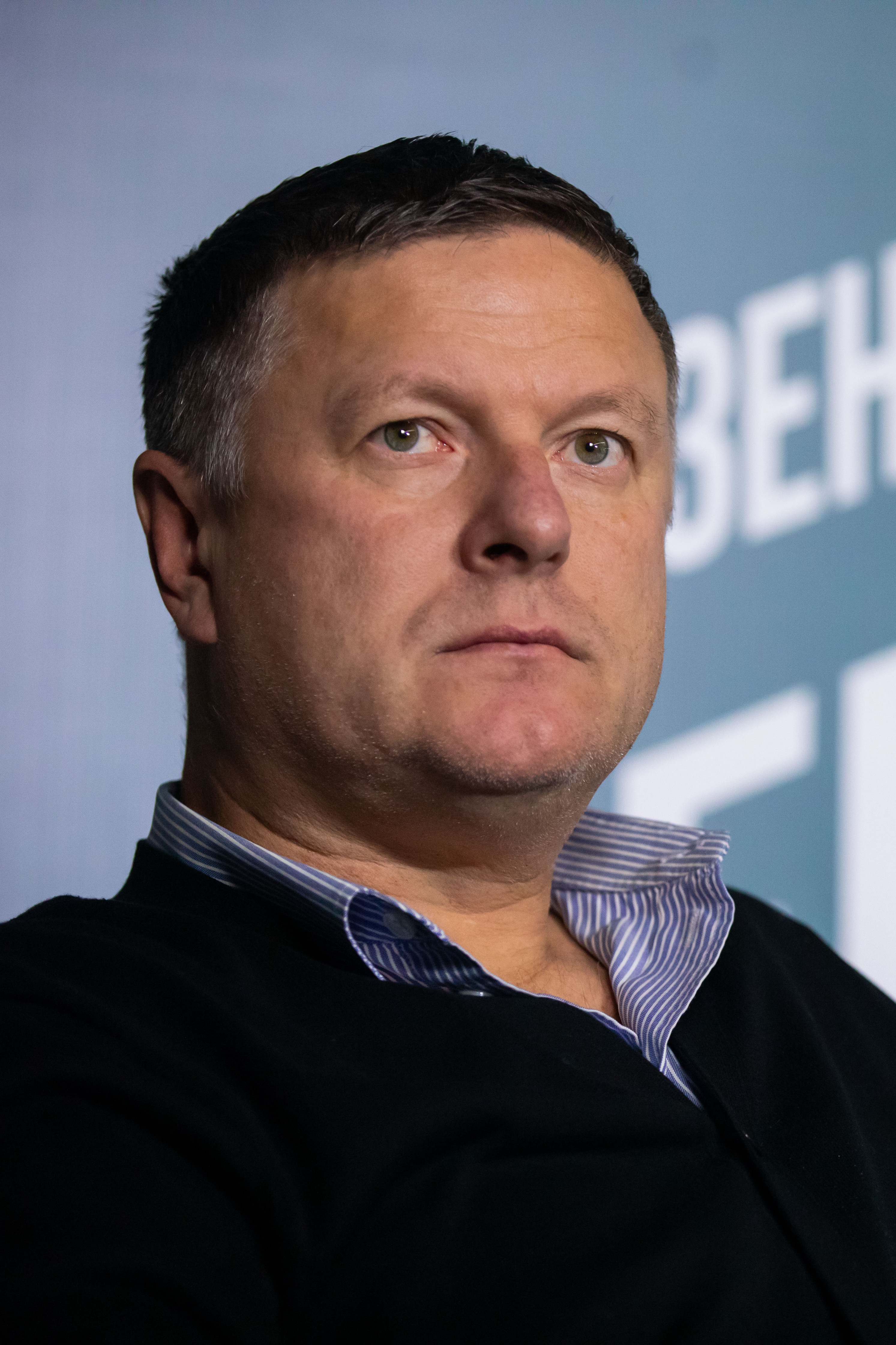
Jewgeni Alexandrowitsch Kafelnikow (* 1974)

- Kafenda, Frico (1883–1963), slowakischer Komponist
- Kafenhaus, Bernhard Borissowitsch (1894–1969), russischer Historiker und Hochschullehrer
- Kafenhaus, Lew Borissowitsch (1885–1940), russischer Ökonom, Politiker und Hochschullehrer
- Käfer, Anne (* 1977), deutsche evangelische Theologin
- Käfer, Carl (1856–1910), deutscher Architekt und Baumeister
- Käfer, Franz (1891–1962), österreichischer Politiker (SDAPDÖ, KPÖ)
- Käfer, Gerd (1932–2015), deutscher Gastronom und Autor
- Käfer, Gerhard (* 1943), deutscher Jurist, Geschäftsführer von juris GmbH
- Käfer, Johann Philipp (1672–1728), deutscher Barockkomponist, Organist und Kapellmeister
- Käfer, Johannes (1882–1943), deutscher Generalstabsarzt
- Käfer, Karl (1898–1999), schweizerischer Betriebswirtschaftler
- Käfer, Karl-Heinz (* 1948), deutscher Drehbuchautor, Filmregisseur und Kinderbuchautor
- Käfer, Karoline (1954–2023), österreichische Sprinterin und Bergläuferin
- Käfer, Martin (* 1967), deutscher Fußballspieler
- Käfer, Michael (* 1958), deutscher Gastronom und UnternehmerMichael Käfer (* 1958)

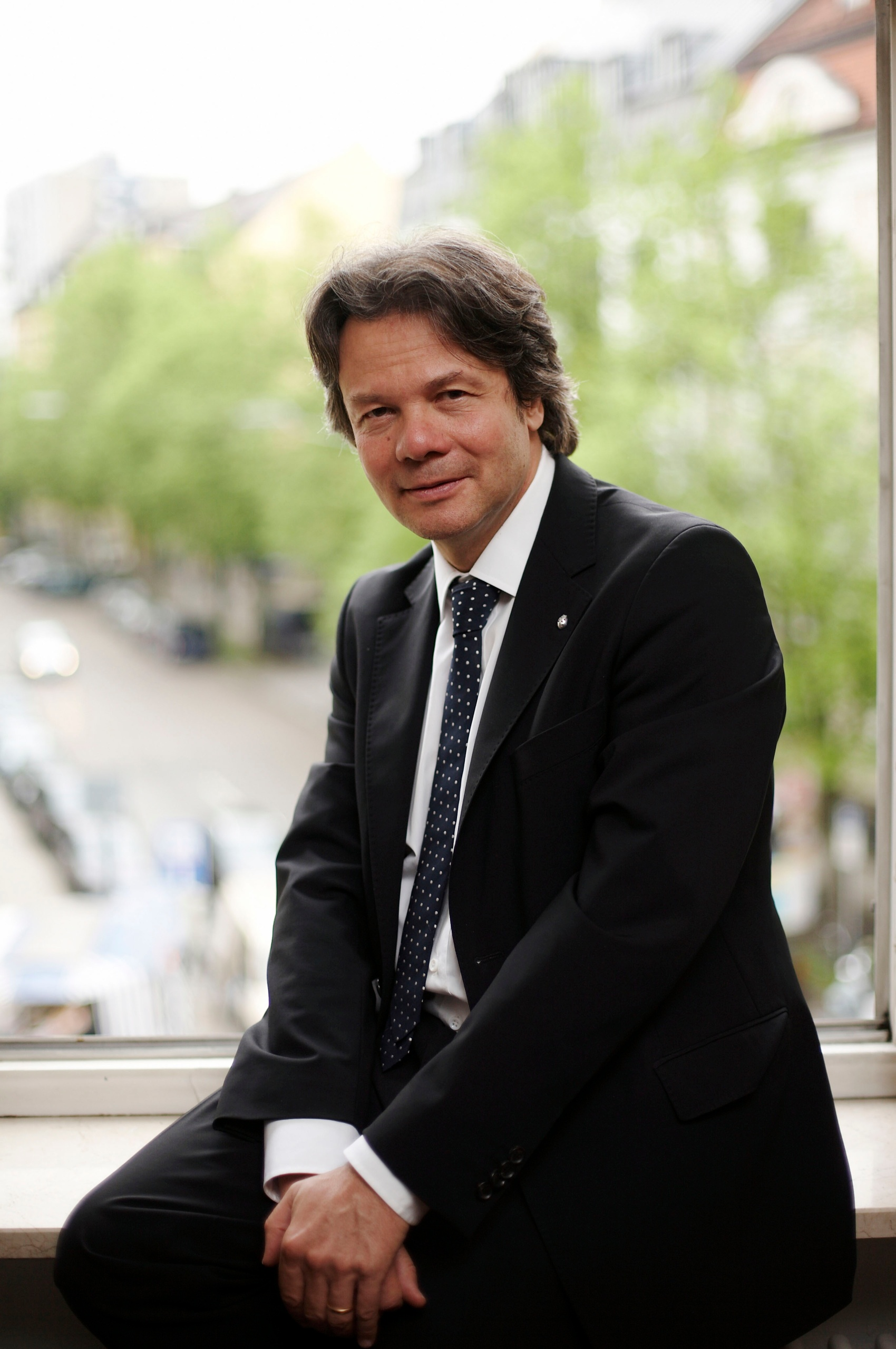
Michael Käfer (* 1958)

- Käfer, Stephan (* 1975), deutscher Schauspieler
- Käfer, Thomas (* 1960), deutscher Juwelier und Pfandleiher
- Käferle, Sebastian (* 1996), österreichischer Basketballspieler
- Käferstein, Eugen (1835–1875), deutscher Rittergutsbesitzer und konservativer Politiker, MdL (Königreich Sachsen)
- Käferstein, Gustav Franz (1797–1881), sächsischer Papiermüller, Gutsbesitzer und Landtagsabgeordneter
- Kafes, Pantelis (* 1978), griechischer Fußballspieler
- Kafetzi, Ioanna (* 1976), griechische Leichtathletin
- Kafetzis, Ilias, griechischer Leichtathlet
- Kaff, Siegmund (1864–1933), österreichischer sozialpolitischer Schriftsteller
- Kaffa-Jackou, Rakiatou (* 1965), nigrische Luftfahrtexpertin und Politikerin
- Kaffanke, Jakobus (* 1949), deutscher Benediktinerbruder sowie Autor und Herausgeber
- Kaffarnik, Hans (* 1929), deutscher Mediziner
- Kaffel, Bartholomäus (1781–1853), österreichischer Glockengießer
- Kaffenberger, Bijan (* 1989), deutscher YouTuber
- Kaffenberger, Marcel (* 1994), deutscher Fußballspieler
- Kaffenberger, Marco (* 1996), deutscher Fußballspieler
- Kaffer, Pierre (* 1976), deutscher Automobilrennfahrer
- Kaffer, Roger Louis (1927–2009), US-amerikanischer römisch-katholischer Bischof
- Käfferbitz, Jakob (1904–1980), deutscher Verwaltungsjurist
- Käfferlein, Johann Eberhard (1807–1888), deutscher Jurist und Politiker
- Kaffka, Johann Christoph (1754–1815), deutscher Komponist, Geiger und Opernsänger
- Kaffka, Joseph (1730–1796), deutscher Geiger und Komponist
- Kaffka, Margit (1880–1918), ungarische Schriftstellerin, Dichterin und Publizistin
- Kaffka, Rudolf (1923–1985), deutscher Theologe und Politiker (SPD), MdB
- Kaffke, Helga (1934–2017), deutsche Malerin und Grafikerin
- Kaffke, Silvia (* 1962), deutsche Schriftstellerin
- Kaffl, Alexander (* 1982), deutscher Schauspieler und Fotomodell
- Kaffl, Marinus (* 2000), deutscher Schauspieler
- Kaffl, Renate (1918–2003), deutsche Journalistin und Politikerin (CSU), MdL
- Kaffo, Bose (* 1972), nigerianische Tischtennisspielerin
- Kaffsack, Joseph (1850–1890), deutscher Bildhauer
- Kafi, Ali (1928–2013), algerischer Politiker und Präsident von Algerien (1992–1994)
- Kafin, Abdulla (* 1999), Skirennläufer aus den Vereinigten Arabischen Emiraten
- Kafka, Alexandre (1917–2007), brasilianischer Ökonom
- Kafka, Bohumil (1878–1942), tschechischer Bildhauer
- Kafka, Bruno (1881–1931), tschechoslowakischer Jurist und Abgeordneter
- Kafka, Eduard Michael (1869–1893), österreichischer Redakteur
- Kafka, Elli (1889–1942), älteste Schwester des Schriftstellers Franz Kafka, Opfer des Holocaust
- Kafka, Filip (* 1982), slowakischer Skispringer
- Kafka, Franz (1883–1924), deutschsprachiger SchriftstellerFranz Kafka (1883–1924)

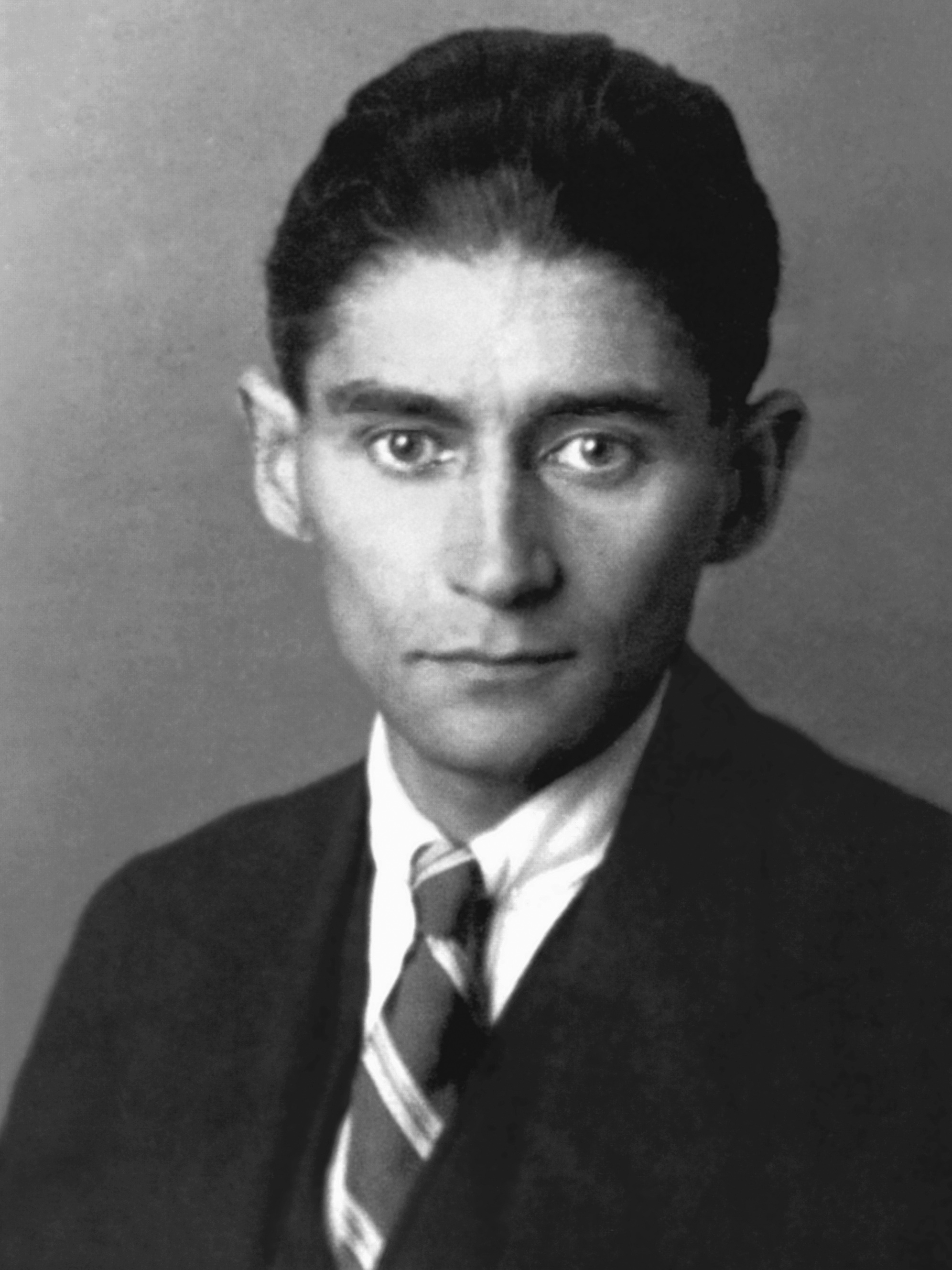
Franz Kafka (1883–1924)

- Kafka, Georg (1921–1944), tschechoslowakischer Schriftsteller deutscher Sprache
- Kafka, Gerda (1920–1945), deutsche Arbeiterin, Kommunistin und Widerstandskämpferin gegen den Nationalsozialismus
- Kafka, Gustav (1883–1953), deutscher Psychologe, Professor für Psychologie
- Kafka, Gustav Eduard (1907–1974), deutsch-österreichischer Rechts- und Politikwissenschaftler
- Kafka, Hans (1902–1974), österreichischer Journalist, Schriftsteller und Drehbuchautor
- Kafka, Helmut (* 1940), deutscher Fußballspieler und Fußballtrainer
- Kafka, Hermann (1852–1931), Vater von Franz Kafka
- Kafka, Irene (1888–1942), Übersetzerin
- Kafka, Jindřich (1844–1917), böhmischer Komponist
- Kafka, Maria Restituta (1894–1943), österreichische Ordens- und Krankenschwester, Selige
- Kafka, Ottla (1892–1943), jüngste Schwester von Franz Kafka, Opfer des HolocaustOttla Kafka (1892–1943)

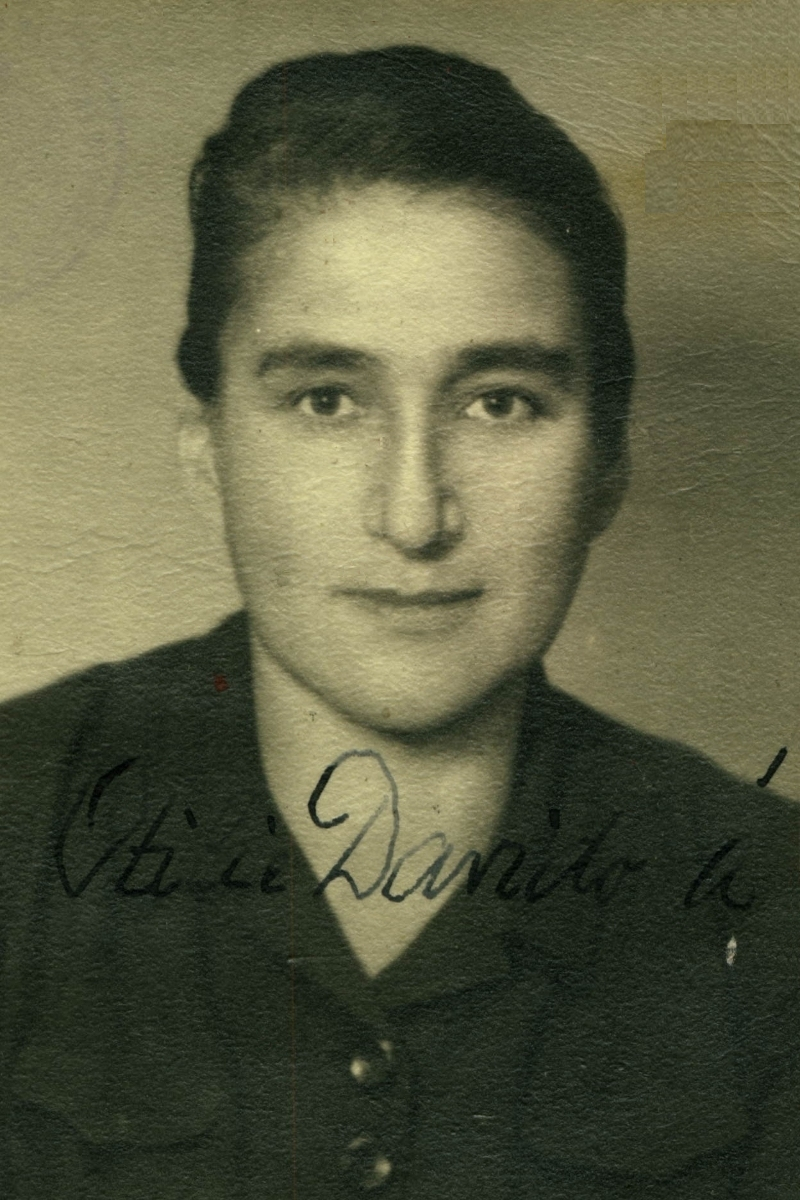
Ottla Kafka (1892–1943)

- Kafka, Patrick (* 1991), österreichisches Model
- Kafka, Peter, US-amerikanischer Journalist
- Kafka, Peter (1933–2000), deutscher Physiker
- Kafka, Róbert (* 1962), slowakischer Fußballspieler
- Kafka, Tomáš (* 1965), tschechischer Diplomat, Schriftsteller und Übersetzer
- Kafka, Valli (1890–1942), Schwester von Franz Kafka, Opfer des Holocaust
- Kafka, Viktor (1881–1955), österreichisch-deutscher Neuropsychologe, Bakteriologe
- Kafka-Lützow, Astrid (1937–2018), deutsch-österreichische Physiologin und Hochschullehrerin
- Kafkas, Tolunay (* 1968), türkischer Fußballspieler und -trainer
- Kafkasyalı, Ercüment (* 1985), türkischer Fußballspieler
- Kafoteka, Elvis (* 1978), malawischer Fußballspieler
- Kafri, Yehudit (* 1935), israelische Schriftstellerin
- Kaftan, Bernd, deutscher Jazz- und Fusionmusiker (Keyboard, Komposition) und Chorleiter
- Kaftan, Dirk (* 1971), deutscher DirigentDirk Kaftan (* 1971)

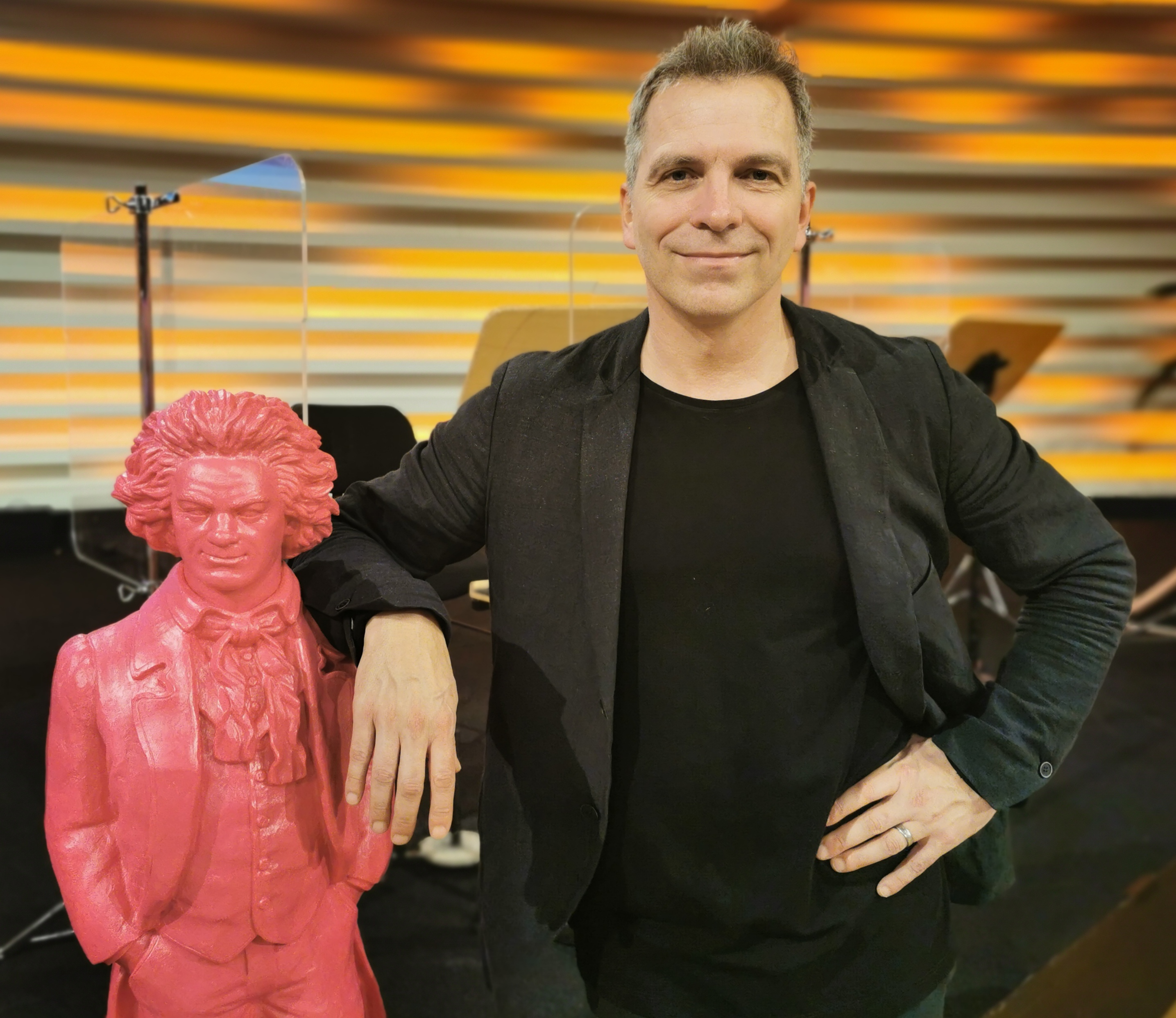
Dirk Kaftan (* 1971)

- Kaftan, Jan (1841–1909), tschechischer Politiker und Techniker
- Kaftan, Julius (1848–1926), evangelischer Theologe
- Kaftan, Theodor (1847–1932), deutscher evangelischer Theologe
- Kaftancıoğlu, Canan (* 1972), türkische Ärztin und Politikerin
- Kaftancıoğlu, Ümit (1935–1980), türkischer Journalist, Schriftsteller und Radiomoderator
- Kaftanski, Julius (1866–1931), deutscher Kaufmann und Stummfilmproduzent
- Kaftantzoglou, Lysandros (1811–1885), griechischer klassizistischer Architekt
- Kafui, Kenneth (1951–2020), ghanaischer Komponist, Dirigent und Musikpädagoge
- Kafula, Agnes (* 1955), namibische Politikerin (SWAPO)
- Kāfūr († 968), Regent und Emir in Ägypten

### Kag
- Kaga no Chiyojo (1703–1775), japanische Schriftstellerin
- Kaga, Atsushi (* 1978), japanischer Mixed-Media-Künstler
- Kaga, Ken’ichi (* 1983), japanischer Fußballspieler
- Kaga, Otohiko (1929–2023), japanischer Schriftsteller
- Kaga, Shōzō, japanischer Computerspielentwickler
- Kagame, Kayije (* 1987), Schweizer Künstlerin und Schauspielerin
- Kagame, Paul (* 1957), ruandischer Präsident (seit 2000)Paul Kagame (* 1957)

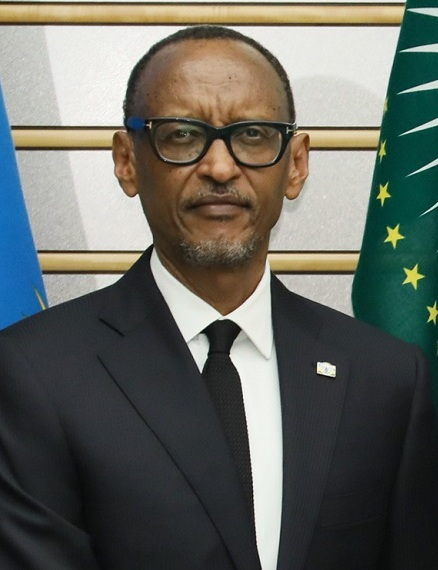
Paul Kagame (* 1957)

- Kagami, Kenkichi (1869–1939), japanischer Unternehmer
- Kagami, Kensuke (* 1974), japanischer Fußballspieler
- Kagami, Kōzō (1896–1985), japanischer Kunsthandwerker
- Kagami, Seira (* 1987), japanisches Model und Sängerin
- Kagami, Shikō (1665–1731), japanischer Dichter
- Kagami, Shō (* 1994), japanischer Fußballspieler
- Kagami, Tōi (* 1999), japanischer Fußballspieler
- Kagami, Yūka (* 2001), japanischer Ringerin und Olympiasiegerin
- Kagamisato, Kiyoji (1923–2004), japanischer Sumōringer und 42. Yokozuna
- Kagan, Abram Mejerowitsch (* 1936), US-amerikanischer Mathematiker
- Kagan, Bernhard (1866–1932), deutscher Schachspieler, -publizist, -verleger und Mäzen in Berlin
- Kagan, David (* 1949), US-amerikanischer römisch-katholischer Geistlicher, Bischof von Bismarck
- Kagan, Donald (1932–2021), US-amerikanischer Althistoriker
- Kagan, Elena (* 1960), US-amerikanische Juristin, Richterin am Obersten Gerichtshof der Vereinigten StaatenElena Kagan (* 1960)

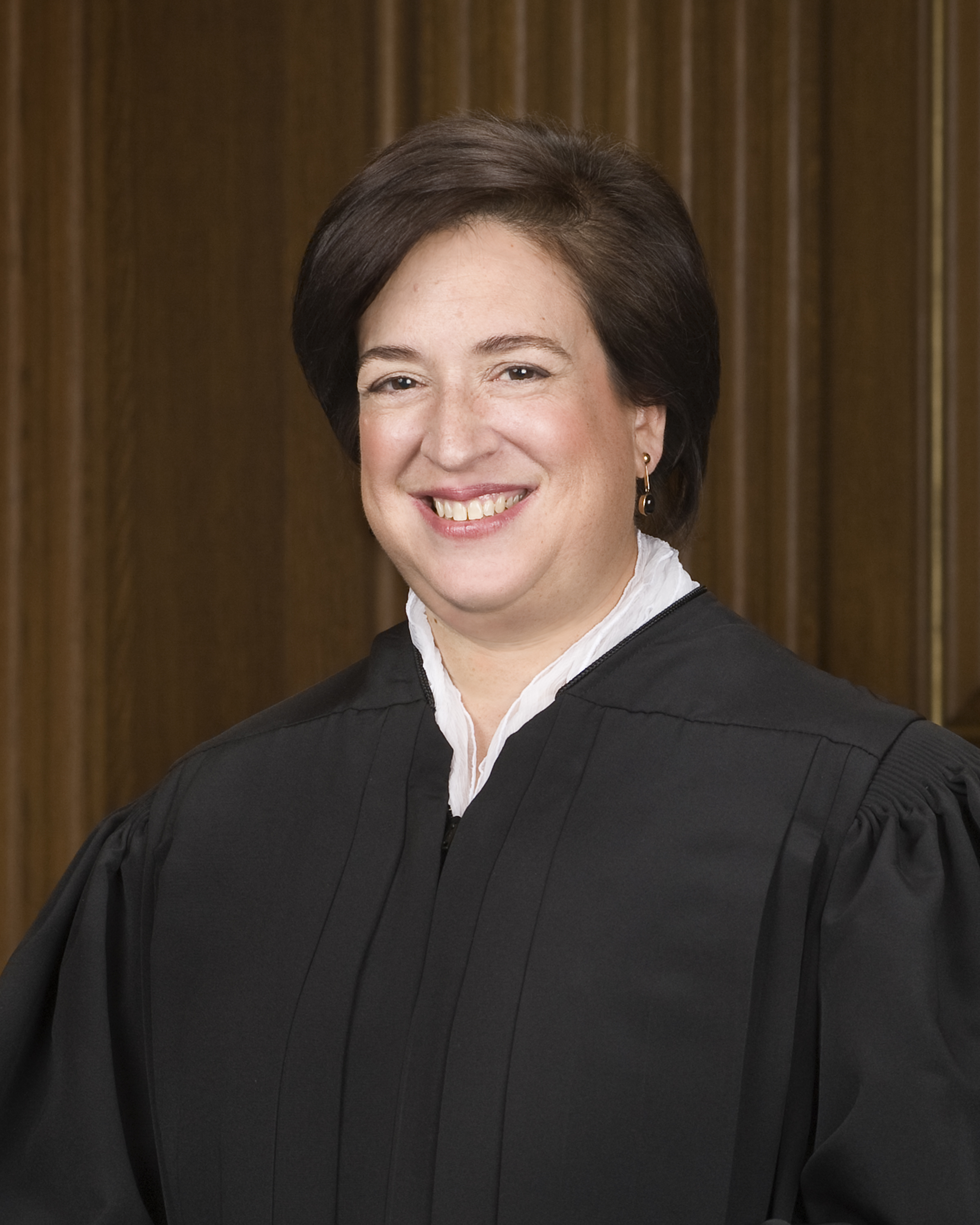
Elena Kagan (* 1960)

- Kagan, Élie (1928–1999), französischer Fotoreporter
- Kagan, Henri (* 1930), französischer Chemiker
- Kagan, Israel Meir (1838–1933), orthodoxer Rabbiner
- Kagan, Janet (1946–2008), US-amerikanische Science-Fiction- und Fantasy-Schriftstellerin
- Kagan, Jerome (1929–2021), US-amerikanischer Psychologe
- Kagan, Joseph, Baron Kagan (1915–1995), britischer Textilunternehmer
- Kagan, Juri Moissejewitsch (1928–2019), russischer Physiker und Hochschullehrer
- Kagan, Kimberly (* 1972), US-amerikanische Militärhistorikerin
- Kagan, Oleg Moissejewitsch (1946–1990), russischer Violinvirtuose
- Kagan, Richard L. (* 1943), US-amerikanischer Historiker
- Kagan, Robert (* 1958), US-amerikanischer Politikberater
- Kagan, Shelly (* 1956), US-amerikanischer Philosoph
- Kagan, Vladimir (1927–2016), US-amerikanischer Möbeldesigner deutscher Herkunft
- Kagan, Weniamin Fjodorowitsch (1869–1953), russischer Mathematiker
- Kaganow, Moissei Isaakowitsch (1921–2019), russischer Physiker und Hochschullehrer
- Kaganowitsch, Lasar Moissejewitsch (1893–1991), sowjetischer PolitikerLasar Moissejewitsch Kaganowitsch (1893–1991)

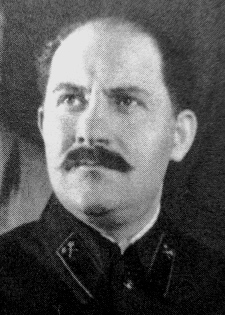
Lasar Moissejewitsch Kaganowitsch (1893–1991)

- Kagans, Simons (1907–1961), lettischer Fußballspieler
- Kagarlitsky, Keren (* 1991), israelische Dirigentin und Komponistin
- Kagarlizki, Boris Juljewitsch (* 1958), russischer Soziologe
- Kagarlizki, Dmitri Sergejewitsch (* 1989), russischer Eishockeyspieler
- Kagasoff, Daren (* 1987), US-amerikanischer Schauspieler
- Kagawa, Julie (* 1982), US-amerikanische Jugendbuchautorin
- Kagawa, Kageki (1768–1843), japanischer Dichter
- Kagawa, Kyōko (* 1931), japanische Schauspielerin
- Kagawa, Sachi, japanischer Fußballspieler
- Kagawa, Shinji (* 1989), japanischer FußballspielerShinji Kagawa (* 1989)

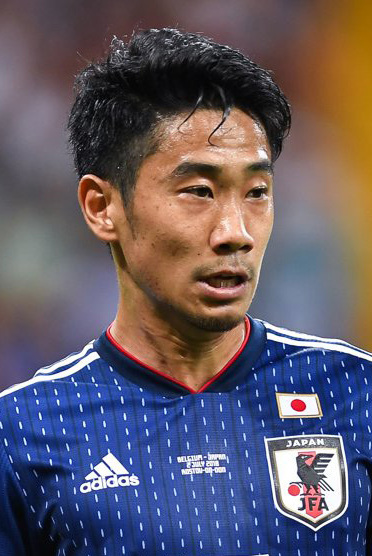
Shinji Kagawa (* 1989)

- Kagawa, Shūtoku (1683–1755), japanischer Mediziner
- Kagawa, Tarō (1922–1990), japanischer Fußballspieler
- Kagawa, Teruyuki (* 1965), japanischer Schauspieler
- Kagawa, Tetsuo (* 1969), japanischer Astronom
- Kagawa, Toyohiko (1888–1960), japanischer christlicher Reformer, Pazifist, Autor und Gewerkschaftsaktivist
- Kagawa, Yūki (* 1992), japanischer Fußballspieler
- Kagayama, Taiki (* 1996), japanischer Fußballspieler
- Kagchelland, Daan (1914–1998), niederländischer Segler und Olympiasieger
- Kage, Jan (* 1973), deutscher Rapper, Sänger, Schauspieler, Journalist und Buchautor
- Kage, Manfred (1935–2019), deutscher Chemiker und Fotograf
- Kåge, Wilhelm (1889–1960), schwedischer Designer
- Kägebein, Heinz (1924–2018), deutscher Berufsschullehrer, mecklenburgischer Heimatforscher, niederdeutscher Schriftsteller
- Kageha, Linda (* 2002), kenianische Sprinterin
- Kagel, John (* 1942), US-amerikanischer Ökonom
- Kagel, Mauricio (1931–2008), argentinisch-deutscher Komponist, Dirigent, Librettist und RegisseurMauricio Kagel (1931–2008)

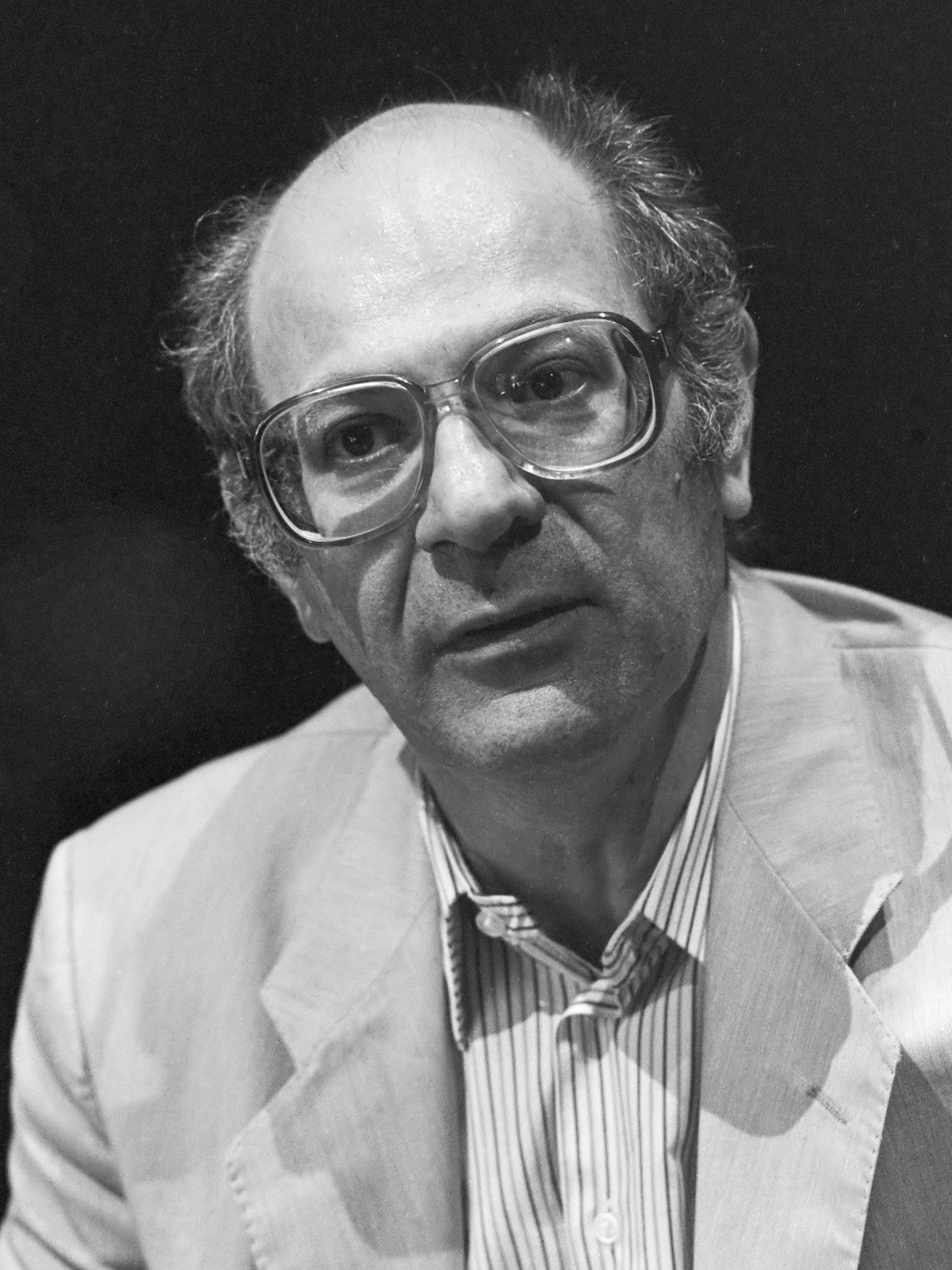
Mauricio Kagel (1931–2008)

- Kageler, August (1877–1965), deutscher Lehrer und Heimatforscher
- Kagelmacher, Gary (* 1988), uruguayisch-deutscher Fußballspieler
- Kagelmann, Kathrin (* 1965), deutsche Politikerin (Die Linke), MdL
- Kagelmann, Uwe (* 1950), deutscher Eiskunstläufer
- Kagemann, Gustav (* 1901), deutscher Fußballtorhüter
- Kagemni, altägyptischer Wesir
- Kagen, Steve (* 1949), US-amerikanischer Politiker
- Kageneck, August Graf von (1922–2004), deutscher Journalist
- Kageneck, Emil von (1812–1882), badischer Forstbeamter
- Kageneck, Erbo Graf von (1918–1942), deutscher Luftwaffenoffizier
- Kageneck, Franz Heinrich Wendelin von (1704–1781), deutscher Bischof und Weihbischof in Eichstätt
- Kageneck, Hans Reinhard Graf von (1902–1996), deutscher Staatsbeamter und Diplomat
- Kageneck, Heinrich von (1835–1887), deutscher Majoratsherr und Politiker (Zentrum), MdR
- Kageneck, Johann Friedrich Fridolin von (1707–1783), Adeliger
- Kageneck, Johann Friedrich von (1741–1800), österreichischer Diplomat
- Kageneck, Joseph Anton von (1701–1747), kurpfälzischer Kammerherr, kaiserlicher Burgmann
- Kageneck, Karl von (1871–1967), preußischer Generalmajor und Militärattaché
- Kager, Bernd (* 1987), österreichischer Fußballspieler
- Kager, Johann Matthias (1575–1634), deutscher Maler und Architekt
- Kager, Martin (* 1985), österreichischer Fußballspieler
- Kager, Reinhard (* 1954), österreichischer Philosoph und Journalist, Musikproduzent
- Kagerbauer, Peter (1808–1873), österreichischer Jurist, Mitglied der Frankfurter Nationalversammlung
- Kagerer, Helmut (* 1961), deutscher Jazzgitarrist
- Kagerer, Hermann (1896–1984), österreichischer Pfarrer und Widerstandskämpfer gegen den Nationalsozialismus
- Kagerer, Karl (1930–2015), deutscher Garten- und Landschaftsarchitekt
- Kagerer, Paul (1833–1907), deutscher Geistlicher, römisch-katholischer Theologe und Generalvikar
- Kagermann, Henning (* 1947), deutscher Manager und HochschullehrerHenning Kagermann (* 1947)

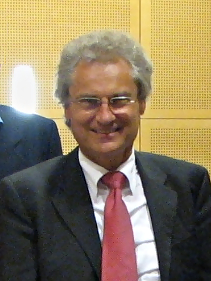
Henning Kagermann (* 1947)

- Kagermann, Thomas (* 1950), deutscher Geiger, Sänger, Multiinstrumentalist und Liedermacher
- Kagesaki, Yuna (* 1973), japanische Comiczeichnerin
- Kageura, Kokoro (* 1995), japanischer Judoka
- Kageyama, Kenji (* 1980), japanischer Fußballspieler
- Kageyama, Masahiko (* 1963), japanischer Automobilrennfahrer
- Kageyama, Masami (* 1967), japanischer Automobilrennfahrer
- Kageyama, Masanaga (* 1967), japanischer Fußballspieler
- Kageyama, Rodney (1941–2018), US-amerikanischer Schauspieler
- Kageyama, Takashi (* 1977), japanischer Fußballspieler
- Kageyama, Toshirō (1926–1990), japanischer Go-Spieler
- Kageyama, Yoshitaka (* 1978), japanischer Fußballspieler
- Kagg, Lars (1595–1661), schwedischer Feldherr und Politiker
- Kagga, Nana (* 1979), ugandische Drehbuchautorin, Schauspielerin und Produzentin
- Kagge, Erling (* 1963), norwegischer Abenteurer, Kunstsammler und Verleger
- Kaggestad, Mads (* 1977), norwegischer Radrennfahrer
- Kaggia, Bildad (1921–2005), kenianischer Politiker
- Kaggwa, John Baptist (1943–2021), ugandischer Geistlicher und römisch-katholischer Bischof von Masaka
- Kaggwa, Lijana (* 1996), deutsches Model und Influencerin
- Kaghanovitch, Peter (* 1953), Schweizer Schauspieler
- Kägi, Albert (* 1912), Schweizer Radrennfahrer
- Kägi, Erich A. (1921–2014), Schweizer Journalist und Publizist
- Kägi, Eugen (1928–2025), Schweizer Unternehmer und Politiker (CVP)
- Kägi, Hans (1889–1971), Schweizer Autor, Redaktor und Dramatiker
- Kägi, Hans Georg (1935–1966), Schweizer Maler und Zeichner
- Kägi, Jakob (1886–1950), Schweizer Politiker (SP)
- Kägi, Markus (* 1954), Schweizer Politiker
- Kägi, Rudolf (1882–1959), Schweizer Lehrer, Heimatforscher und Schriftsteller in Zürichdeutsch
- Kägi, Walter (1911–1984), Schweizer Filmproduzent
- Kägi, Werner (1909–2005), Schweizer Rechtswissenschafter
- Kägi-Diener, Regula (* 1950), Schweizer Juristin, Hochschuldozentin
- Kägi-Fuchsmann, Regina (1889–1972), Schweizer Frauenrechtlerin, Flüchtlingshelferin und humanitäre Aktivistin
- Kagialis, Pavlos (* 1984), griechischer Segler
- Kagika, Laban (* 1978), kenianischer Langstreckenläufer
- Kagimu, Charles (* 1998), ugandischer Radrennfahrer
- Kagithapu, Mariadas (1936–2018), indischer Geistlicher und römisch-katholischer Erzbischof von Visakhapatnam
- Kagiyama, Keiji (* 2000), japanischer Fußballspieler
- Kagiyama, Masakazu (* 1971), japanischer Eiskunstläufer
- Kagiyama, Yūma (* 2003), japanischer Eiskunstläufer
- Kagl, Stefan (* 1963), deutscher Kirchenmusiker und KonzertorganistStefan Kagl (* 1963)

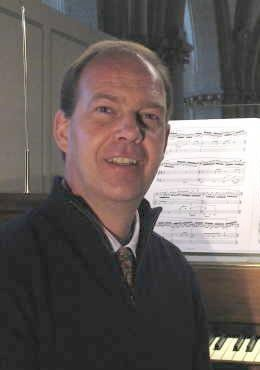
Stefan Kagl (* 1963)

- Kägler, Britta, deutsche Historikerin
- Kago, Ai (* 1988), japanische Pop-Musikerin
- Kago, Karl-Heinz (1941–2021), deutscher Unternehmer
- Kago, Shintarō (* 1969), japanischer Manga-Zeichner
- Kagoshima, Juzō (1898–1982), japanischer Dichter und Puppenmacher
- Kagramanov, Dina (* 1986), kanadische Schachspielerin
- Kägu, Merje, estnische Jazz- und Improvisationsmusikerin (Gitarre, Komposition)
- Kagwa, Apolo (1869–1927), bugandischer Politiker und Premierminister von Buganda
- Kagwe, John (* 1969), kenianischer Marathonläufer